# Bionville
Pour l’article homonyme, voir Bionville-sur-Nied.
Bionville est une commune française située dans le département de Meurthe-et-Moselle en région Grand Est.
Bionville et ses voisines meurthe-et-mosellanes Pierre-Percée et Raon-lès-Leau, toutes sises en rive droite de la vallée de la Plaine présentent la spécificité d'appartenir depuis 2015 au canton de Baccarat, en Meurthe-et-Moselle, mais aussi depuis sa formation en 2017 à la communauté d'agglomération de Saint-Dié-des-Vosges, actuellement composée de 77 communes, étendue principalement sur l'arrondissement déodatien du département des Vosges.

## Géographie

### Localisation

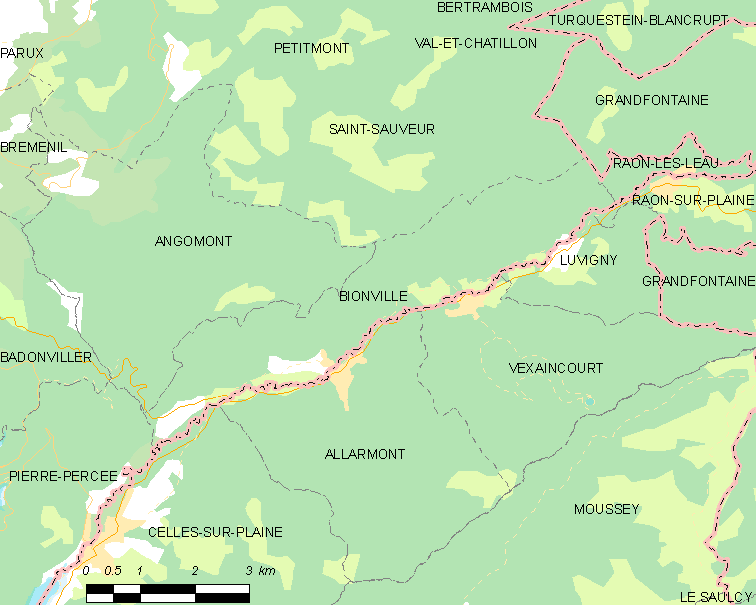
Carte des communes voisines.

Le territoire de la commune de Bionville, composée de huit hameaux reconnus officiellement, s'étage entre 325 mètres et 731 mètres, il occupe environ un tiers de la rive droite de la vallée de la rivière Plaine, sur une ligne fractale de 12 kilomètres de base hectométrique, mais en fait limitée à une dizaine de kilomètres à vol d'oiseau.
Cette rivière, dénommée la Plaine, concentre une multitude de ruisseaux dévalant des sommets voisins, à commencer par le plus imposant, le Donon, et se jette ensuite dans la Meurthe à Raon-l'Étape. Plus de trente ans avant la Révolution, elle a servi de délimitation entre l'ancien comté de Salm rattaché à la Lorraine ducale et la principauté d'Empire de Salm-Salm, avant de séparer l'ancien département de la Meurthe et celui des Vosges.
Le petit thalweg dit de Pierre à Cheval, du nom de la roche sommital dominant le flanc du vallon forestier, menant au col de la Chapelotte à 446 mètres d'altitude n'appartient uniquement à la commune de Bionville qu'à sa base rehaussée vers la source Cholley, il se partage en hauteur uniquement entre la commune de Pierre Percée à l'ouest et celle d'Angomont qui poursuit sa délimitation également plus à l'orient, jusqu'aux hauteurs surplombant le Halbach. La commune forestière de Saint-Sauveur prend le relais plus à l'est au voisinage des hauteurs. La descente au voisinage de Raon-lès-Leau est caractérisée d'abord par une frontière incongrue en hauteur avec la commune alsacienne de Grandfontaine, qui a récupéré à son profit l'annexion stratégique prussienne des forêts vosgiennes en 1871 autour du plateau du Donon. Au-delà de l'ancienne rive de la Plaine, côté gauche, les communes limites sont, de l'aval vers l'amont, Celles-sur-Plaine, Allarmont, Vexaincourt, Luvigny et enfin Raon-sur-Plaine, en face du hameau du Trupt.
| Angomont Meurthe-et-Moselle      | Saint-Sauveur Meurthe-et-Moselle | Grandfontaine annexion de 1871, récupération forestière |
| Pierre-Percée Meurthe-et-Moselle | Bionville                        | Raon-lès-Leau Raon-sur-Plaine Vosges                    |
| Celles-sur-Plaine Vosges         | Allarmont, Vexaincourt Vosges    | Luvigny Vosges                                          |

### Voies majeures de communication et transport
La départementale 992 qui descend du col de la Chapelotte entre dans la commune de Bionville au débouché du vallon de Pierre à Cheval, déjà décrit, puis remonte vers l'amont de la vallée, desservant le hameau des Colins, gagnant le grand bâtiment de La Turbine de l'autre côté du pont homonyme, en aval d'Allarmont. Rive gauche de la rivière Plaine, elle aboutit à la départementale 392, toujours cantonnée sur cette rive de la vallée, qui relie Raon-l'Étape à Schirmeck, notamment par le col du Donon, en amont de Raon-sur-Plaine.
Commençant avant la Turbine en connexion avec la D 992, la départementale 183 dessert les Noires Colas avant de rejoindre le centre de Bionville, et, une fois franchi le pont de Bionville, le cœur de village d'Allarmont desservi par la D 392.
Deux tronçons de la départementale 184 sont observables selon les cartes : 
- d'abord un premier tronçon part de la D 392 à proximité d'un pont près de l'ancienne gare forestière du Halbach en rive droite, monte vers les maisons du Halbach avant de virer, quasiment à angle droit, au croisement routier situé sous la Basse de Chaumont, pour descendre droit vers Vexaincourt. Ce premier tronçon complète une boucle assez similaire à la boucle formée par D 183 et la D 392, quoique plus petite.
- un second tronçon de la départementale 184 n'apparaît que sur certaines cartes IGN. Il part du pont supérieur de Luvigny pour gagner uniquement le hameau du Trupt, en amont de son ancienne colonie de vacances.

### Relief
Les sommets dont le roc du Taurupt, 731 mètres, point culminant du département de Meurthe-et-Moselle, sont couverts de forêts de conifères et de feuillus.
Les hauteurs septentrionales de la commune peuvent être dénommées respectivement entre l'aval de la source Cholley vers 360 mètres d'altitude à l'occident et le sommet de faîte le plus oriental à 720 mètres d'altitude avant la limite avec Raon-lès-Leau. Voici successivement :
- le Haut des Roches vers 574 mètres qui initie la ligne de "crête de Ban-le-Moine".
- le Haut des Planches vers 581 mètres, dont le nom rappelle la présence de chaumes ou pâtures d'estive en replat au nord.
- le Haut de l'Aigle à 615 mètres, sommet qui domine la roche de l'Aigle enclavé dans le territoire communal à 598 mètres[4].
- le Haut de la Borne à 609 mètres dominant le col de la Borne à 578 mètres, où grimpait autrefois le prestigieux chemin d'Allarmont pour se rendre de Senones ou Moussey à Saint-Sauveur. La bande faîtière proche de ces hauteurs bionvilloises, ainsi que les Roches Ganaux à quelques mètres de l'ancien pas ou col, appartiennent à la commune d'Angomont, lointaine héritière des parcours entre les chaumes sommitales des Planches et des Breheux.
- la Roche aux Cochons à 640 mètres près du plateau sommital du Haut de la Roche au cochons à 660 mètres appartenant à la commune d'Angomont. Cette roche isolée en grès vosgien est décrite par Adolphe Garnier en 1907 : elle s'élève sur vingt mètres, à partir d'une base de 30 mètres. On arrive de plain pied au sommet en la contournant. Le panorama s'ouvre sur la vallée de la Plaine jusqu'à Raon-l'Étape, mais aussi sur les environs de Cirey et de Lunéville, ajoute-t-il[5]. Au sud de ce sommet, le modeste replat de saillie en contrebas, vers 550 mètres d'altitude, en avancée au-dessus du vieux chemin des Noirs Colas à Bionville centre, se nommait localement vers 1810 le Noir de Haut[6].
- la Croix Bodin à 648 mètres
- la Roche de Rambiroche, parfois dénommée Rambiéroche ou l'Ambiéroche, à 650 mètres
- le Haut du Bois de Luvigny vers 643 mètres
- le Haut du Bois Ban le Moine vers 693 mètres qui surplombe le versant occupé par le bois du Ban le Moine.
- le Haut de Chaumont à 655 mètres, ancien sommet de chaume que possédaient les communautés du Val d'Allarmont de part et d'autre de la ligne de faîte. Une large partie haute du revers septentrional, du Haut du Bois de Luvigny aux abords du Roc du Taurupt, appartient ainsi à la commune de Bionville. Le Haut de Chaumont domine le versant droit de la vallée de la Plaine, en particulier une combe raide au soleil menant à la basse de Chaumont qui se conclut par l'étang ou réservoir de Chaumont.
- le Roc du Taurupt à 731 mètres qui domine le hameau homonyme dans le val de Plaine. Le roc surplombe la passe ou col du Taurupt à 676 mètres.
- le plateau à l'envers de la Lèche du Taurupt à 722 mètres
- le chemin du faîte à 706 mètres d'altitude au-dessus de la Vierge du Trupt qui domine nettement la roche du Trupt, groupe de roches rouges perdues à l'amorce du grand ravin surplombant le hameau du Trupt et offrant autrefois un belvédère pour observer le massif du Donon[7].

Les profils altimétriques de ce versant droit montrent un relief de côte, de plus en plus raide, au fil de l'élévation, typiquement de l'ordre de 350 mètres (fond de vallée) à 600 mètres d'altitude sur 900 mètres de distance basique (secteur de Bionville) ou encore de l'ordre de 400 mètres à 700 mètres d'altitude sur moins de 1 000 mètres de distance basique (secteur du hameau du Trupt). Quelques paliers peuvent être observés à partir de 550 mètres d'altitude et surtout au-delà de 650 mètres, minces indices d'un modelé glaciaire de sommet il y a plus de 11 000 ans.

### Géologie
Le secteur gréseux en rive droite de La Plaine, en amont de Celles-sur-Plaine, est sujet à des effondrements de terrains, notamment à la suite de séismes importants. L'habitat montagnard, comme la route, a préféré ostensiblement la rive gauche ou son versant, pourtant nettement moins ensoleillé.
Diverses formations alluvionnaires caractérisent le fond de la vallée de La Plaine et quelques vallons latéraux plus profonds. La géologie gréseuse des hauteurs de cette vallée où s'étale les hameaux de Bionville, en face de ceux d'Allarmont, de Vexaincourt et de Luvigny, essentiellement du grès du Trias inférieur avec sur les hauteurs de plus en plus élevées vers l'est des couches du Trias moyen, et sa situation marginale dans le bassin parisien ont été en particulier traitées par Dominique Harmand au cours des Journées d'études vosgiennes de Raon-l'Étape et Celles-sur-Plaine en 2009. Le grès vosgien d'une puissance avoisinant 200 mètres, les conglomérats et autres poudingues ou couches intermédiaires des couches triasiques, s'ils sont souvent fissurés à l'échelle du mètre en profondeur à l'instar des couches permiennes qui les supportent, présentent des microfissurations qui expliquent l'assèchement rapide des sols dépourvus d'humus forestier et de mousses.
Plus on rejoint vers l'est l'axe central des Vosges, massif né de la formation du graben avorté de l'étroite plaine rhénane, plus l'âge des roches affleurantes du buntsandstein et du permien s'amplifie, une observation que Henri Hogard décrivait simplement par un pendage moyen des couches sédimentaires induisant l'élévation graduelle des repères stratigraphiques. Au niveau des Noires Colas, on peut observer en affleurement des "couches de Senones" rougeâtres, avec des tâches gris verdâtres, parfois noires de composés manganifères, présentant plus en amont de la vallée de belles stratifications de sables et de petits galets. En amont de Luvigny, toujours dans la vallée ou mieux visibles sur son rebord, ce sont les "couches de Saint-Dié", sommet du permien supérieur, qui se dévoilent discrètement, laissant des sables grossiers, souvent anguleux en bancs mal stratifiés, parfois sous des formations à fortes teneurs en dolomies blanches insérées en nodules ou étroits bancs, avec plus rarement des cristaux de minéral dolomite. Enfin à côté de l'ancienne colonie de vacances du Trupt, la rivière Plaine entaille des "couches de Champenay", base du permien supérieur, sous forme de grès souvent jaunâtre à grain moyen, composé de feldspath, et de divers matériaux centimétriques d'origine volcanique (rhyolites permiennes, brèches ou granulats du massif dévono-dinantien).

### Hydrographie et les eaux souterraines
Hydrogéologie et climatologie : Système d’information pour la gestion des eaux souterraines du bassin Rhin-Meuse :
Territoire communal : Occupation du sol (Corinne Land Cover); Cours d'eau (BD Carthage),
Géologie : Carte géologique; Coupes géologiques et techniques,
 Hydrogéologie : Masses d'eau souterraine; BD Lisa; Cartes piézométriques.

#### Hydrologie
Comme les versants bionvillois sont parfois raides, induisant un effet d'entonnoir pour les pluies violentes malgré le couvert forestier, les inondations accompagnées de coulées de boue peuvent localement être dévastatrices, comme du 8 au 31 décembre 1982 ou du 25 au 30 mai 1983. Les inondations aggravées par des mouvements de terrain restent encore plus imprévisibles et dangereuses, ainsi du 25 au 29 décembre 1999.
Pourtant, les sources abondantes et pérennes, voire les ruisseaux permanents, sont rares sur les pentes du territoire communal, et de plus en plus vers l'est. Citons de manière exhaustive :
- la source Cholley qui rejoint le ruisseau de la basse de la Pierre à Cheval, déjà alimenté en amont,
- les deux sources sous le Haut des Planches qui alimentent le ruisseau des Colins, qui rejoint plusieurs dérivations de la Plaine avant de couler sous le hameau des Colins,
- la source du Grand Chéneau sous le col de la Borne qui alimente le ruisseau de la basse du Toc, autrefois basse du Roc ou basse des Rocs, par allusion aux sommets qui l'encadrent de manière abrupte, Roche de l'Aigle à l'ouest et Roche aux Cochons à l'est, encore dénommé en aval ruisseau des Noirs Colas,
- les diverses petites sources de la basse du bois de Vexaincourt qui se muent en ruisseau de Bionville, au débit modeste certes, mais souvent le plus régulier de la commune.
- les petites sources en fond de vallon vers 470 mètres de la fosse du Taurupt qui font naître le ruisseau de la basse du Taurupt.

Ailleurs, les ruisseaux aux vallons fortement réduits coulent de manière temporaire, ainsi la petite source du hameau des Colins, les rus du Halbach, dont l'un descend de la basse du Bois de Luvigny, le ru de la Basse de Chaumont barré par l'étang sous la Basse de Chaumont, le Petit Taurupt capté par l'étang homonyme, au-dessus du pré des graines, le Trupt pourtant ravageur en cas d'orage violent, qui, détourné et barré, avait fini par devenir le ruisseau de la vieille scierie.
Depuis des millénaires, l'habitant a aménagé par précaution de multiples réservoirs à l'air libre, voire des étangs sur le moindre replat pour alimenter les nappes de surface et profiter des diverses nappes phréatiques. La véritable ressource en eau se trouve bien dans la rivière Plaine, détournée autrefois en biefs pour les installations hydrauliques ou en canaux d'irrigation ou mères royes, pour les prairies mais aussi pour les bassins de lâcher d'eau pour le flottage, et aujourd'hui captée pour l'alimentation en eau. Si le réservoir résiduel du Trupt, les grands étangs en amont de Luvigny captent directement l'eau de la Plaine, les étangs de la Creuse, du Halbach, sous les Noires Colas ou sous les Colins font appel à l'eau de la nappe phréatique de la vallée, bien mieux alimentée et en équilibre avec sa principale rivière.

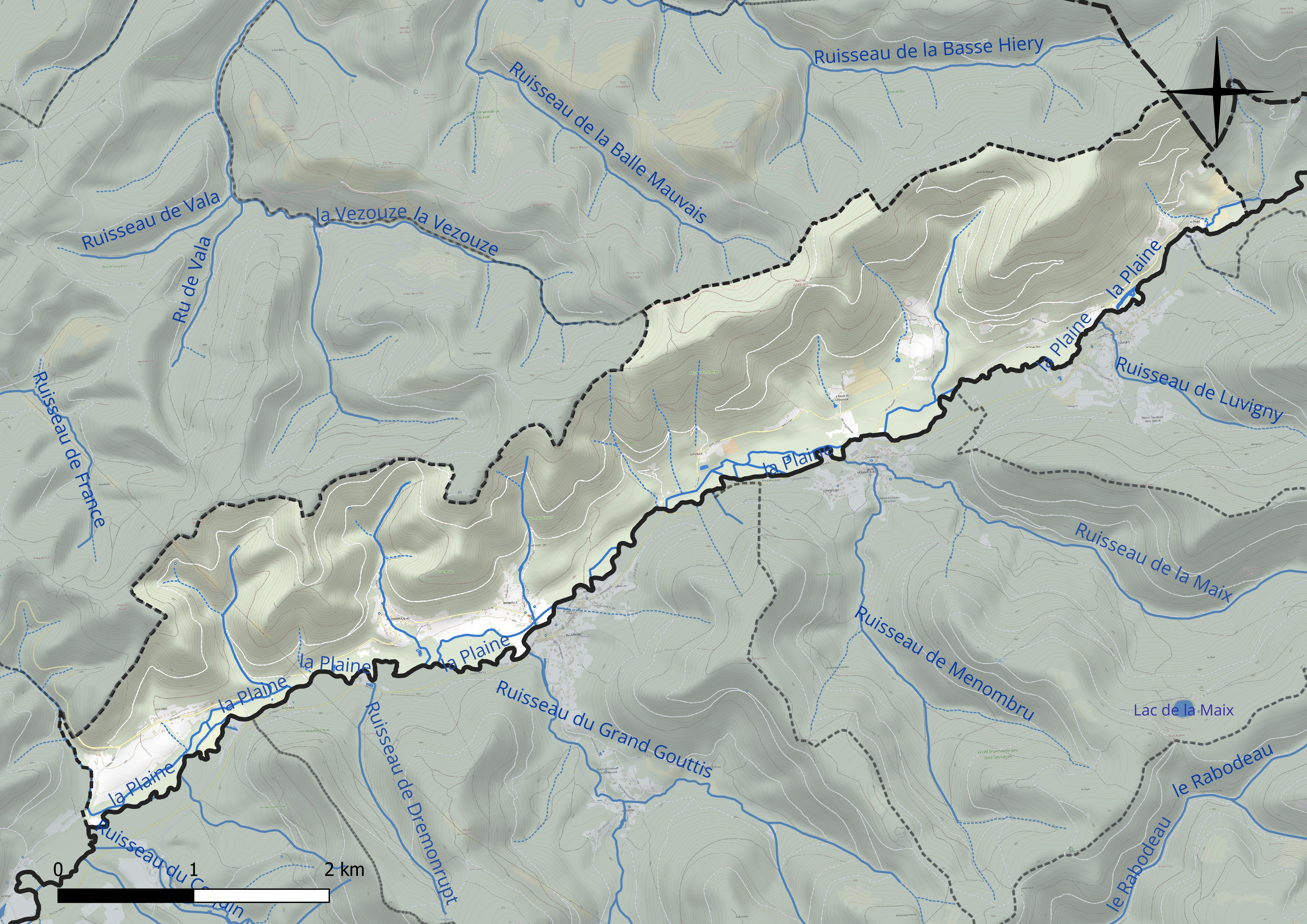
Réseau hydrographique de Bionville.

### Forêts anciennes
Bien avant les forêts communales, les forêts du val d'Allarmont, c'est-à-dire de la mairie (ancienne structure politique rassemblant les hommes des communautés participantes) ou du ban (district d'autorité correspondant) ont été gérées et administrées, non sans réserves spécifiques ou seigneuriales, sous l'autorité de la gruerie des comtes de Salm. Il en résulte des dénominations traditionnelles étendues curieusement, aujourd'hui ou au début du XXe siècle, sur Bionville et plusieurs de ses communes voisines. Elles sautent au-dessus de cette haute vallée de la Plaine, à l'exception notable du bois de Ban le Moine, qui part de la scierie basse du Halbach pour s'élargir dans un large secteur entre le Haut de Chaumont et le hameau du Taurupt. Notons le bois ou forêt d'Allarmont qui passe outre la basse vallée du ban, des hauteurs en rive gauche à l'est du village actuel d'Allarmont, vers les hauteurs rive droite derrière le Noir Colas et surtout les Colins, le bois de Vexaincourt qui occupe en rive gauche l'avancée des Hautes Côtes vers une étendue en hauteur rive droite sous la Roche aux Cochons et le Rocher de Rambiroche, le bois de Luvigny partant des hauteurs au sud de Luvigny pour s'étaler au-dessus du Halbach.

### Climat
Pour des articles plus généraux, voir Climat du Grand Est et Climat de Meurthe-et-Moselle.
En 2010, le climat de la commune est de type climat de montagne, selon une étude du Centre national de la recherche scientifique s'appuyant sur une série de données couvrant la période 1971-2000. En 2020, Météo-France publie une typologie des climats de la France métropolitaine dans laquelle la commune est exposée à un climat semi-continental et est dans la région climatique  Vosges, caractérisée par une pluviométrie très élevée (1 500 à 2 000 mm/an) en toutes saisons et un hiver rude (moins de 1 °C). 
Pour la période 1971-2000, la température annuelle moyenne est de 9,6 °C, avec une amplitude thermique annuelle de 16,6 °C. Le cumul annuel moyen de précipitations est de 1 207 mm, avec 13,7 jours de précipitations en janvier et 11,1 jours en juillet. Pour la période 1991-2020, la température moyenne annuelle observée sur la station météorologique de Météo-France la plus proche, « Badonviller », sur la commune de Badonviller à 9 km à vol d'oiseau, est de 10,2 °C et le cumul annuel moyen de précipitations est de 1 066,3 mm. 
La température maximale relevée sur cette station est de 39,1 °C, atteinte le 4 août 2022 ; la température minimale est de −22 °C, atteinte le 14 janvier 1960,,. 
Les paramètres climatiques de la commune ont été estimés pour le milieu du siècle (2041-2070) selon différents scénarios d'émission de gaz à effet de serre à partir des nouvelles projections climatiques de référence DRIAS-2020. Ils sont consultables sur un site dédié publié par Météo-France en novembre 2022.

## Urbanisme

### Typologie
Au 1er janvier 2024, Bionville est catégorisée commune rurale à habitat très dispersé, selon la nouvelle grille communale de densité à sept niveaux définie par l'Insee en 2022.
Elle est située hors unité urbaine et hors attraction des villes,.

### Occupation des sols
L'occupation des sols de la commune, telle qu'elle ressort de la base de données européenne d’occupation biophysique des sols Corine Land Cover (CLC), est marquée par l'importance des forêts et milieux semi-naturels (88,9 % en 2018), en diminution par rapport à 1990 (94 %). La répartition détaillée en 2018 est la suivante : forêts (86,8 %), zones agricoles hétérogènes (5,4 %), prairies (5 %), milieux à végétation arbustive et/ou herbacée (2 %), zones urbanisées (0,7 %). L'évolution de l’occupation des sols de la commune et de ses infrastructures peut être observée sur les différentes représentations cartographiques du territoire : la carte de Cassini (XVIIIe siècle), la carte d'état-major (1820-1866) et les cartes ou photos aériennes de l'IGN pour la période actuelle (1950 à aujourd'hui).

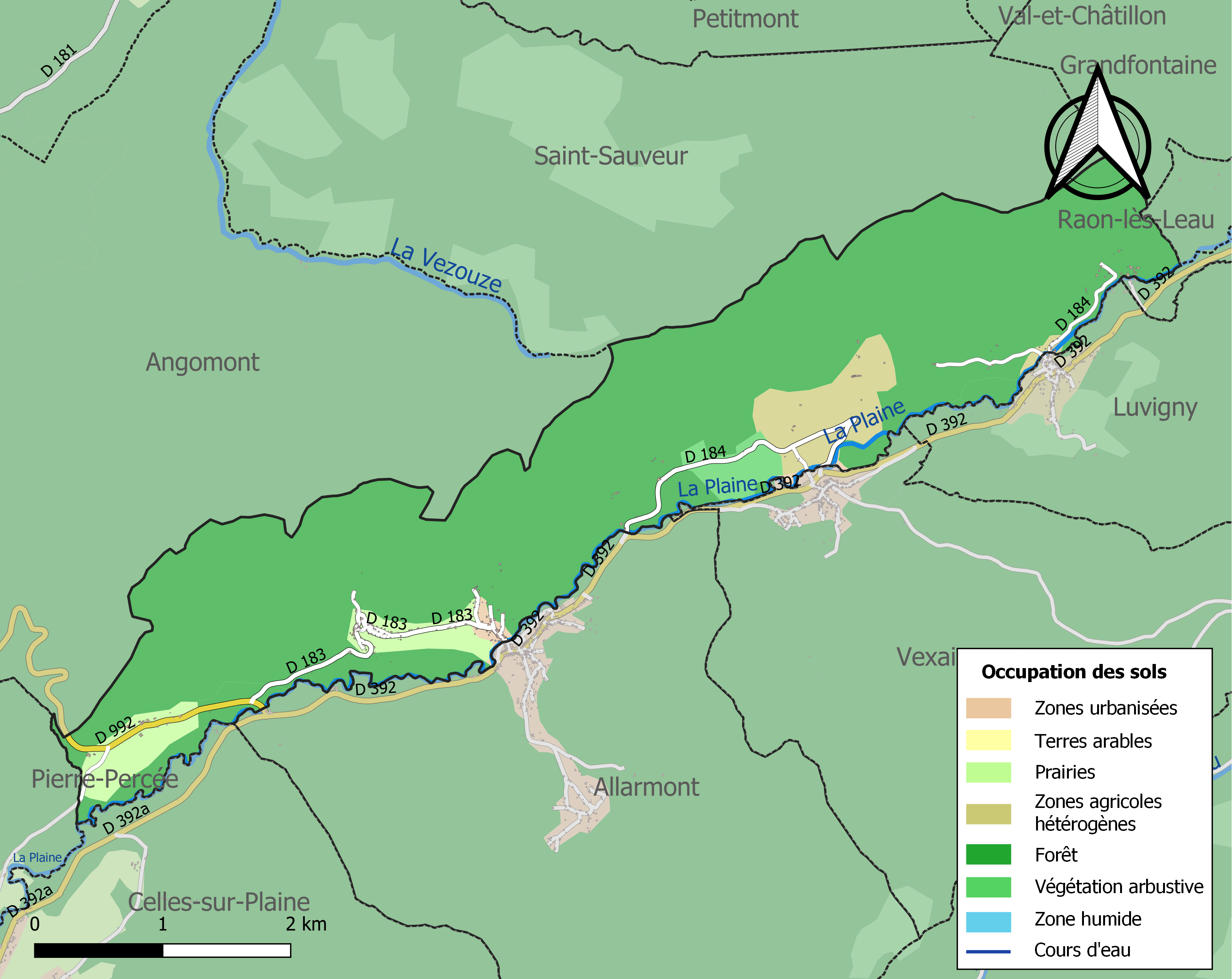
Carte des infrastructures et de l'occupation des sols de la commune en 2018 (CLC).

L'observation attentive des limites cadastrales permet de découvrir une vision presque figée du temps de la civilisation de l'attelage avant le tournant des années 1930 à 1950, avec le legs multiséculaire du gros élevage (bovins, porcins) dans ses grandes lignes. L'espace dépourvus de traits limites, quasiment blanc, en hauteur, en réalité des parties de découpage immenses par rapport aux parcelles de la vallée, des vallons ou des collines basses, montre la forêt ancienne, comprenant parfois les anciennes répandises ou chaumes. Les parcelles étroites épousant les lignes de niveau sur les modestes piémonts sont des anciens champs en lanières. Proches des cours d'eau, mais cette fois ci dans le sens de la faible pente et souvent quasi-perpendiculaire au cours de rivière toute proche, des parcelles fines et allongées, souvent normalisées en superficie (jour de prairie correspondant à une vingtaine d'ares), dénommées autrefois des hières, caractérisent les anciennes prairies d'irrigations. Quelques parcelles intermédiaires, plus vastes, entre ces deux dernières couches, signalent les anciens prés de fauche à proximité des maisons, voire de fourrières de fenaison aux abords de la forêt.
Même les voies de débardage anciennes, utilisées pour le voiturage des tronces et autres bois coupés en hiver, avec l'attelage de bœufs, se signalent en descendant à pente contrôlée des monts forestiers vers la vallée principale. Si la route de l'Église, le chemin des Grottes, la voie basse rejoignent logiquement Bionville ou Brouville, le long chemin du Halbach se connecte à Allarmont, et le chemin du Pré de la Fontaine connectée au-devant de Chaumont, comme le chemin du pré de Graines joignant un diverticule du Rouverhaut, part de Vexaincourt, de même que la route du Rouverhaut plus à l'est aboutit à Luvigny. Les versants ensoleillés ont toujours été plus productifs pour la végétation arborée, en particulier les sapins pectinés, ce qui explique les liens anciens avec les petits ports de flottage des autres communautés voisines de l'autre rive à l'ombre. Les différentes scieries du Trupt, de part et d'autre de la limite communale avec Raon-Lès-Leau, révèlent ce même type de lointaines associations communautaires.
La route des Allemands indiquée sur le cadastre des années 2010 semble se diviser en deux tronçons en face de Luvigny, grimpant déjà à mi-hauteur en amont vers le Trupt et en aval en direction du hameau du Taurupt, laissant des murs de soutènement et un "pont des Allemands", sur le territoire bionvillois. Cette route de montagne, carrossable et dotée d'un bon soubassement, aménagée pour le transport lourd en 1918, gagnait les crêtes stratégiques par le Haut-de-Chaumont pour redescendre au vallon du Mauvais, faisant la jonction entre les vallées de la Vézouse et de la Plaine. elle passait au-dessus de la plupart des maisons égrenées du Taurupt et sous le chêne de la Houssière, venant droit du village de Luvigny par un nouveau pont, construit à côté de l'ancien trop vétuste. Divers documents, notamment photographiques et cartographiques, montrent qu'il s'agit d'un legs tardif de l'occupation allemande sur son arrière-front, élaboré en 1918. Il s'agit ici d'une portion parfaitement réalisée, d'une des diverses routes devant assurer des liaisons sûres entre les amonts des nombreuses vallées occupés (Vezouze, Rabodeau, Plaine, Fave...) ou voisines (val de Bruche, val de Villé), par la Bauleitung du général Mark, qui, faute de main-d'œuvre locale et placée devant le faible effectif des troupes de communication et de génie, fait appel à des firmes civiles spécialisées allemandes, avec des méthodes efficaces en quelques mois.
Il reste des indices probants de combats au voisinage des tranchées en premières lignes et seulement quelques traces des nombreux aménagements allemands (sites ou transport militaire) en secondes lignes à l'est du secteur de la Chapelotte, connu pour son intense guerre de surface et de mines. La route forestière Philippe semble dater de l'après-seconde-guerre mondiale. La voie verte de la vallée de la Plaine destinée aux cyclistes est encore plus récente.

### Morphologie rurale
Il était composé de l'aval vers l'amont de plusieurs modestes hameaux, Sous la chapelotte ("Pierre à Cheval" selon la carte de l'état-major, rappelant le bois de Pierre à Cheval sur lequel grimpe la route du col), les Collines (selon la carte de l'état-major respectant la prononciation patoise, devenu depuis les Colins) , les Noirs Colas (selon la carte d'État-major avant 1866, mais bien féminisé en Noires Colas sur la carte IGN actuelle), encore simplifié en le Noir (hameau) vers 1810, Sous ban le Moine, les Grottes (c'est-à-dire en face d'Allarmont, le centre de Bionville, un des plus gros hameaux liant déjà derrière Bionville à l'ancien port de Bionville, encore dénommé Brouville selon la carte de l'état-major), le Halbach, "Chaumont" (selon la carte de l'état-major, mais aussi Devant Chaumont, la Basse de Chaumont, Sous Chaumont et l'étang collecteur de l'eau de la basse restant en contrebas), le Taurupt, le Pré des Graines, Devant le pré des Tocs, Devant Luvigny, le Trupt (autrefois des grandes maisons assez éparses en fond de vallée avec deux scieries du Trupt, dont une située plus en amont sur la commune de Raon-lès-leau).

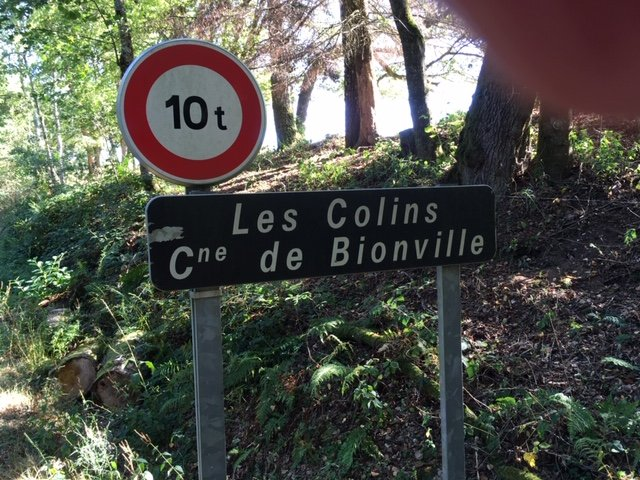
Les Colins.
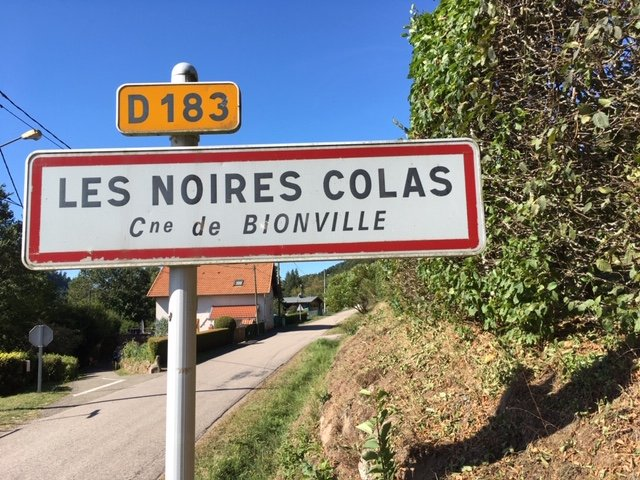
Les Noires Colas.
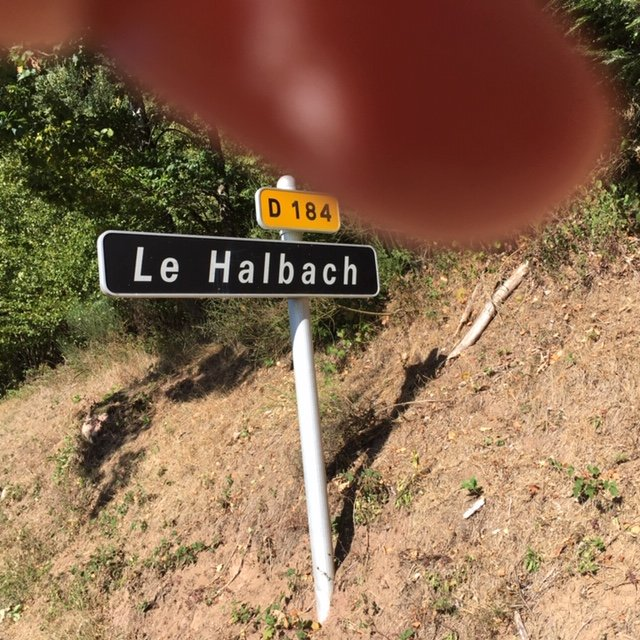
Le Halbach.
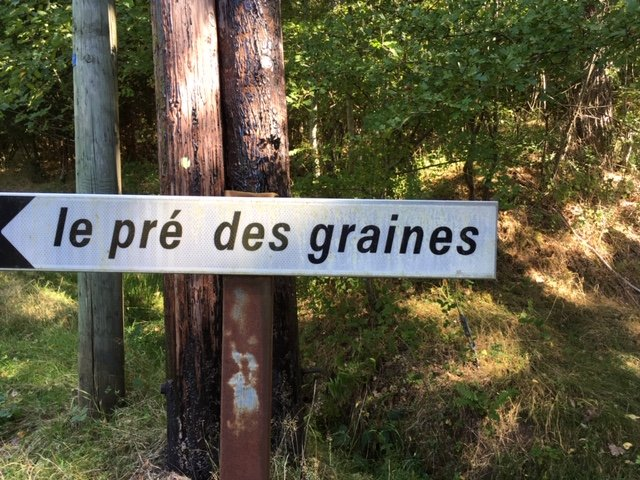
Le Pré des Graines.
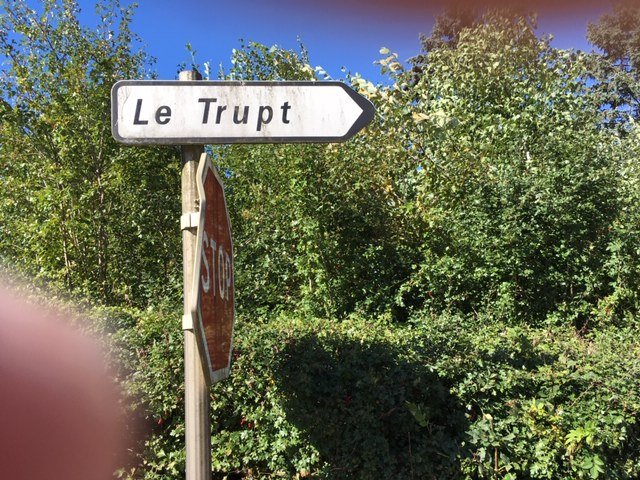
Le Trupt.

La plupart est devenu essentiellement simples lieux-dits comme Sur la route de la chapelotte, Ban le Moine, la Basse de Chaumont, le pré des Tocs, Devant Luvigny rejoignant ainsi les écarts devant la Turbine, chalet Saint-Paul, Sous Chaumont, "scierie du Trupt", le tout généralement desservi par un bon réseau routier. L'ensemble des hameaux et lieux-dits, par exemple les Noires Colas, bénéficient souvent d'un ensoleillement privilégié grâce à leur orientation plein sud.

### Logement
- Résidences principales : 49 en 1999, 59 en 2005.
- Résidences secondaires : 72 en 1999, 75 en 2005.
- Habitants fiscaux (résidence principales et secondaires) : 216 en 2010.

Les résidences secondaires étaient majoritaires sur la commune, et le quotient du nombre de résidences secondaires sur le nombre global de résidences habitées au moins temporairement, frôlait 60 % en 1999, avant de décliner sensiblement. S'il existait un indéniable attachement à ce petit pays de diverses familles héritières, souvent réduites à des couples âgés, vivant ou ayant vécu l'essentiel de leur vie sociale et professionnelle loin de la commune, il existe aussi un "retour au pays" - pour les week-ends, vacances ou en belle saison - de couples encore en activité professionnelle ou à la retraite, couples dont fréquemment l'un des conjoints est originaire de la région. Souvent en provenance de centres urbains proches, Nancy, Metz ou Strasbourg, ces habitants temporaires ne proviennent qu'exceptionnellement de la région parisienne ou d'outre-Rhin. La construction de chalets ou de maisons à structure bois s'est ainsi multipliée alors que les maisons traditionnelles du Val d'Allarmont étaient habituellement construites, pour le soubassement et les épais murs, en pierre de construction, autrefois souvent extraites des diverses carrières de grès de la vallée.

## Toponymie
La carte de Cassini mentionne le long de la Plaine en amont de Bionville sur cette rive droite les censes de Ban le Moine. Si le Bois de Ban le Moine sur la carte de l'état-major s'allonge derrière les hameaux, des Collines à Chaumont, il semble aujourd'hui encore plus réduit aux hauteurs boisées derrière Halbach et la Basse de Chaumont. Ban le Moine est le nom d'une seigneurie du temporel de l'Évêché de Metz, gérée à l'époque moderne par Saint-Symphorien de Metz et francisée par la chambre d'Annexion du parlement de Metz après 1680 dans le cadre de la généralité de Vic : elle s'étale en bande dans sa plus grande extension à l'ouest du village de Sainte-Agathe, l'intégrant pleinement avec Neuviller et remontant la vallée de la Brune, au nord de Badonviller, continuant jusqu'au abord de Bréménil, remontant par le hameau de Thiaville et la vallée d'Allencombe, bien au sud du village d'Angomont, et accaparant les hauteurs forestières des deux versants bien au nord du hameau de Bionville et du village Vexaincourt. Il s'agit d'un chapelet de diverses petites enclaves seigneuriales, qui n'obéissent pas au ban commun de cette partie de la haute vallée, relevant du comté de Salm. Ces enclaves multiples, parfois juxtaposées, gardent ainsi des spécificités juridiques et administratives uniques, gérées probablement autrefois par l'intermédiaire de moines administrateurs, pour le compte des seigneurs. La disposition juridique la plus tardive, par ailleurs la plus pratique à l'époque moderne, est l'acensement. En réalité, ce tableau n'est valable que pour quelques portions du territoire : un petit hameau, quelques écarts ou censes, un grand bois... qui gardent l'appellation Ban-le-Moine au XIXe siècle.
Ainsi on retrouve après la Révolution la modeste commune de Bionville en 1793, dénommé encore par confusion Brouville en 1801. Bionville au sens strict n'est à l'origine qu'une petite part de l'ensemble du territoire communal, Bionville correspond apparemment à un hameau peuplé, petit port aux planches sur la Plaine, sur la route de la Chapelotte venant d'Allarmont. Il existait évidemment de nombreux petits hameaux ou habitats en amont, autrefois désignés de manière collective "les Los" ou en graphie moderne "les Leaux", car ils étaient placés d'un côté de l'eau, en rive droite ou occidentale de la rivière.
Bionville pourrait correspondre à la relatinisation Billonis villa, désignant un domaine du Bas Empire caractérisé par des billes ou billons de bois, c'est-à-dire des troncs de taille et de longueur normées, d'abord empilés sur le port, puis flottés dans la rivière aménagée en hautes eaux. Il s'agirait d'un flottage antique, activité poursuivie aux époques mérovingiennes et carolingiennes. À partir du XIIe et surtout au cours du XIIIe siècle, les sciottes ou petites scieries attestées dans le moindre vallon produisent des planches, voiturées, puis assemblées en radeaux ou petits trains de flottage, conduits vers les ports en aval de la Meurthe, Raon-l'Étape, la Neuveville ducale après 1279  ou La Neuveville, ville franche extirpée de l'abbaye stivalienne sur l'autre rive. Brouville, petite localité attenante, semble un doublon du toponyme Bionville, à savoir un domaine des "brus" ou "broces" (terme d'ancien français de genre masculin signifiant troncs), voire des bronches (troncs, souches, branches). Ces deux localités seraient aussi les principaux ports de la communauté de l'autre rive, Allarmont.
La création de la commune en 1790 a respecté la frontière de la principauté de Salm-Salm, petit État indépendant de l'Empire avant son annexion en 1793, d'autre part, le bannissement recommandé d'une dénomination à consonance religieuse a fait préférer un simple toponyme usuel.
Le hameau des Noires Colas tiendrait selon la légende son nom des filles du père Colas qui, de retour de la charbonnière (autre nom de la « meule », installation située au plus proche de la coupe en forêt, consumant du bois et produisant du charbon de bois), auraient porté des traces noires sur les mains, les visages et les vêtements. Le chemin des Charbonnières qui est parallèle à une petite partie de la route principale actuelle peut conforter cette croyance étendue aux filles du charbonnier, trivialement les charbonnières. Il est plausible que ce reliquat de chemin puisse conduire autrefois à ces installations de charbonnage en activité sur divers petits versants voisins dont le bois des chênaies sur pied était acheté par des entrepreneurs ou marchands de charbon de bois aux autorités seigneuriales ou régaliennes. Une hypothèse prosaïque tient compte de la langue lorraine vernaculaire; elle indique le sens de coulées de roches, de terres diverses ou de boues, avant l'installation de l'habitat de reconquête, ainsi les "nârs colas" correspondent à des coulées de roches noires, sorte de caillasses irrégulières à partie calcaire et gréseuse délitables, par ailleurs appelées crasse en formation superficielle, les "colenes" devenues soit "colïnes" au féminin soit "colins" au masculin pluriel, signalent des petites coulées, tout en étant assimilées tardivement au patronyme Colin...
Le radical rupt semble se retrouver dans les noms du hameau du Taurupt et du lieu-dit du Trupt. Il proviendrait du latin médiéval ruptus, participe passé de rumpo, "rompre, briser". Il désigne une fracture prononcée, une ligne de faille importante, ou encore un espace creusé par un cours d'eau, voire un ruisseau, localement dénommé "ru" ou "rupt". Le monde savant du XIXe siècle, féru d'archéologie romantique ou fantasmée, a voulu faire correspondre ce terme avec des espaces de défrichement où après avoir essouché on rompait le sol. Le hameau du Taurupt est lié au Roc du Taurupt, qui le surplombe. Taurupt pourrait signifier une forme de roche sommitale imitant un relief tabulaire brisé, à l'image d'une table cassée ou rompue. Trupt pourrait indiquer au choix un grand ravin depuis une hauteur, une chute brutale ou un trou, voire une chute d'eau.
Le pré des graines au nord de Vexaincourt mentionnait autrefois un vaste terrain herbeux, régulièrement fauché après la saint Jean (jour traditionnel d'ouverture du ban de fenaison) par des équipes paysannes de bon matin et comportant des petites granges en bois ou "grangeottes" à foin, c'est-à-dire des graines pour les montagnards vosgiens. Le pré des tocs à l'ouest de Luvigny mentionnait un espace herbeux près de la rivière qui se signale par l'entrepôt saisonnier de souches ou de troncs d'arbres, comme l'expression commune des forestiers locaux couper à blanc étoc le suggère.
Chaumont indiquerait localement un mont chauve (calve mons soit au mont chauve) ou trivialement une montée dénudée d'arbres et de broussailles, donc herbeuse et rocheuse. Les Lesches désigneraient les à-côté (du mot latin latus) d'un chemin ou d'une voie, d'une rivière ou d'un parcours de bétail. L'intérêt d'un élargissement (laxa ou largeur en latin) pourrait expliquer l'évolution du mot, c'est ici ce qui est laissé au parcours du bétail sur un chemin de faîte élargi et terminal (avant la chaume admodiée, par définition barrée ou interdite au parcours d'usage commun), même si ce terme peut aussi s'appliquer aux étendues humides, étangs contigus ou bras mort d'une rivière. Le sentier des Cochons indiquait une sente traversant un secteur de bois laissé à la glandée, les environs de la roche des Cochons étant appréciés des libres troupeaux porcins et de leurs hardiers (gardiens de gros bétail).
Le halbach pourrait désigner un vallon ou une basse (besse en vosgien avec son diminutif bessate ou bessine, proche du bakko antique ou du suffixe bach alsacien ou alémanique) au sel ou brûlé de soleil (radical antique en hal), drainé par un ruisseau. Y avait-il autrefois quelques sources salées, résultat d'inclusions salines descendantes dans les couches triasiques, ou était-ce simplement un ancien chemin saulnier, qui se dirigeait vers le Saulnois ? Les caractéristiques anciennes du chemin du halbach laissent envisager une autre hypothèse plausible, à savoir un vallon de halage au sens ancien, où on tire ici des bois, ou une voie de halage, de trait, de l'ancien français haler, tirer. Il est encore possible que le dur chemin de halage, exposé plein soleil, ait influencé la dénomination du principal hameau traversé.
Le pré de la Fontaine au nord de Vexaincourt est un microtoponyme compréhensible, adapté en français local, la fontaine désignant un aménagement terminal de conduite d'eau, au débit suffisant pour abreuver les bœufs ou les chevaux d'attelage. Le toponyme Rondchamp en amont du Halbach et parfois confondu avec lui désignait un espace ouvert de forme ronde par sa topographie, probablement un ancien terroir de petit prés et de champs épousant un relief au sommet arrondi.

## Histoire
Selon les enquêtes d'Henri Lepage, perfectionnées au cours des années 1840, et qui seront reprises dans les statistiques de la Meurthe ou encore le dictionnaire topographique du département de la Meurthe du même auteur, Bionville n'est encore qu'une cense moins d'un siècle auparavant. Il semble que le second partage de Salm après 1751 soit à l'origine de cette modeste communauté de l'ancien comté lorrain de Salm en rive droite de la Plaine. Pour des raisons d'encadrement religieux, ce territoire d'Ancien Régime, composé de petits domaines, parfois affermés ou acencés, détaché en principe du district d'origine médiéval, nommé Val d'Alarmont, par ailleurs devenu frontalier en 1751 entre deux seigneuries désormais sans biens indivis et distinctes, a été rattaché au secteur théorique de Saint-Sauveur dans le cadre ancien du Ban le Moine.
L'actuel territoire communal de Bionville est associé depuis des temps immémoriaux à la haute vallée de la Plaine. Cette dernière relevait en principe d'un vaste domaine mérovingien, dont le centre Bodonis villa est devenu la petite ville de Badonviller et dont le monastère Bodonis monasterium au VIIe siècle représente l'éphémère abbaye de Bonmoutier, refondue au XIe siècle dans l'abbaye de Saint-Sauveur. Le chemin médiéval du val de Larmont ou de Lalarmont, devenu le chemin d'Allarmont, le traversait en son centre actuel, reliant après 1050 les centres abbatiaux de Senones et de Saint-Sauveur, respectivement par Moussey, le col du Calvaire, le vallon d'Allarmont et le Haut des Bornes. Ce chemin ancien délimitait grossièrement la val à l'amont, devenu par assimilation val d'Allarmont, et à l'aval, la vallée de Celles d'accès facile pour les installations hivernales des éleveurs transhumants, un aval ouvert jusqu'à la scierie Lajus. Le ban de Celles composé d'agrégats de communautés paysannes s'impose aux VIIIe et IXe siècles, admis par le contrôle fiscal de la puissante abbaye, à la fois bénédictine et régalienne, de Moyenmoutier, ceci probablement au mépris de la charte accordée par Childéric II en 661.

### Parmi les communautés du Val d'Allarmont au comté de Salm
Aux XIe et XIIe siècles, le secteur des Rawons en amont, c'est-à-dire les actuelles Raon-sur-Plaine et Raon-Lès-Leau, avec leurs forêts perdues par annexion en 1871 jusqu'au Donon, desservi par des cols transversaux, apparaît hégémonique et contrôle l'essentiel de la vallée de la Plaine. Il s'efface en partie au XIIIe siècle, gardant une maîtrise technique et industrielle en liaison avec la sidérurgie de bas-fourneaux à Framont, délaissant à Luvigny un prestige religieux accru et à Allarmont un rôle économique et administratif notable (Val d'Allarmont), une partition des tâches qui semble une preuve de la solidité des institutions seigneuriales, désormais bien établies bien avant l'apparition d'un réseau sans lacune de paroisses au XIVe siècle. Cette période médiévale prospère, à forte croissance de population, est le temps de l'installation d'une principauté seigneuriale pérenne, le comté de Salm. Nous sommes avant la relative déprise ou stagnation démographique due principalement au refroidissement climatique après 1300 et l'effondrement du second XIVe siècle, qui ouvre des temps d'insécurité et d'aléas aux siècles suivants.
Le flottage des bois vers la Meurthe, pourtant bien plus ancien, n'est connu qu'à l'aide d'un document historique du XIVe siècle, un règlement des usages pour la justice seigneuriale, car le besoin d'eau pour irriguer des prairies via les mères-royes ou rigoles maîtresses, alimenter les biefs des moulins ou des scieries de planches constituait des enjeux rivaux. Il n'y avait, à côté de chemins ruraux mal entretenus, que des sentes longeant la rivière Plaine vers l'aval, pour éviter le piétinement des prairies, ce qui n'était pas toujours le cas d'après les procès communs. Mentionnons que la première bonne route moderne, permettant un voiturage de tronces ou de pondéreux (fer, roches, tuiles, matériaux lourds), remontant la vallée de Plaine n'apparaît progressivement qu'après 1750.
Le val ou ban d'Allarmont et les administrations de tutelle ou supérieures au niveau comtale, déclinées pour la première en mairie, basse justice, offices communs notamment de levée d'impôt et de surveillance champêtre du finage, et pour les secondes, en bailliage, justices banale et seigneuriales, grueries pour la gestion forestière exclusive des seigneurs, incluant les chaumes et autres enclaves forestières, permettent l'organisation des deux plaids ou assemblées annuelles, ce qui forme une entité globale, certes variable avec l'époque, étendue diversement à l'ensemble de la haute vallée (toujours en amont du district de Celles, marquée par le passage du chemin d'Allarmont), auquel le territoire de Ban le Moine ou de la future commune de Bionville est inséré. Cette vie communautaire n'est pas sans friction, en 1545, les archives attestent d'une transaction entre les habitants du Val d'Allarmont et ceux de Ban-le-Moine au sujet des difficultés relatives audit ban. Les versants ensoleillés attirent troupeaux et hommes actifs de l'autre versant à l'ombre, il faut trouver moult compensations.
En principe, limité à sa rive gauche sous le dernier comté de Salm, né de l'alliance souveraine des beaux-frères, le comte Jean IX et le rhingrave Frédéric, au détriment des autres seigneurs ou la dernière principauté de Salm-Salm depuis 1751, à part quelques fermes ou possessions seigneuriales directes, sous forme de granges, scierie, moulins, bois privatif, il semble que le modus vivendi des communautés du Val d'Allarmont continue ou se proroge inchangé, parce qu'en dépit du rôle directif de la mairie et des autres institutions communes, les impôts princiers sont prélevés par certains habitants désignés procureurs responsables, de manière efficace et économique, au niveau des communautés locales ou de leurs syndicats modelables.

### Un monde sylvestre et agro-pastoral traditionnel méconnu
Le partage du comté de Salm en 1598 a ouvert un lancinant conflit des droits de jouissance, d'usages anciens, de vaines pâtures dans les bois de Ban-le-Moine, comprenant l'accès à des essarts, des chaumes au-dessus des bois ou sur l'autre versant jusqu'à Hièrezey et les forêts de Saint-Sauveur. La mairie du Val d'Allarmont accumule vexations et frustrations au point de réunir unanimement le plaid du ban et faire voter en 1619 un refus global de payer l'impôt. Après la visite de deux officiers mandatés par les seigneurs, une conciliation provisoire, maintenant les droits, est trouvée. À titre personnel, et non à titre indivis, le comte de Vaudémont se retire de la négociation le 21 mai 1620, en instaurant une loi pour ces bois grevés de droits d'usage par un cens de rachat annuel, à savoir 10 francs barrois de cens et perpétuel à la charge du ban d'Allarmont. Le droit de cens choisi étant le même en novembre sur les essarts est à l'origine d'une confusion sur la nue propriété d'ensemble. L'accord du 5 novembre 1620 maintient grosso modo les droits. Les ménages paieront 3 deniers par porc, sans dépasser trois porcs par feu, pour avoir accès en commun à l'espace forestier de glandée, en saison convenable, excluant la période de saint Rémy à la Purification de la Vierge. La vaine pâture est autorisée sauf en période de glandée ou de paixon. Les droits de cloisons (après héritage), affouages, marnage pourront être délivrés dans la forêt dense dans les limites entre Hièrenzey et le ruisseau du Petit Halbach. Les solutions les plus délicates concernent les essarts qui doivent conserver, au sein de l'espace forestier de diverses qualités, une dimension restreinte et bornée. L'emploi de borne marquée avec une croix en dessus et de petite roche aménagée de manière similaire permet une délimitation de la basse du Pré Mathias à la lisière du bois de Chaumont. La borne marquée au lieu-dit Patry marque la limite des anciens bois de l'abbaye Saint-Sauveur. Pour un paiement collectif en cens perpétuel et annuel de 10 F par an, payés au prorata des biens seigneuriaux, les essarts sont propriétés du Val d'Allarmont.
Le viol de la "transaction de 1620" est effectué par le successeur et héritier de ces droits du duc de Lorraine. Marc de Beauvau, prince de Craon, grand écuyer du duc de Lorraine, Grand d'Espagne première classe, familier et courtisan du duc de Lorraine, Léopold. Le prince réunissant ces titres et biens seigneuriaux locaux est baron de Ban-le-Moine. En 1737, profitant de la demande en bois sur les rives de Meurthe et de Moselle, desservie par flottage, il fait couper sans se soucier dans la forêt dense et dans la forêt claire réservée aux habitants d'Allarmont dont il se soucie comme d'une guigne. Une fois passée la stupeur devant l'ampleur du projet de coupe, le maire ressort les titres reçus et les accords signés. Alertant ses administrés au plaid, qui autorisent illico presto le blocage et la confiscation des bois, quitte à payer des dommages et intérêts, il lance un procès en 1737, avec une requête pour demander de confisquer les bois coupés indûment. Or la maîtrise des Eaux et Forêts de Vic, à l'origine d'une activation des coupes de bois tous azimuts, juge légale la concession princière et illégal le blocage par le ban et la mairie paysanne. La mairie doit acquitter la dépense des dommages, laisser prendre les bois coupés et verser une indemnité au prince de Craon pour le trouble de son activité. Pris au dépourvu, les habitants paient en premier pour montrer leur bonne foi, et reprennent le combat administratif et technique, avec un appel ou une seconde requête en 1738. Lors du second jugement, mieux documenté, le parti princier de Lorraine perd de sa superbe. Il n'a droit qu'à un tiers des bois. La spoliation et l'abus pour non-consultation de partenaires est désormais caractérisé. Mais le prince passe outre, et ordonne de continuer les coupes. Dans le canton du Halback ou Halbach, une guerre paysanne et forestière est en cours. Environ 110 sapins, préalablement façonnée en chevrons, disparaissent, aussi facilement qu'une nuée blanche sur les versants boisés au soleil. Le prince de Craon lance à son tour un procès. Le conflit devient exemplaire à l'échelle du monde de la noblesse lorrain, et le prince de Salm et Rhingrave d'Empire commence à intervenir pour défendre ses bons habitants du ban d'Allarmont. La maîtrise des Eaux et Forêt de Vic prononce, le 26 août 1740, la condamnation du prince de Beauvau-Craon : le prince grand d'Espagne doit non seulement se désister au profit des habitants du Val d'Allarmont, en ce qui concerne la forêt de Ban-Le-Moine comprise entre la borne de Hierenzey et le Petit Halbach, mais aussi restituer les fruits de ces opérations et rembourser les dommages et intérêts résultant des coupes. Les partisans lorrains du prince crient au procès politique. En 1742, le prince s'estimant lésé fait appel du jugement inique d'une administration française devant la table de marbre du palais de Metz, dernier ressort avant la grâce du Roi très Chrétien Louis XV. Samedi 11 aout 1742, le jugement des Eaux-et-forêts de Vic est confirmé par la cour souveraine. Le prince doit rembourser 7000 livres d'argent cour de Lorraine. L'avis ne sera néanmoins pas respecté par le prince débouté, bénéficiant d'un curieuse indulgence des autorités du Grand Royaume.
De nombreux historiens contemporains oublient systématiquement le rôle du pastoralisme encore omniprésent au XVIIIe siècle et d'un lointain héritage agro-pastoral niché au sein des vallées, à savoir la présence de chaumes et de répandises sur les hauteurs, pour l'estive des troupeaux bovins et porcins, de bandes herbeuses ou de prés-bois réservés aux parcours, de forêts claires de paisson autrefois admodiées, de fourrières en dehors du finage et prés de fauche du finage, de prairies d'irrigation en fond de vallons ou de vallée, surmontées de longs champs en lanières, parfois émiettés en terrasse, sur les rebords. Abusés par des abandons partiels de terroir à la suite des aléas climatiques, des épidémies ou des guerres, ils accordent souvent une place disproportionnée à l'activité forestière, qui était importante, mais s'inscrivait dans un calendrier agro-pastoral marqué par des pratiques séculières, une langue et une culture paysanne montagnarde, que l'ethnologue Colette Méchin a retrouvé au cours de ses minutieuses études au tournant des années 1970 et 1980. À partir d'anciennes photographies diverses, notamment la collecte aérienne militaire de la Grande Guerre, Jean-Claude Fombaron a dévoilé l'intense déprise agro-pastorale et les mutations forestières artificielles contemporaines ou récentes, marquées par l'envahissement des résineux de plantations, par exemple les épicéas sur les terres agricoles délaissées dès la fin des années 1950. Citons aussi les généalogistes Georges Marande et Georges Simon, le dernier auteur d'une reconstitution généalogique exhaustive de Vexaincourt et des villages environnants du val d'Allarmont, qui permet de saisir la vie des familles locales depuis l'époque moderne.
"La vallée a été une voie de passage et d’invasion depuis le Moyen Âge jusqu'à la Grande guerre" selon Jean-Paul Rothiot et Jean-Pierre Husson : elle a été tour à tour à l'ère forestière le lieu de transport du bois par flottage, à l'ère industrielle celui d'un chemin de fer véhiculant produits manufacturiers et passagers, à l'ère automobile celui de la liaison routière entre l'Alsace et la Lorraine, par le col du Donon et le col de la Chapelotte, via les départementales 392 et 992. Ces deux cols ont été des obstacles au développement du bassin de vie ;  tout au long des siècles les habitants de la commune de Bionville ont préféré emprunter les pentes douces longeant la rivière de la Plaine et conduisant à Raon-l'Étape — située dans le département voisin —, bourg devenu la référence économique et culturelle. Cette dernière assertion, au-delà de l'évidence des transports faciles par voie d'eau des matériaux denses, pondéreux ou massif, pourrait être contredite par les pratiques agro-pastorales paysannes multi-séculaires, qui privilégiaient les chemins de montagne plus directs, et souvent transversaux, à commencer par les chemins directs dit "passes ou passages de côtes", les chemins de cossons ou les raccourcis commodes entre vallées adjacentes ou lointaines.

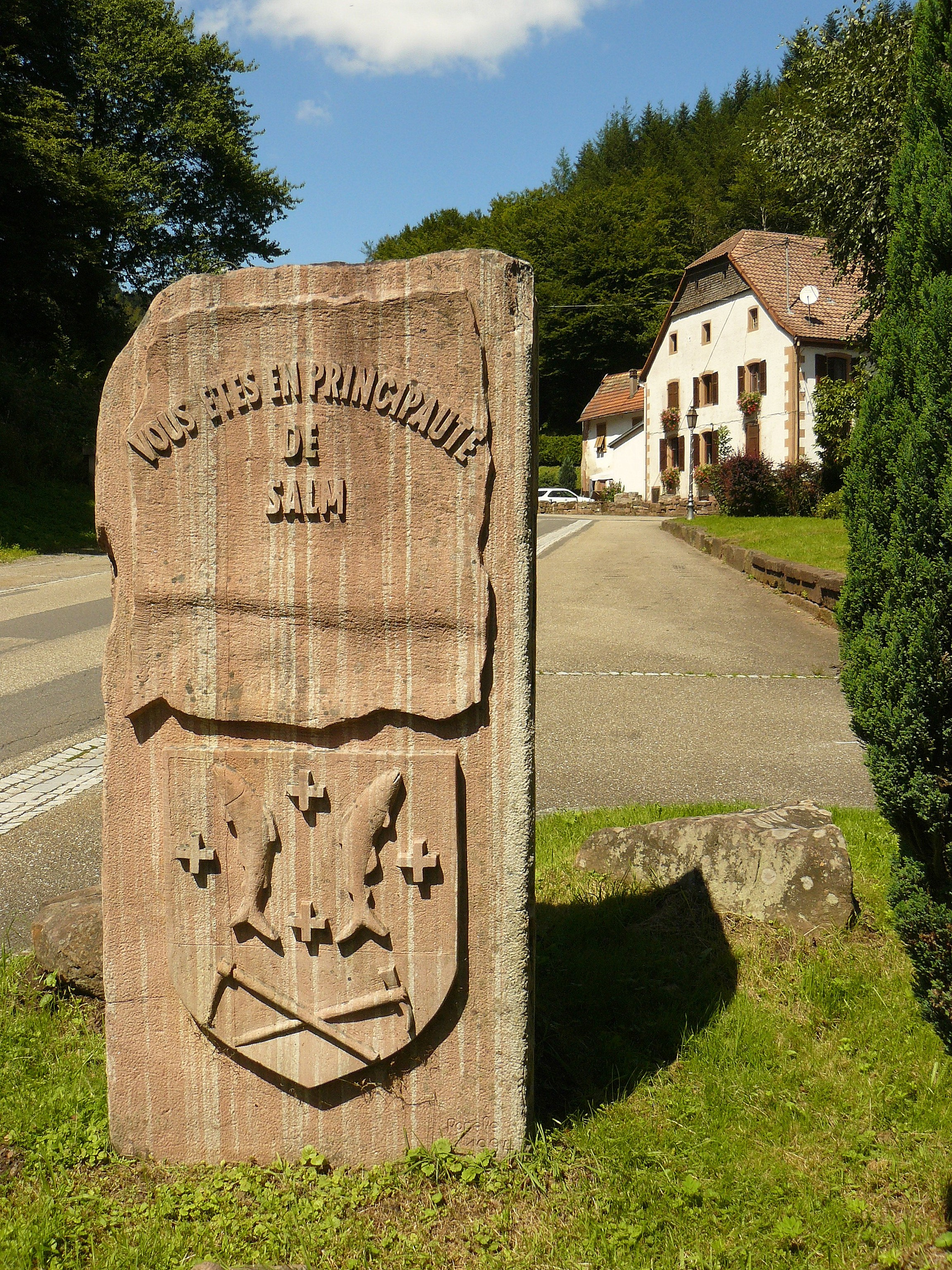
Principauté de Salm.
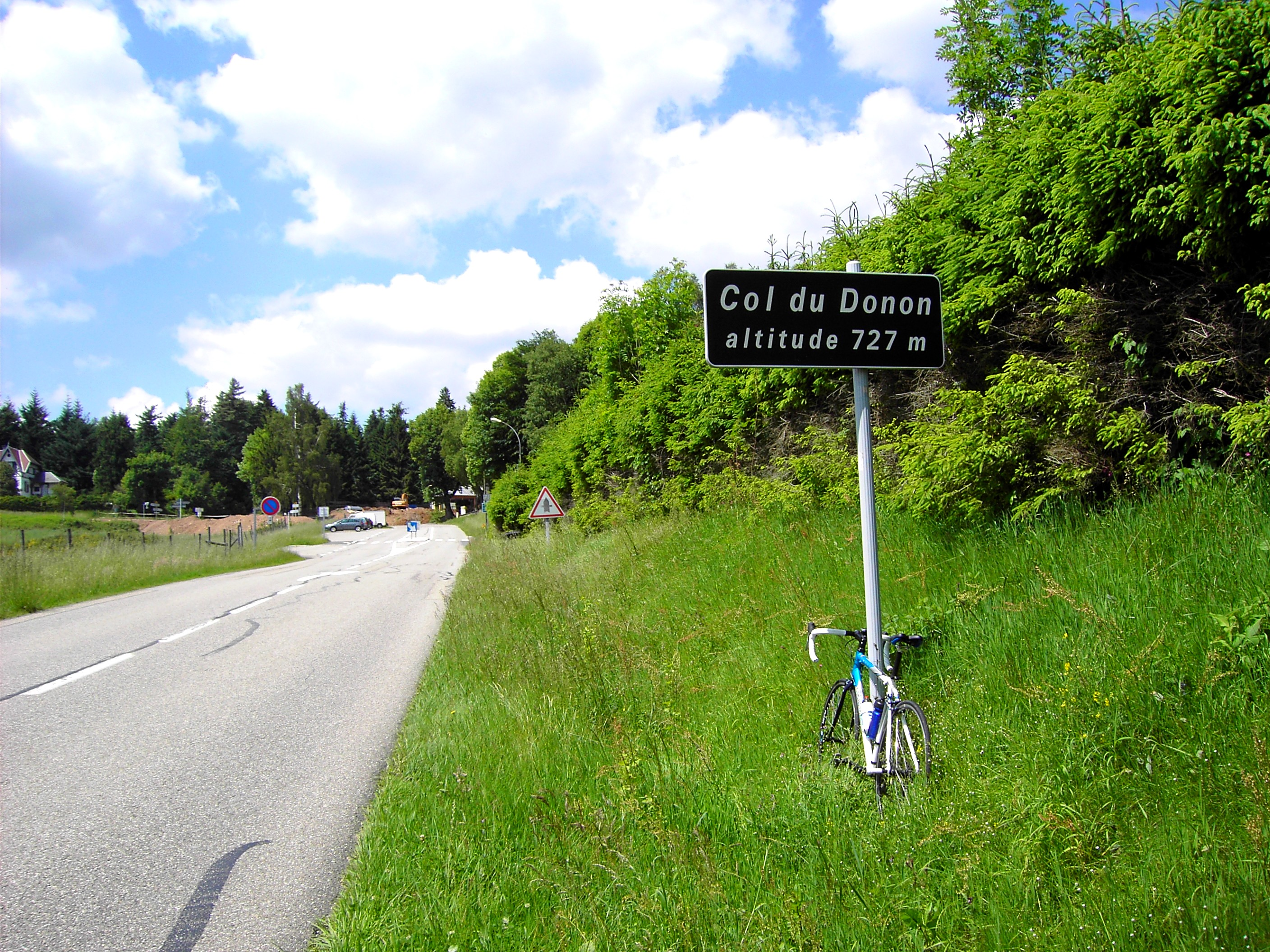
Col du Donon.
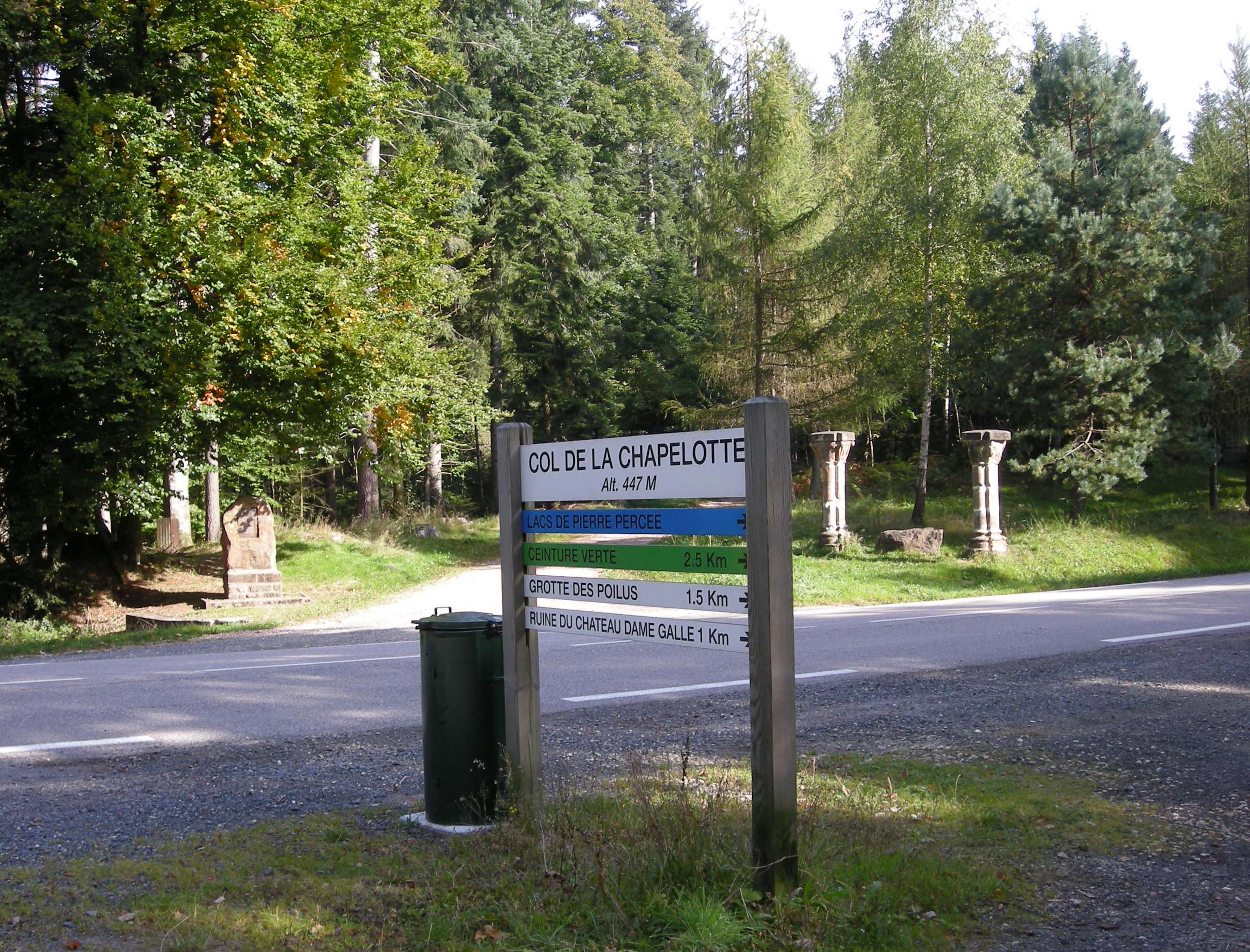
Col de la Chapelotte.
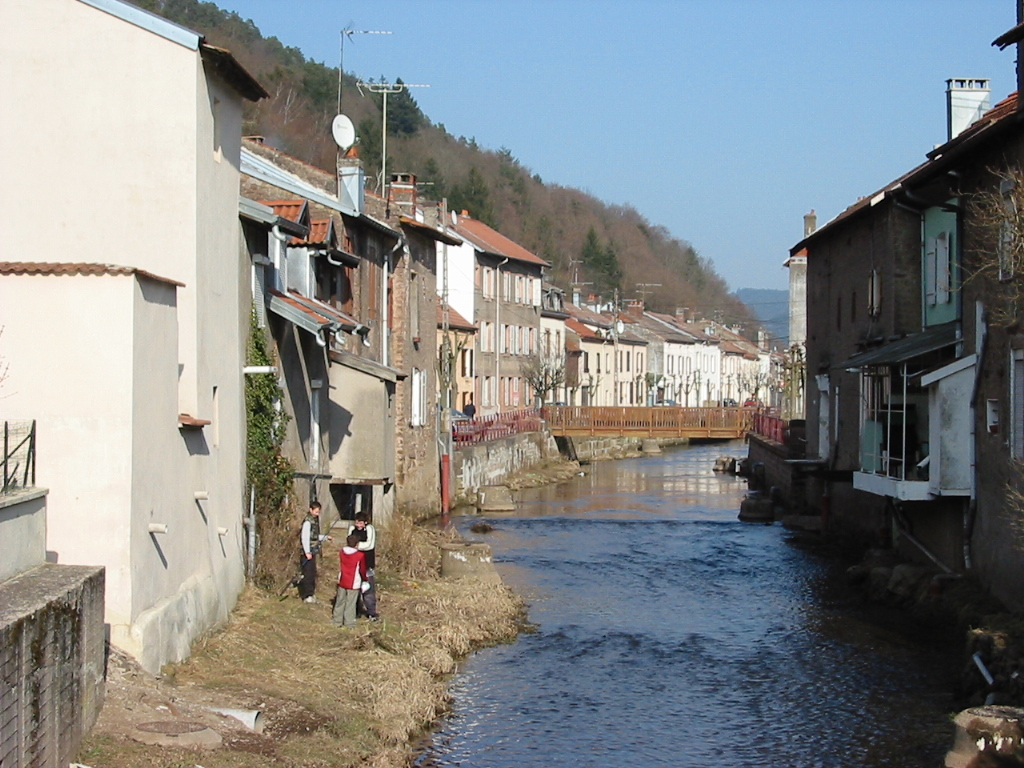
Rivière la Plaine.
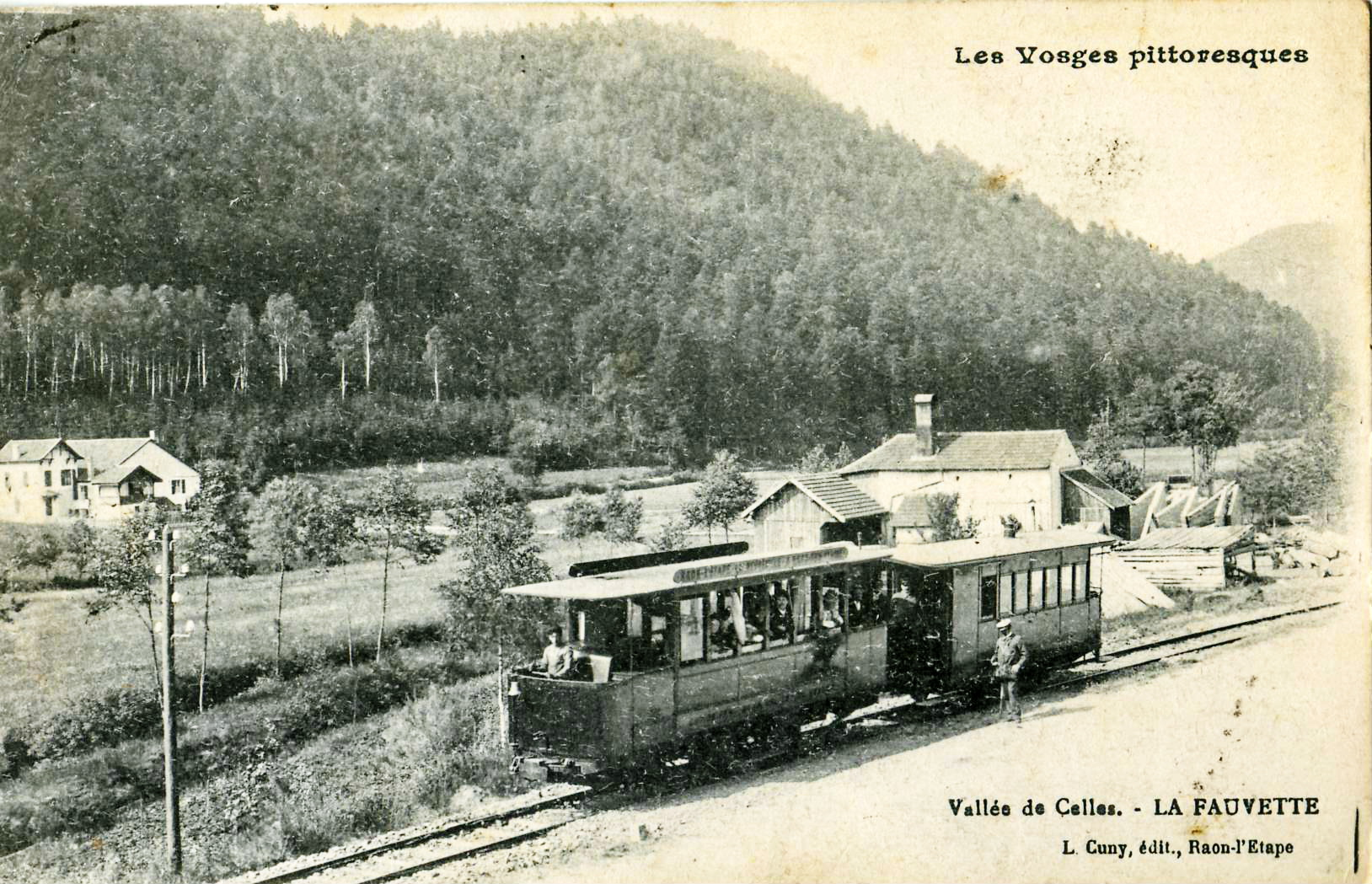
Automotrice de la Plaine.

### Une spécificité de vie commune religieuse oubliée
Le comté de Salm a été partiellement terre protestante après 1540, et avant une recatholicisation différentiée, puis voulue complète sur ordre des princes après 1623. Il semble qu'au moment du partage de 1598 conclu entre Jean de Salm et Jean-Frédéric, comte sauvage du Rhin, l'alphabétisation vigoureuse, partie de la capitale Badonviller, associée à des centres d'éducation luthériens ou calvinistes de la montagne vosgienne, était acquise pour la plupart des familles, quelles que soient leurs confessions intimes. La fermeture du temple réformé de Badonviller, jointe à l'interdiction des cultes protestants dans le comté de Salm, lance la reconquête catholique, elle plonge aussi dans l'invisibilité les populations fidèles à la foi réformée, si elles décident de rester sur place en dépit des mesures coercitives, si ce n'est dans une pénombre officieuse avec la dissimulation de leurs croyances. L'abbé de Haute-Seille, exerçant au nom du souverain pontife, la juridiction spirituelle et ecclésiastique au comté de Salm, effectue une visite apostolique, en particulier à Celles et dans la haute vallée de la Plaine, nommée val d'Allarmont. En 1626, Philippe-Othon prince de Salm et Nicolas-François de Lorraine s'entendent pour investir vers les charges curiales souvent lacunaires, recrutant des curés lorrains aptes à mener, sans état d'âmes œcuméniques, le programme de la reprise tridentine.
Les princes, grâce au soutien indéfectible de cohortes jésuites saisonnières et bénévoles, au zèle des tribunaux comtaux chargés de la censure, une justice d'affaires religieuses aiguillée par quelques délateurs cupides, s'enrichissent sans vergogne par la confiscation des biens des coreligionnaires persistants dans leurs pratiques de lecture collégiales interdites. Autour des années 1680, la reconquête catholique par les princes de Salm s'arrête, avec une vigoureuse reprise en main de l'évêque de Toul, évinçant également les autorités traditionnelles dirigées par l'abbaye et le chapitre de Senones. Monseigneur Jacques de Fieux fonde ex nihilo et contrôle le doyenné de Salm en 1680, où figurent les paroisses de Luvigny et de Celles, y compris leurs nombreuses annexes du Val d'Allarmont. En 1685, l'abbé de Haute-Seille effectue, au nom du pape, une visite apostolique de conciliation entre les autorités touloises et son doyen de Salm établi et celles des anciennes abbayes, contraintes d'ester en justice pour garder leurs droits paroissiaux (droit de présentation, part de dîmes). L'éradication réformée est-elle close ou un partage encore conflictuel s'effectue-t-il entre les terres définitivement conquises et celles à reconquérir, où s'incruste un crypto-prostestantisme, ou du moins sa suspicion ? Vers 1735, il existe un modeste vicaire résident chargé de Ban le Moine (Bionville), dépendance de Neuviller. S'agit-il d'un lointain reliquat de la volonté de reconquête catholique des ducs de Lorraine, toujours à partir de leur bonne ville administrative de Badonviller, capitale de leur comté de Salm ?

### Un lent, mais irrésistible essor économique à la fin des temps modernes
La belle légende narre que les armées suédoises introduites en 1633 dans le comté de Salm par le col du Donon auraient laissé des plants de pommes de terre (avec une hypothèse de culture entre 1635 et 1637, donc bien avant la "découverte" ou popularisation d'Antoine Parmentier en 1787 pour l'ensemble du royaume) et que les habitants de la rive droite de la vallée, soumis à la disette et opportunistes, les auraient fait fructifier. En réalité, la culture du tubercule andin déjà connue se répand dans l'ancien comté de Salm bien après cette guerre de Trente Ans, du fait du retour des habitants réfugiés au dehors de la Lorraine et de l'Alsace.
Le phénomène d'introduction de cette culture dérobée, sur les jachères ou les treiches débroussaillées, est général dans les montagnes vosgiennes, quoique avec des nettes différences de temporalité, tout au long du XVIIe siècle. En 1690, le curé de Schirmeck, une personnalité connue des habitants de la haute vallée de La Plaine, réclame le paiement d'une dîme spécifique à l'attention des cures et l'obtient quelques années plus tard, car l'essor économique dû à cette culture n'est nullement négligeable. Il existe diverses preuves de cette culture déjà importante, la plus directe est la sentence prononcée par le prévôt de Badonvillers le 19 octobre 1693 qui condamne avec mesure les habitants du Val d'Allarmont et du ban voisin de Celles à apporter le cinquantième de leurs récoltes de pommes de terre à leurs curés respectifs : les anciens habitants refusaient les corvées anciennes pour l'église, les champs et les propriétés de la cure. En effet, depuis les désastres humains du milieu du XVIIe siècle et le lointain souvenir de leurs vies apeurées dans les bois, les habitants anciennement installés entretenaient des relations prudentes, voire de plus en plus glaciales et parfois hostiles, envers les autorités religieuses tridentines et princières, qui favorisaient souvent l'arrivée de familles, soumises au dogme, de journaliers analphabètes. Dès le début du XVIIIe siècle, la culture de subsistance devient encore plus rentable, car les semences vosgiennes, petites et résistances, sont prisées dans les piémont alsacien ou lorrain. Une relative prospérité gagne de 1720 à 1735 les hautes vallées, paradoxalement très froides en hiver. La pomme de terre ne permet plus seulement d'éviter disettes et famines, elle apporte un complément de revenus et faire naître une cuisine vosgienne à base de pomme de terre (hô noir, hô blanc, chaude meurotte...). Même si l'agriculture des plaines spécule sur les semences après cette période, la croissance se poursuit avec les progrès de l'instruction déjà ancienne et une accélération de la maîtrise technique paysanne.
La paroisse d'Allarmont, annexe de la paroisse de Luvigny au XVIIIe siècle, a construit son église de 1709 à 1737, adjoignant quelques années plus tard les deux cloches dont la belle sonorité est parfaitement audible des habitants de la rive opposée, elle ne possède un vicaire résident que depuis 1755. Pour des motifs économiques, ce vicaire s'occupe aussitôt des âmes voisines de Ban-Le-Moine, toujours sous la dépendance de la paroisse de Neuviller. Ce service curial de proximité, toutefois au-delà d'une frontière de principauté, justifie une digne rétribution de la paroisse mère, elle est accordée en 1775 par le curé de Bréménil. Précisons que le traité de 1751 signé entre le duc de Lorraine et le prince de Salm-Salm, s'il met à terme à l'indivis et instaure deux territoires seigneuriaux distincts avec chacun une capitale et une organisation administrative séparée, n'entrave pas les anciennes libertés des habitants de la principauté qui demeurent "sujets naturels" du duc de Lorraine. Les habitants du Val d'Allarmont ne sont nullement étrangers en Lorraine ducale, ayant les mêmes droits que les habitants de l'ancien comté de Salm. La réciproque est aussi vraie pour les Lorrains en terre princière d'Empire, ce qui facilite les importants échanges commerciaux et économiques de cette enclave d'Empire au sein du royaume de France, après l'annexion du duché de Lorraine en 1766.
La banalisation du chauffage au bois, avec un poêle à fonte noire vers 1780, permet d'allonger notablement la durée de vie et de créer des modes d'habillement inédites à l'intérieur des maisons en mauvaise saison, comme en témoignent les trousseaux des fiancées. Malgré une grave crise de l'économie forestière, qui va se poursuivre de longues décennies, Bionville atteint et dépasse largement la cinquantaine de feux permanents avant 1780 (peut-être plus de 300 habitants). Quelques années après la Révolution et le début des guerres révolutionnaires, il ne reste souvent que des femmes, des enfants et des vieillards dans les habitations des hameaux. Les aléas climatiques et économiques, renforcés par les guerres meurtrières, des deux dernières décennies du XVIIIe siècle obligent les hommes à une mobilité et une polyvalence accrue. Les chiffres démographiques autour 1806 ou bien plus tard après la Restauration confirment un retour contrasté à une vie familiale commune, pour la majeure partie de la vallée. Selon le registre de paroisse d'Allarmont-Bionville, la commune de Bionville compte 480 habitants en 1818, du fait du rôle éphémère de refuge montagnard, après les dévastations de guerre en 1814 et 1815, les disettes et épidémies qui ont suivi, sans oublier la terrible famine de 1817.

### Époque contemporaine: De la Restauration au second Empire
Durant la Restauration de la monarchie, le vieux roi Louis XVIII verse une contribution royale, en partie prise sur ses propres deniers, pour faire construire une église, plus vaste que la modeste chapelle excentrée des Colins. Elle est consacrée en présence du curé d'Allarmont, Jean-Baptiste Marchal, par une première pierre bénite en 1824, à saint Hubert, chasseur de cervidés converti que le roi affectionnait dans sa jeunesse, c'est une des premières décisions de l'évêque de Saint-Dié qui a récupéré un diocèse sur les territoires vosgiens attribués à l'évêque de Nancy dans le cadre du Concordat en 1801. Jean Baptiste Marchal, curé d'Allarmont et de Bionville de 1817 à 1832, est inhumé au cimetière de Bionville, dans ce hameau du centre auquel il était attaché. En réalité, il n'était qu'un vicaire de Bionville admis du bout des lèvres par l'évêque de Nancy, dans une paroisse double réunie à Allarmont à la demande des habitants, et avec l'autorisation gracieuse de l'évêque de Saint-Dié, son supérieur direct. La paroisse véritable autonome et légalement constituée dans le diocèse de Nancy n'est érigée qu'en 1832. Le curé Bèche est immédiatement nommé par l'évêque de Nancy, soucieux d'éradiquer ces arrangements entre communautés de fidèles, et il assure même quelques mois jusqu'en décembre 1832, dans un cadre de tutelle et de demande inversé, le service d'Allarmont.
Il semble que, depuis les années 1830, la fête patronale de la paroisse et de la commune de Bionville se soit fixé à la saint Hubert, soit le 3 novembre, du moins sur un plan strictement religieux ou théorique tout en étant déjà reporté concrètement au premier dimanche qui suit le 6 novembre (saint Léonard). Ainsi tout se passe comme si la date des festivités est de facto déterminée par la saint Léonard, le vieux saint patron d'Allarmont-haut, attestant le lien multiséculaire de Bionville avec le chemin d'Allarmont. Il était sans doute inconcevable aux habitants proches du centre de Bionville ou de Brouville de ne pas festoyer en même temps que ceux d'Allarmont.
L'essor économique et démographique est important dans la première partie du XIXe siècle. Le pont de Bionville, reliant Bionville dans le département de la Meurthe et l'arrondissement de Lunéville à Allarmont dans le département des Vosges, en bon état et agrandi depuis la fin du XVIIIe siècle facilite les échanges. Il explique encore en partie la physionomie des hameaux et villages du val de Plaine, passés depuis la Révolution dans la mouvance de Raon-l'Étape, chef-lieu de canton vosgien, dont la belle ville bourgeoise, perle touristique avec ses fontaines, semble de plus en plus endormie à la Belle Époque, malgré le dynamisme industriel de sa voisine, La Neuveville (sous Répy) développé autour de sa gare, sur la voie ferrée de Lunéville à Saint-Dié.
L'exode rural pourtant intense d'une fraction de population assez jeune, avant et autour des années 1840 et 1850, n'était pas aussi ressenti que le lent exode qui suit, insidieux, accompagnant un relatif vieillissement de la population, qui reprend sans cesse dans les années 1860 et suivante, malgré quelques courts répits, dans le val d'Allarmont.

### Temps de Guerre ou d'occupation: 1870-1873, 1914-19, 1939-44
Au cours de la guerre de 1870, les premiers combats violents se placent sur Badonvillers et Baccarat en septembre. Après la capitulation de Strasbourg le 28 septembre, l'armée badoise de Von Werder libérée du siège se jette sur les Vosges. une unité descend la vallée de la Plaine et occupe rapidement le val d'Allarmont.
Lors de la Première Guerre mondiale, Bionville se retrouve au voisinage de la ligne de front, routes et bâtiments subissent des bombardements intenses, surtout au début et à la fin de la guerre, l'église saint Hubert est partiellement éventrée. Le secteur des Colins, son petit finage jusqu'aux abords de la Turbine et surtout son contrefort du Haut des Roches, du moins une partie dominant le début du col de la Chapelotte, a été repris par l'armée française, lors du retrait coordonné de l'armée allemande sur les positions hautes de défense en septembre 1914.
Après la fixation du front au col de la Chapelotte en septembre 1914, un dispositif allemand contrôle progressivement les hauteurs stratégiques de Bionville, du "Haut de la Roche" à la "Roche des Cochons", sur les hauteurs dominant la vallée de la Plaine et le plus souvent à son revers (communes d'Angomont et de Saint-Sauveur), il s'étage en de multiples installations techniques (câbles transporteurs, locotracteurs, stations de pompage et réservoirs d'eau, postes de secours, parcs du génie), en sites militaires opérationnels de première ligne (tranchées du col sur la commune d'Angomont et de Pierre-Perçée) et de seconde ligne (emplacements d'artillerie, postes de commandement, blockhaus, abris bétonnés, galeries sous roches, postes de mitrailleuses, postes d'écoutes téléphoniques, postes de communication optique, postes d'éclairage du champ de bataille, postes de guet ou d'observation...) ainsi que des résidences de soldats et d'animaux (baraquements pour les troupes de chasseurs ou d'artillerie, d'ouvriers constructeurs, de compagnies de réserve, cuisines, réserves de nourriture, postes sanitaires, chapelles, cimetières, abris sous roche pour les animaux de trait, écuries…). Le front de la Chapelotte est desservi par plusieurs voies ferrées, en particulier une voie ferrée de type Förderbahn qui arrive à la côte 542 et dessert la plupart des types d'endroits cités, sur le territoire d'Angomont et de Bionville. Un des terminus de cette dernière voie arrive aux Roches Ganaux, près du col de la Borne, et un téléphérique permet de rejoindre la haute vallée de la Plaine occupé par l'armée allemande.
Tous les endroits à l'abri des obus sur les hauteurs de Bionville ont été occupés, à l'instar du Haut de la Roche, du secteur des Hauts des Planches, de la Roche de l'Aigle et de la Roche aux Cochons. La combe à l'est du Haut des Planches voit un grand nombre de bâtiments en bois s'accrocher et constituer une véritable ville à flanc de montagne. Des chemins et des escaliers en bois et métal à flanc de coteaux permettent autant de rejoindre les Noires Colas et Bionville, que les hauteurs et dépressions voisines, ainsi que la ligne de crête desservie par l'équipement ferroviaire déjà décrit. L'essentiel des réserves allemandes est stationné dans les hameaux et villages de la vallée, par exemple ceux de Bionville, Allarmont, Vexaincourt...
Le front est plutôt paisible après les violents combats de la Chapelotte en 1915. Du côté français, les soldats territoriaux tiennent fréquemment la première ligne à partir de 1916, laissant les unités combattantes circuler vers la Meuse, la Somme, l'Artois ou les confins des Flandres. Ainsi Camille Braun, du 43e régiment d'infanterie territoriale, est affecté aux Colins du 18 avril au 13 juin 1917. Dans son carnet, l'artiste de l'école de Nancy décrit le 6 juin 1917, après une nuit d'orage, l'arrivée par le no man's land en fond de vallée, de deux prisonniers russes vers 5 heures du matin. Après avoir traversé la commune d'Allarmont de nuit et franchi les quatre réseaux de fils de fer barbelés, les deux évadés du camp de travail de Vexaincourt, âgés de 23 à 25 ans, sont repérés à proximité des tranchées françaises. La silhouette la plus visible qui se nomme Alexandre est abattue d'une balle en pleine tempe, avant de recevoir une grenade à proximité. Les vieux soldats extirpent le second malheureux apeuré de la boue, le nettoient et l'habillent propre et sec, avant de le laisser au poste de liaison. C'est là que Camille Braun peut discuter avec le survivant analphabète, baragouinant l'allemand des camps, et comprendre son parcours d'évasion. Ensuite, avant l'évacuation du prisonnier vers le poste de commandement à Celles, Camille se précipite à 7 heures pour dessiner le cadavre avant son inhumation, un visage de type asiatique, aux jambes bottées, une ficelle autour du cou, portant un porte-monnaie avec quelques kopecks. En matinée, les officiers ayant interrogé vainement l'évadé russe donnent l'ordre d'exhumer son compagnon, pour trouver d'autres éléments d'identification qu'un prénom. Les prisonniers russes avaient été débarqués, il y dix jours, dans le camp de Vexaincourt, et travaillaient sur une coupe de bois au voisinage du lac de la Maix. Ayant compris que les lignes des alliés français étaient proches, ils avaient tenté une évasion.

### Période de paix: Début de laIIIeRépublique et Entre-deux-guerres
En mars 1879, Bionville fait partie des dix communes soustraites au canton de Baccarat, pour former le canton de Badonvillers (sic). À l'époque, la gare récente de Badonviller propose divers services ferroviaires parmi les plus proches. Le conseil départemental de la Meurthe améliore la desserte routière, par le col de la Chapelotte. L'almanach-annuaire de l'arrondissement de Lunéville décrit sommairement Bionville avant 1893 : une commune de 524 habitants, comptant 136 électeurs, dont le centre est à 44 kilomètres de Lunéville, disposant d'une boîte postale par Allarmont. François Chrétien en est le maire, M. Colas l'instituteur, sans oublier le curé Thomas. Jean-Baptiste Colin, entreprenant cultivateur-propriétaire de Bionville, est honoré par le comice agricole de Lunéville en septembre 1895 : il y reçoit une médaille d'argent pour ses techniques de drainage des champs, une médaille de bronze pour l'usage des engrais du commerce, sans oublier mention honorable pour son art de l'irrigation, encore apprécié après la terrible sécheresse de 1893.
Le déclin démographique se poursuit irrémédiablement depuis les années 1880, laissant un paysage agro-pastoral apparemment figé et un espace environnant en reboisement, de plus en plus forestier malgré les aléas climatiques et les tempêtes ravageuses. Au fur et à mesure de la Belle Époque, les villages s'amenuisent, les écarts sont peuplés de plus en plus par des couples esseulés de vieilles gens, ou alors les maisons des défunts ou des vieux retirés chez leurs enfants restent abandonnées, à défaut d'être louées. Un incendie détruit une maison sise au Halbach début juin 1897 : cette maison qui appartient à la veuve Mary, demeurant à Moussey, était habitée par Charles Gérard, bûcheron à Bionville. Les jeunes gens des familles modestes de Bionville doivent souvent vivre et travailler sur divers chantiers éloignés, apportant une main d'œuvre d'appoint, par exemple sur les coupes de bois hivernales comme bûcheron ou schlitteur. Parmi les plus pauvres, et les plus mal considérés, les schlitteurs partent encore juste avant le printemps, pour évacuer des rôles de bois ou des grosses grumes délaissées par des équipes hivernales tout aussi démunies. Ainsi, Jean-Baptiste Lemoine, 26 ans, est écrasé en mars 1903 sous une tronce à Podevin, enclave forestière de la commune de Petitmont. Le malheureux est porté à la maison forestière voisine, son agonie dure quatre jours, laissant impuissant le bon docteur Rapp venu de Cirey. Son corps est inhumé au cimetière de Bionville en mars 1903, le curé de l'église saint Hubert avait célébré les obsèques d'un autre schlitteur de la commune, broyé sous son lourd engin, au sortir de l'hiver.
L'application légale de la séparation de l'église et de l'état a été effectuée, sans ouvrir de querelle des inventaires. Les maires républicains du Val d'Allarmont s'efforcent d'atténuer tout accroissement d'animosité anti-religieuse, en se montrant discrètement attentif au besoin de leur paroisse, ce qui irrite les chauds partisans anticléricaux, qui traitent nombre d'édiles du Val d'Allarmont de faux frères républicains, calotins ou tonsurés, à moitié analphabètes, ou ironise sur les prêtres en indispensables greffiers de mairie en soutane. L'indignation porte début 1907 à Bionville sur la complaisance du conseil municipal, qui, à quatre voix contre trois, décide une location pour seulement 70 F du presbytère à l'abbé Del. Demander trois louis et demi pour une grande et belle maison, disposant en outre d'un jardin potager et fruitier paradisiaque, est une hérésie aux yeux des républicains anticléricaux.
L'incendie d'une maison paysanne à Bionville en janvier 1914 est révélateur d'un monde agricole en souffrance. Les deux propriétaires alertés par le télégraphe d'Allarmont, Monsieur Antoine, et Madame Marchal résident respectivement à Fraize et à Badonvillers (sic). Le locataire Denis Husson est sorti indemne du brasier, impuissant à sauver ses récoltes et autres biens meubles. Les trois vaches de l'étable brûlées comme la réserve de foin sous la vaste toiture, générant une chaleur d'Apocalypse, ont péri, les dégâts couvert par l'assurance souscrite s'élèvent à 20000 F.
L'image du Val d'Allarmont semble pourtant idyllique, selon les habitants des villes, aux murs noircis par les poussières de charbon ou les fumées des cheminées. La Gazette de Lorraine, dans son supplément de 1903, ne tarit pas d'éloges sur ce paradis si proche et si hospitalier, où la vie certes dans un décor rustique n'est nullement chère et les routes principales de bonne qualité, à cause de quelques usines ou ateliers d'industrie disséminés, parfaitement oubliés par le rédacteur. Celles, Bionville, Allarmont, Vexaincourt, Luvigny et les deux Raons en amont, aux finages de vallée encore cultivés, illuminent le regard des passants urbanisés, les multiples étangs et autres plans d'eau forment des conques merveilleuses où se reflètent les couleurs céruléennes. Ainsi les excursionnistes remontent une rivière Plaine majestueuse, aimantés vers le Donon alors que les forêts des versants et sommets constituent un écrin d'un vert plus prononcé, plus bleuté.
L'armistice de 1918 puis la paix définitive en 1919, entraine le retour des habitants évacués de la vallée, entre 1914 et surtout pour la plupart en 1918, et le début des chantiers de reconstruction et des œuvres et manifestations de commémoration. Elle entraine des changements irrémédiables dans la vie sociale, avec une présence croissante de la technocratie étatique. La mise en ordre du finage dévasté par la guerre et la gestion des réparations sont confiés à l'administration des régions libérées, qui donne un emploi précaire mais bienvenu aux habitants appauvris. La commune est décorée de la croix de guerre 1914-1918 le 6 juin 1921.
De 1919 à 1950, la commune est à nouveau desservie par la ligne de chemin de fer de la Vallée de la Plaine par l'intermédiaire de la gare de la commune d'Allarmont de 1907 à la clôture de la voie en 1950, et de 1919 à 1934, en plus par la gare de son hameau du Halbach.
Dans les années vingt, si les zones proches des anciennes champs de bataille restent encore dangereuses ne serait-ce que par la masse des engins explosifs présents pour longtemps, et les incessantes découvertes macabres de corps de soldats, très souvent victimes des intenses combats de 1914 dans le massif proche de l'ancienne frontière, le tourisme d'excursion et de promenades reprend partout, parfois attiré par l'observation du front de guerre. Les touristes suivent du nord de Badonviller la ligne de front qui gagne le col de la Chapelotte ou la côte 542, puis descend vers la vallée à la Turbine, entre l'ancienne scierie détruite en août 1914 et le point d'arrêt du chemin de fer, avant de gagner en ligne droite les hauteurs forestières de Celles laissant la Tête du coquin du côté allemand, avec ses dispositifs optiques, faisant face au Pain de sucre (Iremont) et à la Roche Mère-Henry. Ils visitent ainsi les reliquats d'installation du 363e régiment d'infanterie ou les œuvres monumentales, bas-relief près du calvaire ou monument aux soldats du col, nées sous le burin expert d'Eugène Antoine Sartorio sur Pierre-Percée et les impressionnantes installations allemandes en dur, délaissées en novembre 1918 et vendues progressivement en lot aux ferrailleurs et autres marchands recycleurs, sur Angomont ou Bionville. Aux Collins (sic), à droite de la route de Badonviller, un abri de mitrailleuses bétonné et les vestiges d'un mur anti-tank attirent encore les curieux visiteurs en 1925.
Fin 1921, Bionville à 45 km de Lunéville n'a que 227 habitants répartis en 79 ménages et 69 maisons, ainsi que 77 électeurs inscrits. Le bureau de poste et la gare de chemin de fer, sur la ligne de la vallée de Celles, sont à Allarmont. Les principaux secteurs d'activités sont, outre l'agriculture et l'élevage, l'exploitation du bois et de la pierre locale, notamment le grès des Vosges en pierraille ou mieux en pierre ou dalle taillée ou polie, dit granit. La conception de dentelles de Lunéville est maintenue par P. Saisselin. L'auberge-restaurant appartient à M. Lalevée, alors que la veuve Chrétien demeure la buraliste du village. Il existe de riches demeures, notamment la résidence Jeanpierre à Taurupt, la belle demeure de l'avocat de Nancy, Benoit-Gény et le château G. Renard au Trupt. En contrebas du hameau du Trupt se remarque la maison de colonies de vacances Saint-Pierre-Fourier de Lunéville. Les randonneurs ou touristes apprécient surtout L'Ambié-Roche, la Roche des Cochons et la roche du Trupt au sortir de la guerre.
Le maire Joseph Sayer et son adjoint Grisvaux dirigent en 1921 le conseil municipal. Le secrétaire de mairie n'est autre que le curé Del, homme de confiance qui tient aussi à titre de sous-caissier une petite annexe de la caisse d'épargne, dépendante de Lunéville. L'institutrice responsable de l'école communale est mademoiselle L. Boudot. Le garde-champêtre G. Cuny est responsable de la police rurale, alors que les chemins sont entretenus par le cantonnier communal, J. Chanal.
La circulation sur les petites routes de Bionville, comme d'ailleurs du Val d'Allarmont s'accroît, rare sont les automobiles observables en une heure chrono, en dehors de rassemblement inédit, avant la fin des années trente. Les vélos sont bien plus communs, pour le loisir ou le travail, avec le retour des beaux jours. Emile Paris, peintre à Allarmont, n'échappe pas à la vigilance des autorités routières à Bionville en mars 1926: il reçoit un PV pour défaut d'appareil sonore et de plaque de contrôle à sa bicyclette.
Dimanche 6 septembre 1931, sous une pluie battante, s'opère la cérémonie solennelle de remise du drapeau aux Anciens Combattants de Bionville, un groupement de dix-huit anciens poilus adhérents décrit en accord parfait. Une belle fête sous les parapluies ouverts s'annonce devant un rassemblement d'anciens combattants venus de Badonviller et d'Allarmont, avec fanfare et drapeaux. La mairie a refusé net l'accès de cette manifestation quémandeuse, mais un habitant de Bionville, M. Saisselin offre gracieusement plusieurs pièces de sa demeure pour accueillir les invités au sec. Au cimetière, sous un soleil timide perçant entre des averses, le colonel Chanal, commandant le 158e régiment d'infanterie, croix de guerre avec huit citations, quatre à l'ordre de l'armée, et décoré de la légion d'honneur, remet au milieu des tombes fleuries le drapeau aux A.C. de Bionville. Le camarade Fortier, président de la sous-section locale remercie, et fait appel aux dons pour le drapeau. L'appel des morts retentit, suivi d'une minute de silence. Le cortège toujours au pas cadencé avec musique militaire sous la pluie poursuit vers le monument aux morts d'Allarmont, où il rejoint une assistance nourrie ayant répondu à l'appel de la sous-section d'Allarmont. Un banquet préparé chez Madame Lalevée clôt les cérémonies patriotiques. On y parle famille et nouvelles communes de l'actualité. Au champagne, le colonel Chanal, auteur d'une brillante allocution, est nommé membre à vie de la sous-section de Bionville. La collecte globale pour le drapeau s'élève à 521 F.

### Après-guerre et mutations récentes
André Richard instituteur à Bionville est un spécialiste de champignons et un biologiste averti. Depuis 1954, il figure parmi les membres de la Société mycologique de France.
Au cours des années 1960, l'état aménageur ambitieux prévoit de gigantesques barrages sur l'ensemble de la vallée de la Plaine et un aménagement radical de zones forestières en amont pour l'exploitation et le loisir, mais les grands projets d'infrastructures proposés se heurtent autant à l'hostilité des habitants, anciens paysans ou habitants de petits bourgs habitués à leurs modes de vie, craignant la destruction des lieux de vie familiers, qu'à la réserve de faisabilité technique apportée par quelques études géologiques, montrant l'intense fissuration du socle triasique (ou permien souterrain), facilitant les infiltrations d'eau et le danger de grand barrage en dur. Dépourvus de moyens à la fin des années 1960, l'état confie le dossier de la vallée de la Plaine à divers universitaires des sciences humaines, chargés de définir les raisons de l'arriération économique et du comportement hostile des populations. Il faut aussi faciliter de futures réserves de faune et de flore, en anticipant le dernier exode final des hommes. Malgré des budgets prévisionnels de plus en plus faibles, stoppés complètement en mai 1968, et en baisse constante de valeur ensuite, une flopée d'études ethnologiques, linguistiques, sociologiques, d'économie sylvicole (bois, forêt, chasse, braconnage), voire de tourisme ou de loisirs sont lancées début 1970. Une sous-traitance des études à moindre coût permet d'éviter leurs abandons, ainsi la société philomatique vosgienne est pressentie bénévolement pour gérer les derniers fonds d'études, rémunérant quelques jeunes universitaires en stages d(études ou de terrain, employant aussi ses ressources propres, ses membres spécialistes, associés au musée de Saint-Dié, ses divers correspondants régionaux pour des études de géomorphologie et de botanique, d'archéologie, de dialectologie (y compris rôle d'interprète patois-français), d'interprétation toponymique, de filiation généalogique des familles, d'histoire locale, d'histoire des transports et des écoles locales, d'art traditionnel et de mise en valeur du patrimoine (débardage, schlittage et chariot, attelage à bœuf, scieries anciennes et odyssée des scieries Lecuve, flottage, construction bois des granges ou graines...). Si l'état garde et réalise par nécessité deux projets de barrage (Lac artificielle de Pierre-Percée barré par une structure non rigide pour assurer le débit de la Moselle à Cattenom, plan d'eau régulateur de Celles en val de Plaine), la société philomatique vosgienne, outre ses nombreuses publications, permet en 1977 la création de l'association du Musée de La Hallière, premier gestionnaire d'une scierie sauvegardée en action, légèrement en aval du territoire communal de Bionville.

## Politique et administration

### Tendances politiques et résultats

#### Élections présidentielles
- 2002 (2e tour) : 113 inscrits, 99 votants. Jacques Chirac : 80 voix (85,11 %). Jean-Marie Le Pen : 15 voix (14,89 %).
- 2007 : (2e tour) : 107 inscrits, 97 votants. Nicolas Sarkozy : 46 voix (42,99 %). Ségolène Royal : 45 voix (42,06 %).
- 2012 (2e tour) : 118 inscrits, 106 votants. François Hollande : 57 voix (48,11 %). Nicolas Sarkozy : 42 voix (35,59 %)[99].

#### Élections législatives
- 2012 (2e tour) : 118 inscrits, 77 votants. Marie-Neige Houchard (Europe Écologie Les Verts) : 39 voix. Jacques Lamblin (UMP) : 36 voix[100].

#### Élections départementales
- 2015 (2e tour) : 106 inscrits, 84 votants. Rose-Marie Falque et Michel Marchal (UMP): 51 voix. Pascal Bauche et Jennifer Stephany (FN) : 22 voix.
- 2015 (1er tour) : 106 inscrits, 87 votants. Rose-Marie Falque et Michel Marchal (UMP) : 26 voix. Philippe Colin et Damienne Villaume (PS) : 21 voix. Jean-Marc Maire et Audrey Martin (Divers droite) : 20 voix. Pascal Bauche et Jennifer Stephany (FN) : 15 voix.

#### Élections municipales
En 2001, la liste conduite par M. Claude Stock est élue. Après son décès, M. Éric Haye est élu maire.
En 2008, la liste unique conduite par Mme Andrée Gervais est élue.
En 2014, 18 candidatures sont présentées au 1er tour pour 11 sièges : la liste conduite par Mme Monique Stock est élue, avec pour colistiers notamment Mme Andrée Gervais, M. Vincent Genay et M. Dominique Laurain. En mai, elle démissionne, et le mois suivant M. Dominique Laurain est élu maire.
En janvier 2015, M. Dominique Laurain démissionne de son mandat de maire et M. Vincent Genay est nommé maire par intérim. Les 22 et 29 mars, des élections municipales complémentaires sont tenues pour 3 conseillers municipaux. Le 2 avril, le préfet de Meurthe-et-Moselle dépose un référé au tribunal administratif pour rectification des opérations électorales du 22 mars (M. Jean-Claude de Sars élu, mais aussi M. Richard Helbrunn et M. Jean-Paul Jacquin avec 44 voix sur 87 exprimées) et pour annulation du scrutin du 29 mars. Finalement, M. Vincent Genay est élu maire. En mai, Mme Wilhem, 2e maire-adjoint, décède. Le 6 juin, Mme Stock, ancien maire, est élue 2e maire-adjoint. Le 18 juin, le préfet notifie la rectification du scrutin du 22 mars et l'annulation de celui du 29 mars. Le 26 juin, la nouvelle configuration du conseil municipal est convoquée (10 membres sur 11 à la suite d'un décès, dont un nouvel élu).
En mars 2020, 22 candidats (dont 3 anciens maires) se présentent sur 2 listes différentes. Sont élus au premier tour 9 candidats d'une première liste et 1 candidat d'une deuxième liste. Sont mis en ballottage pour 1 siège de conseiller municipal 3 candidats, chacun ayant reçu exactement 50,00% des voix exprimées (38 voix). La préfecture de Nancy suspend la validité du scrutin, 88 bulletins ayant été retrouvés dans l'urne pour 86 votants comptabilisés et demande au Tribunal administratif de Nancy de se prononcer. Le 5 juin 2020, Madame la Présidente du Tribunal administratif de Nancy décide le retrait d'une candidature, la validation des résultats du 1er tour pour les 9 candidats ayant obtenu 39 voix et plus, et la validation de l'élection au bénéfice de l'âge de 2 candidats sur 3 ayant obtenu 38 voix. En définitive, la liste comportant des conseillers municipaux sortants voit 9 élus (dont un ancien maire), la 2e liste voit 2 élus (dont un ancien maire); l'élection du nouveau maire se déroule le 30 juin 2020 en faveur de  M. Francis Chnitah.
Francis Chnita démissionne le 18 mars 2022, à la suite d'élections partielles, Christian Petit est élu maire le 5 juin 2022

### Liste des maires
| Période                                  | Période      | Identité          | Étiquette | Qualité |
| ---------------------------------------- | ------------ | ----------------- | --------- | --- |
| Les données manquantes sont à compléter. |              |                   |           | |
| avant 1901                               | après 1936   | Joseph Sayer      |           | Maire, épicier d'abord, puis boulanger (recens. 1901), mentionné maire puis sans profession (retraité en 1921 et 1926), habitant Les Noirs Colas hameau le plus populeux. En 1931, Joseph Sayer est veuf, et son fils Jules, voiturier pour le marchand de bois Frientz (société Sapin Chêne), n'est plus présent. |
| avant 1995                               | octobre 2005 | Claude Stock      | PS        | Maire |
| octobre 2005                             | mars 2008    | Éric Haye         | EELV      | Maire |
| mars 2008                                | mars 2014    | Andrée Gervais    |           | Maire, puis maire honoraire |
| mars 2014                                | juin 2014    | Monique Stock     |           | Maire démissionnaire |
| juin 2014                                | janvier 2015 | Dominique Laurain |           | Maire démissionnaire |
| janvier 2015                             | mars 2015    | Vincent Genay     |           | Maire par intérim |
| juin 2014                                | juin 2020    | Vincent Genay     |           | Maire |
| juin 2020                                | mars 2022    | Francis Chnitah,  |           | Maire démissionnaire |
| juin 2022                                | En cours     | Christian Petit   | ?         | Maire |

Quelques maires et maires-adjoints, actuels et antérieurs : MM. Maurice Bertinotti, Marcel Brignon, Francis Chnitah, Yves Cuny, Vincent Genay, Mme Andrée Gervais, MM. Éric Haye, Dieudonné Hoblingre, Dominique Laurain, Loïc Mangel, Marcel Masson, Christian Petit, Claude Sandre, Jean-Claude de Sars, Claude Stock, Mme Monique Stock.

### Politique environnementale
L'alimentation en eau potable de la majorité des hameaux de la commune et de la réserve mise à disposition des sapeurs-pompiers a été gérée par une régie municipale jusqu'au 31 décembre 2019 ; au début des années 1980 des travaux engagés au lieu-dit La Basse du Toc avaient permis l'édification d'un château d'eau ; au début des années 2010 une amélioration du captage à partir de trois sources avait renforcé la régulation des débits. Pour le hameau du Pré des Graines (cinq habitations, non desservies par le château d'eau), l'amélioration de la protection du captage d'eau a fait encore l'objet d'études, sans réalisation.
Un projet d'usine d'embouteillage d'eau a été envisagé, avec captage sur la commune de Bionville (hameau des Noires Colas) au début des années 2010 ; l'autorisation de forage a été donnée, mais l'opération — à laquelle une partie de la population était opposée — n'a pas eu lieu.

### Finances locales
- Investissements significatifs : tracteur Kubota spécialisé pour le fauchage aux abords des voies communales et le déneigement (source bulletin municipal dit Le Petit Rapporteur no 10 de 2010), construction d'un garage/atelier à proximité de la mairie (source bulletin municipal, dit Le Petit Rapporteur no 11 de 2011), véhicules communaux en 2014 (source bulletin municipal dit La Gazette no 2) et 2015.
- Budget de la commune : il s'est décliné en 2012 en 153 000 euros de recettes de fonctionnement et en 101 000 euros de charges de fonctionnement[réf. nécessaire].

### Budget et fiscalité 2022

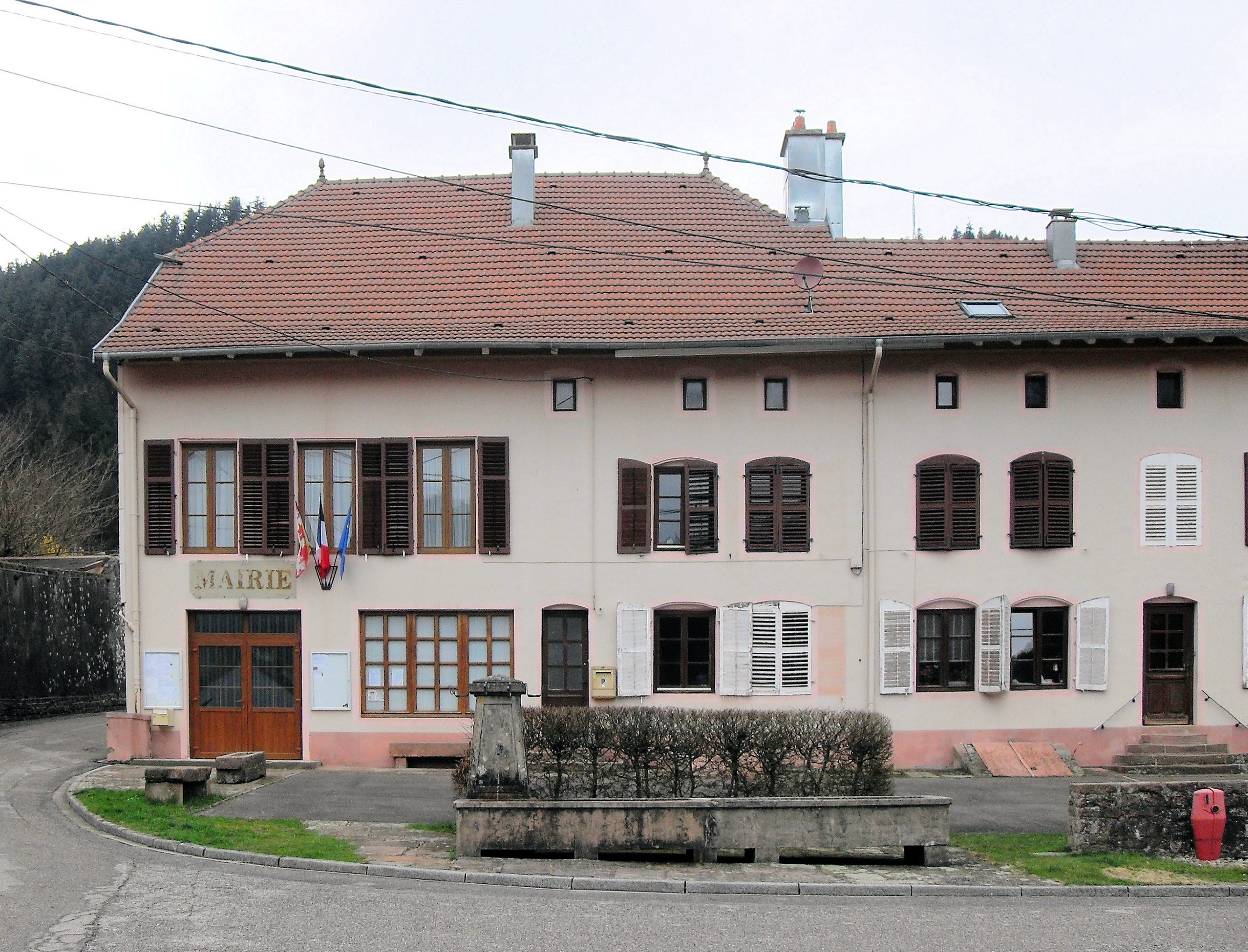
La mairie.

En 2022, le budget de la commune était constitué ainsi :
- total des produits de fonctionnement : 207 000 €, soit 1 728 € par habitant ;
- total des charges de fonctionnement : 133 000 €, soit 1 106 € par habitant ;
- total des ressources d'investissement : 91 000 €, soit 761 € par habitant ;
- total des emplois d'investissement : 61 000 €, soit 509 € par habitant ;
- endettement : 22 000 €, soit 187 € par habitant.

Avec les taux de fiscalité suivants :
- taxe d'habitation : 15,79 % ;
- taxe foncière sur les propriétés bâties : 23,68 % ;
- taxe foncière sur les propriétés non bâties : 43,14 % ;
- taxe additionnelle à la taxe foncière sur les propriétés non bâties : 0,00 % ;
- cotisation foncière des entreprises : 0,00 %.

Chiffres clés Revenus et pauvreté des ménages en 2021 : médiane en 2021 du revenu disponible, par unité de consommation : 22 930 €.

### Organisation territoriale
La loi portant sur la nouvelle organisation territoriale de la République (dite loi NOTRe) du 9 juillet 2015 fixant le seuil minimum de population dans les communautés de communes à 15 000 habitants, la commune de Bionville devra intégrer une entité territoriale plus grande que l'actuelle Communauté de communes de la Vallée de la Plaine (créée le 1er janvier 1997 avec pour siège Raon-l'Étape dans le département des Vosges et comptant 8 278 habitants).
Trois communautés de communes de proximité sont éligibles, la Communauté de communes du Pays des Abbayes (créée le 1er janvier 2014 par arrêté préfectoral avec pour siège Senones dans le département des Vosges et comptant 13 141 habitants), la Communauté de communes du Piémont Vosgien (créée par arrêté préfectoral le 1er janvier 2014 avec pour siège Badonviller dans le département de Meurthe-et-Moselle et comptant 6 402 habitants) et la Communauté de communes des Vallées du Cristal (créée le 1er janvier 2010 avec pour siège Baccarat en Meurthe-et-Moselle et comptant 10 268 habitants).
En décembre 2015, le Maire de Bionville annonce une quatrième solution dans le bulletin d'information de la commune, la municipalité ayant pris la décision de suivre la Communauté de communes de la Vallée de la Plaine pour créer la Communauté d'agglomération de Saint-Dié-des-Vosges,.Les compétences de la communauté de communes sont transférées à la nouvelle communauté d'agglomération (ramassage des déchets ménagers, entretien de la voie verte en particulier), ainsi que progressivement certaines relevant de la commune : le 1er janvier 2020, la distribution de l'eau potable et l'assainissement des eaux usées passent de la commune de Bionville à la Communauté d'agglomération de Saint-Dié-des-Vosges.

## Population et société

### Démographie
L'évolution du nombre d'habitants est connue à travers les recensements de la population effectués dans la commune depuis 1793. Pour les communes de moins de 10 000 habitants, une enquête de recensement portant sur toute la population est réalisée tous les cinq ans, les populations de référence des années intermédiaires étant quant à elles estimées par interpolation ou extrapolation. Pour la commune, le premier recensement exhaustif entrant dans le cadre du nouveau dispositif a été réalisé en 2005.

En 2022, la commune comptait 114 habitants, en évolution de −2,56 % par rapport à 2016 (Meurthe-et-Moselle : −0,13 %, France hors Mayotte : +2,11 %).
| 1793 | 1800 | 1806 | 1821 | 1831 | 1836 | 1841 | 1846 | 1851 |
| ---- | ---- | ---- | ---- | ---- | ---- | ---- | ---- | ---- |
| 216  | 267  | 358  | 371  | 299  | 571  | 605  | 609  | 580  |

| 1856 | 1861 | 1872 | 1876 | 1881 | 1886 | 1891 | 1896 | 1901 |
| ---- | ---- | ---- | ---- | ---- | ---- | ---- | ---- | ---- |
| 584  | 596  | 559  | 595  | 564  | 524  | 513  | 509  | 438  |

| 1906 | 1911 | 1921 | 1926 | 1931 | 1936 | 1946 | 1954 | 1962 |
| ---- | ---- | ---- | ---- | ---- | ---- | ---- | ---- | ---- |
| 433  | 380  | 227  | 241  | 237  | 218  | 212  | 184  | 159  |

| 1968 | 1975 | 1982 | 1990 | 1999 | 2005 | 2006 | 2010 | 2015 |
| ---- | ---- | ---- | ---- | ---- | ---- | ---- | ---- | ---- |
| 123  | 80   | 105  | 97   | 124  | 135  | 137  | 131  | 119  |

| 2020 | 2022 | - | - | - | - | - | - | - |
| ---- | ---- | - | - | - | - | - | - | - |
| 119  | 114  | - | - | - | - | - | - | - |

La faible densité de la population, de l'ordre de 10 habitants par km carré (100 habitants en 2012, de l'ordre de 120 habitants début 2020 pour 12,4 km carré), peut s'expliquer par une succession d'exodes ruraux, compensée bien faiblement par quelques résidences de villégiature, devenues en partie pérennes. Le vieillissement de la population engendre une grande fragilité de la pyramide démographique, avec une surreprésentation ou dissymétrie féminine, de l'ordre de 60 pour cent.

### Patronymes anciens de la commune
Les patronymes supposés les plus anciens de la commune sont souvent les mêmes que ceux des communes voisines, en particulier celles de la Haute vallée de la Plaine, ils étaient encore au XVIe siècle à base de prénoms mouvants et changeaient de facto à la mort du chef de famille. S'ils se retrouvent sur les tombes du cimetière communal, et sont diversement considérés d'origine lorraine ou vosgienne, en l'occurrence de l'ancien comté de Salm avant 1750, parfois d'origine alsacienne, franc-comtoise, italienne, allemande..., il est important de signaler que la fixation patronymique, imposée progressivement par un ordre d'état civil autoritaire à la française, ne remonte qu'au XVIIe siècle, voire plus récemment pour certaines familles fortement mobiles qui changeaient de dénominations au gré des villages de la vallée.
Le monument aux morts de la Première et de la Seconde Guerre mondiale porte les noms de famille suivants, Caillard, Campagne, Colin, Crivilier, Dony, Fays, Hoblingre, Laurain, Levert, Rambaud, Receveur, Stock et Vincent, souvent portés par des membres des équipes municipales qui se sont succédé. Il y avait aussi autrefois des Absalon, Adam, Antoine, Barbe, Boura (Colin), Claude, Charton, Chanal/Chenal, Demange, Falque, Ferry, Gérard, Lalevée, Marchal, Mangel, Marlier, Moitrier, Nicolle, Odile, Parmentier, Sébastien/Bastien, Seillère-Sayer-Seyer, Villaume...

### Écoles publiques
Elles dépendent de l'Académie de Nancy-Metz.

#### Cycle primaire
Le cycle primaire des enfants de la commune s'effectue dans le cadre du regroupement pédagogique intercommunautaire (R.P.I.) de la Haute Vallée de la Plaine, qui a la particularité de regrouper deux communes du département de Meurthe-et-Moselle, Bionville et Raon-les-Leau et quatre communes du département des Vosges (Allarmont, Luvigny, Raon-sur-Plaine, Vexaincourt). Les classes maternelles sont localisées à Allarmont, les autres classes à Raon-sur-Plaine. Un service de bus est assuré par la société Transdev pour le ramassage des enfants.

#### Cycle secondaire
Il s'effectue dans les collèges et lycées à Raon-l'Étape (collège Louis-Pasteur et lycée professionnel Louis-Geisler) ou à Saint-Dié-des-Vosges.

### Écoles privées
Tant au niveau du primaire que du secondaire des établissements scolaires privés existent à Raon-l'Étape et à Saint-Dié-des-Vosges.

### Associations, festivités et manifestations

#### Équipement commun intercommunaux
La salle des fêtes de Bionville-Allarmont accueille un grand nombre de manifestations ou jeux. Notons que l'association de communautés montagnardes défie la frontière départementale, à l'instar des migrations scolaires individuelles ou des choix spécifiques d'adhésion à des communautés politiques. La vallée de la Plaine soude ses habitants.

#### Associations
L'association Le Couaroil, créée en 1977 promeut les loisirs et facilite les rencontres, la détente et le repos, la connaissance de la nature pour assurer le développement culturel des personnes du 3e âge d'Allarmont et de Bionville. L'association Les amis de Bionville-Allarmont, créée en 1978, présidée par Andrée Gervais, propose des activités socio-éducatives, artistiques, culturelles, pratiques et festives. L'association Panlong, créée en 2011, présidée par Claude Stoll, pratique les arts énergétiques et martiaux dans la vallée de la Plaine,. Le chœur masculin Les Rollmops, créé en 2015 par Dieudonné Hoblingre, s'est enrichi progressivement de chanteurs de la vallée de la Plaine et de celle de la Meurthe : il interprète un répertoire de chants de marins et s’accompagne d’instruments de musique celtiques (bombardes, cornemuses, accordéons) et se produit régulièrement dans les communes voisines comme  Allarmont ou Raon-l'Étape, dans la région de Nancy et à l’Ambassade de France au Luxembourg pour la fête nationale du 14 juillet 2019.

#### Festivités
La traditionnelle fête aux Chovons se perpétue chaque dernier dimanche de juillet grâce à l'association Les amis de Bionville-Allarmont — les chovons sont des bandes de lard cuites dans la braise comme se les préparaient les bûcherons de jadis —. Cette association est à l'origine d'autres manifestations (concours de belote, repas "moules frites", loto, repas "cochon à la broche", beaujolais nouveau...).
Le feu d’artifice du 14-Juillet et un vide-grenier sont organisés conjointement par les communes de Bionville et d’Allarmont.
La fête de la Voie verte et le Théâtre en "Plaine" Air s'inscrivaient dans le cadre des animations coordonnées par l'ancienne  communauté de communes : elles sont aujourd'hui organisées par le mouvement associatif et se déroulent successivement durant l'été sur neuf sites différents de la vallée de la Plaine.

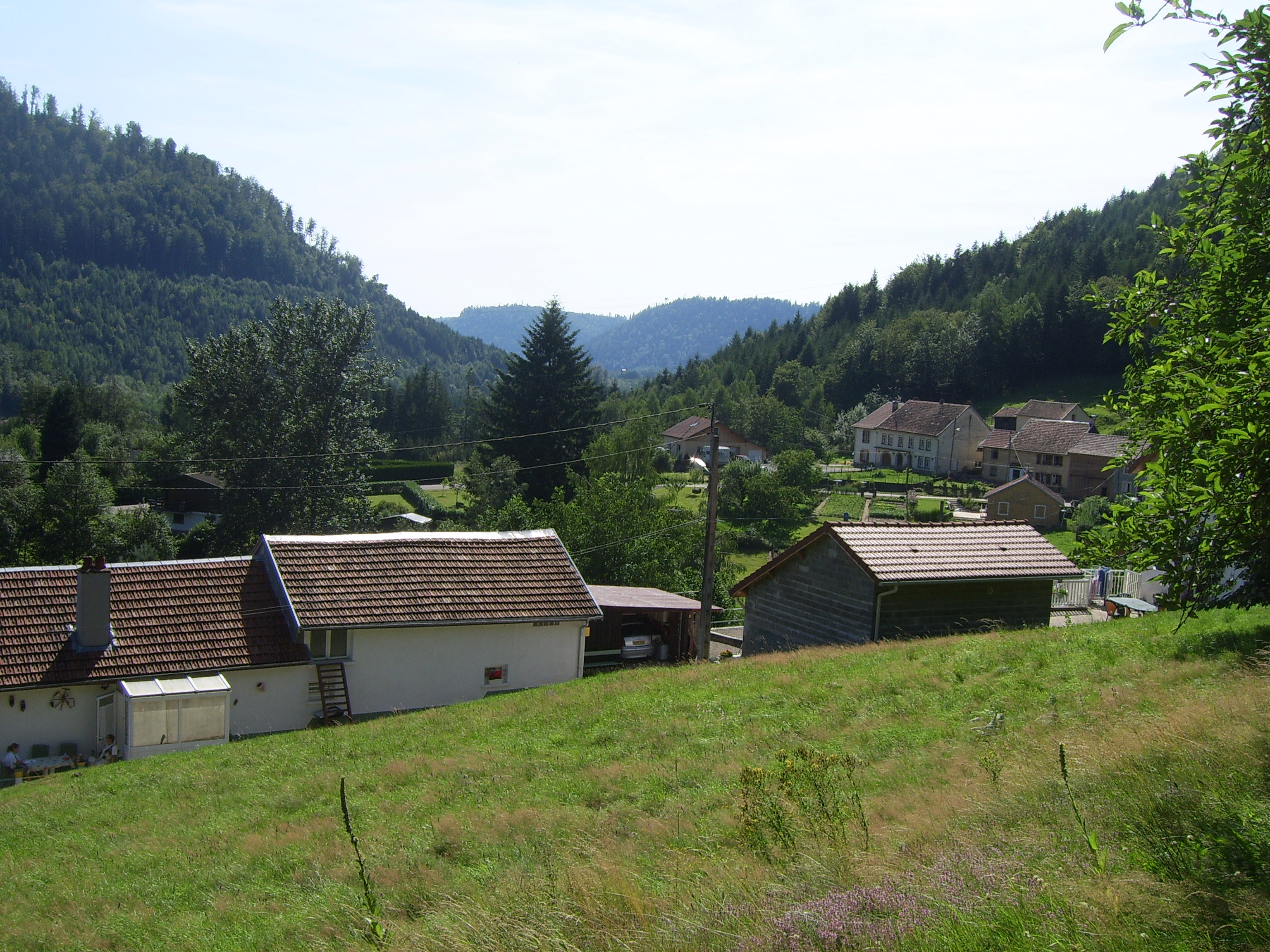
Le hameau des Noires Colas.

À ces fêtes "institutionnelles" doivent se rajouter les fêtes "informelles", par exemple la fête des Voisins du hameau des Noires Colas qui accueille chaque été une cinquantaine de personnes, résidents permanents et résidents secondaires réunis. Les fontaines en pierres des Vosges y gardent les bouteilles au frais, les plats familiaux s'y concurrencent et la lumière y est apportée tard dans la nuit par un éclairage de bûches à l'ancienne. En juin 2015, une fête de la Musique est organisée par la maison d'hôtes Au P'tit Bonheur avec la participation du chœur masculin Les Rollmops; la manifestation est renouvelée en juin 2016 avec les mêmes chanteurs et avec un concert instrumental traditionnel (dont une épinette des Vosges).
La fête de la Saint-Jean n'est plus pratiquée depuis le début des années 2000 : la chavande, pyramide de troncs et de branchages d'arbres, était brûlée le long de la rivière, au Centre, sous le contrôle de forestiers et de pompiers, devant les villageois venus célébrer le plus long jour de l'année.

#### Manifestations
Dans le cadre des journées européennes du patrimoine des visites commentées furent organisées par la mairie en septembre 2009 à l'église et à son clocher, au château d'eau des Noires Colas, aux vestiges de la voie ferrée allemande reliant Vexaincourt à Bionville et construite durant la Première Guerre mondiale (1914-1918), à la scierie du Trupt, ainsi qu'une exposition d'une portraitiste et d'un peintre paysagiste traitant de sujets locaux.

### Gastronomie
La Ferme de la Pierre à cheval, l'une des dernières de la vallée de la Plaine, au hameau des Colins, offre par ailleurs des produits du terroir, en particulier des fromages de chèvre proposés sur les marchés des départements de Meurthe-et-Moselle et des Vosges.

## Sécurité

### Sécurité publique
La sécurité publique est assurée par la brigade de gendarmerie de Baccarat, après avoir été prise en charge par le détachement de gendarmerie de Badonvilliers, communes situées dans le département de Meurthe-et-Moselle : leur éloignement a conduit la mairie de Bionville a diffusé le 1er avril 2020 une information demandant aux habitants Soyons vigilants.

### Sécurité civile
Les missions de sécurité incendie sont assurées par le détachement de sapeurs-pompiers de Badonviller, que ce soit pour les petits sinistres (comme celui déclenché par un résident secondaire aux Noires Colas en juillet 2019) ou pour les sinistres plus importants (comme le feu de forêt de 5 000 m2 au Trupt en juillet 2019) : les hameaux constituent une zone à risque car ils sont enserrés par des reliefs peuplés de résineux.

## Économie

### Entreprises et commerces
L'élevage bovin, mais aussi caprin et porcin, les ressources en fourrages (prés, prairies irriguées, fourrières, pacages forestiers extensifs, chaumes admodiées), les cultures en champs en lanières ou diversement étagés, mais aussi en meix et chenevières, clos et jardins proche de l'habitat, l'arboriculture (vergers autrefois cultivés), l'exploitation des bois d'usages ou domaniaux, des mines et carrières de construction, des répandises (bois associés aux chaumes) et des vastes forêts, ont constitué durant des siècles l'essentiel de l'activité des populations de la rive droite de la vallée de la Plaine. Après le début du XXe siècle, les métiers traditionnels polyvalents, agricoles (cultivateur, laboureurs, éleveur, etc.) souvent associés aux activités forestières encore hivernales (bûcheron, schlitteur, voiturier...) voire insérées dans un cadre d'industrie traditionnelle, comme les sagards tenanciers ou employés de scierie ou les derniers charbonniers rares depuis le milieu du XIXe siècle, ont drastiquement régressé au sein de la population de la commune de Bionville, : elle s'est progressivement tournée vers les activités industrielles de main-d'œuvre implantées dans la vallée (textiles, équipements automobiles, électronique, etc.) ou parfois dans celle de la Bruche (équipements automobiles).
La culture traditionnelle, dite fermière n'est plus présente sur le territoire de la commune, mais les potagers domestiques se multiplient ; ils essaient de mettre en valeur des plants artisanaux plutôt que des plants industriels. L’élevage perdure, contribuant à l’entretien des prairies. Les derniers bœufs débardeurs de grumes ont été remplacés durant les années 1950 par les engins mécaniques ; des bovins écossais, dits vaches Highland, ont été introduits par la Communauté de communes de la Vallée de la Plaine  au début des années 2000 : ils se sont reproduits et paissent paisiblement face à la Scierie de la Hallière. Depuis quelques années, les mois d'été, sur les prés situés entre Le Centre et Les Noires Colas, une dizaine de génisses blondes sont mises à l’embouche par un éleveur de Meurthe-et-Moselle. Les  chevaux de selle sont nombreux dans les pâturages de plusieurs hameaux, Les Collins, Le Centre et Le Halbach ; parfois ils se rencontrent sur les chemins forestiers montés par leur cavalier. Trois ânes vivent aux Noires Colas, à l’ancienne ferme du P’Tit Bonheur: ils portent les bagages des hôtes lors des randonnées dans la forêt. Le dernier élevage de moutons, implanté au hameau du Halbach, comportant 23 animaux, a été dispersé le 19 mai 2009 avec le décès du berger : l’euthanasie des animaux envisagée par les autorités départementales sanitaires avait  déclenché une guerre des moutons, mobilisant la population locale et intéressant les médias régionaux (l'Est républicain et France Bleu Nancy). L’ancienne ferme Le P’tit Bonheur accueille des chèvres réformées qui contribuent à éliminer les plantes sauvages des anciens espaces de culture et y terminent leur vie. La Ferme du fer à cheval, au hameau des Colins, abrite un troupeau de chèvres dont le lait permet la production de fromages à l’ancienne (frais, demi-affiné et sec) , de fromage blanc ou de tomme (mai à octobre), vendus sur les marchés de Meurthe-et-Moselle, des Vosges et du Bas-Rhin,.

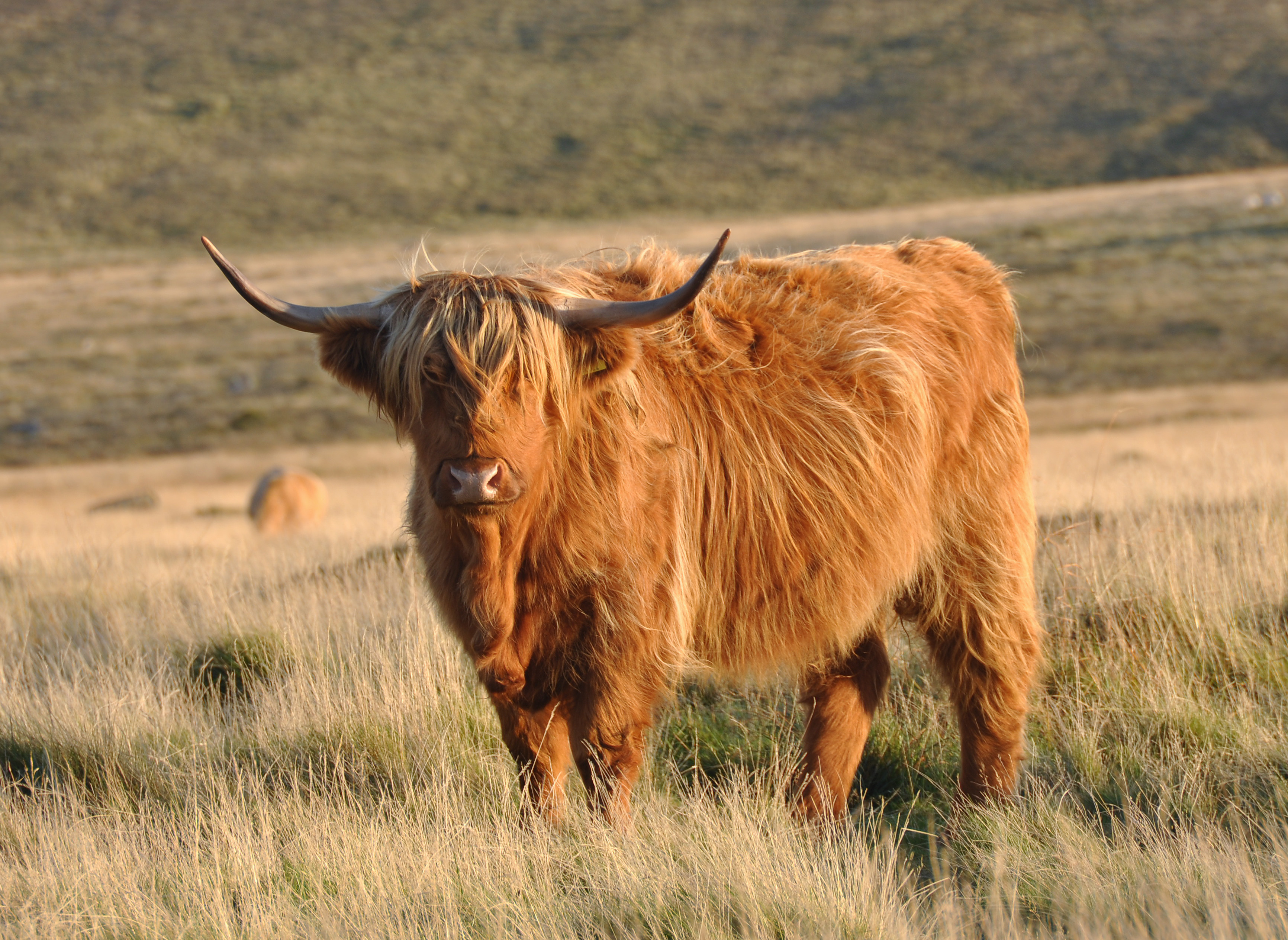
Vache highland.
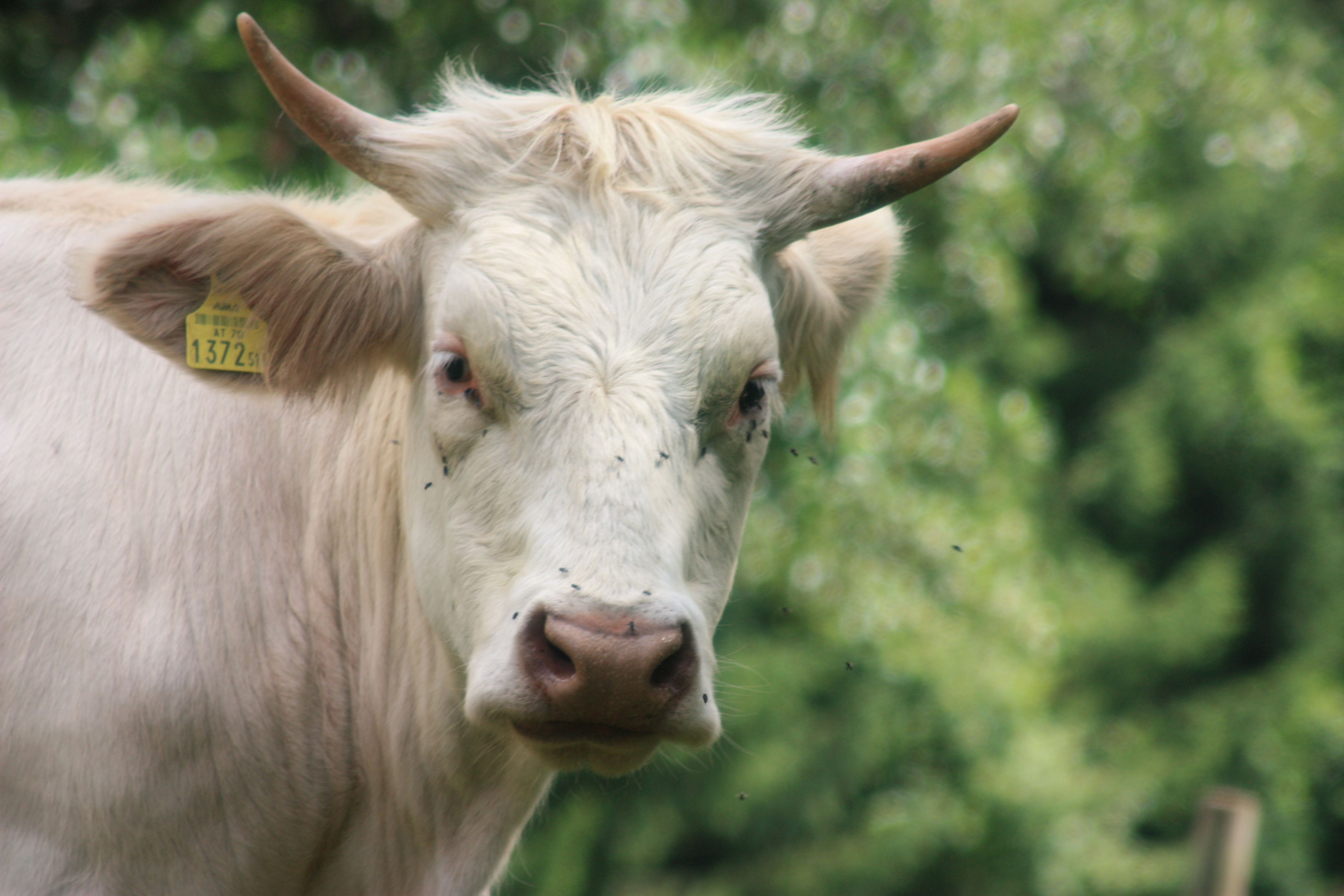
Vache blonde.
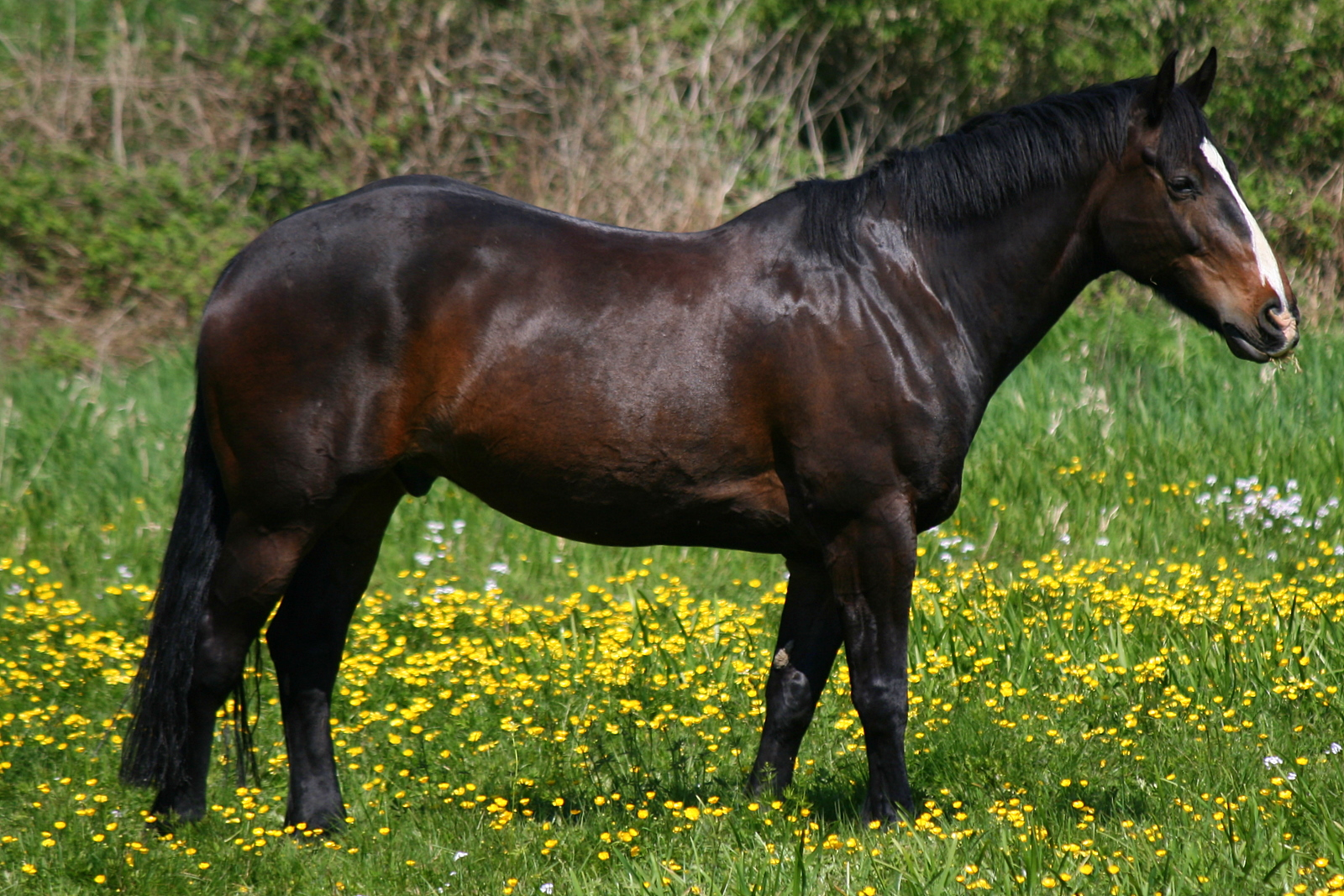
Cheval commun.
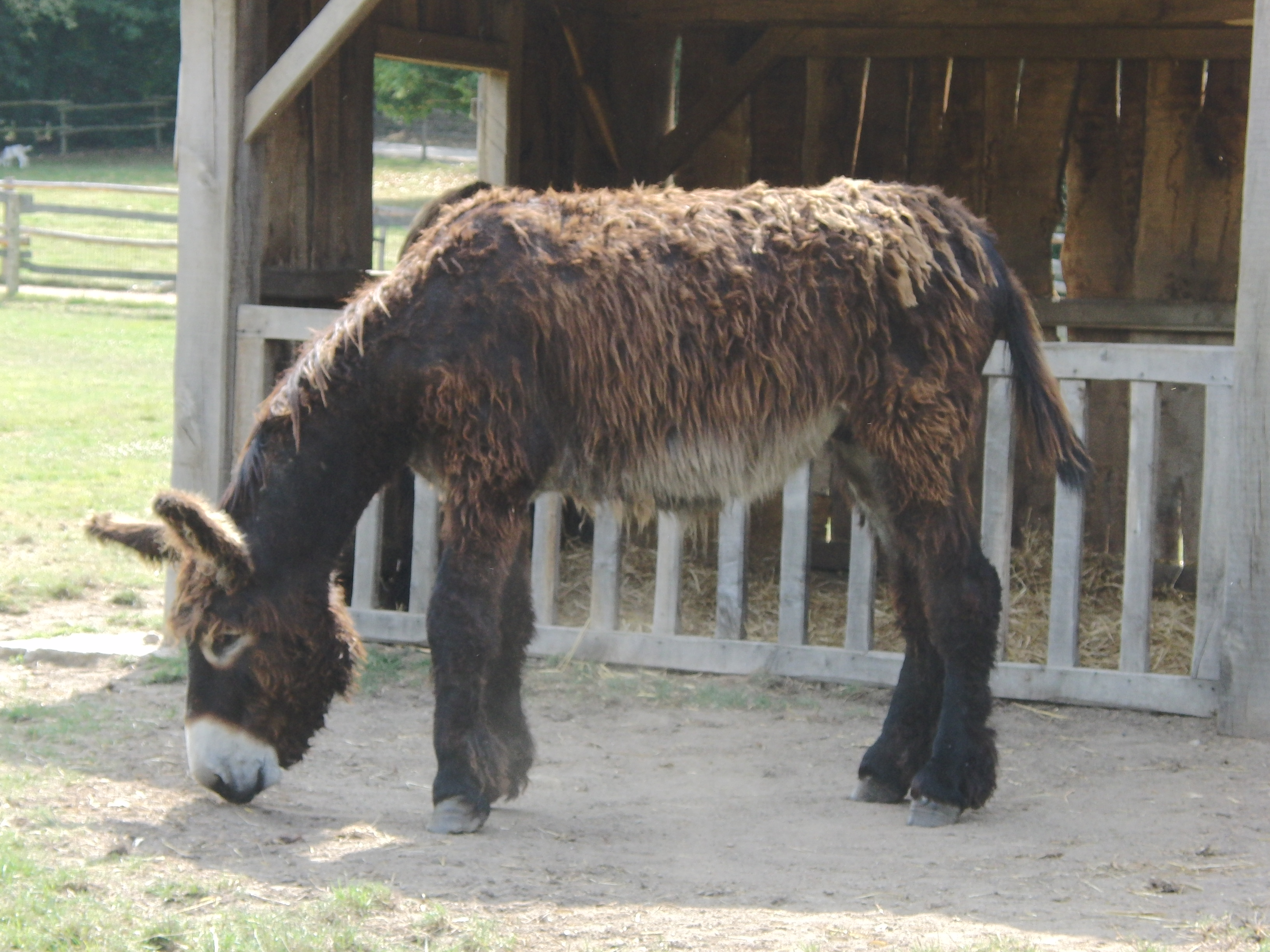
Baudet du Poitou.
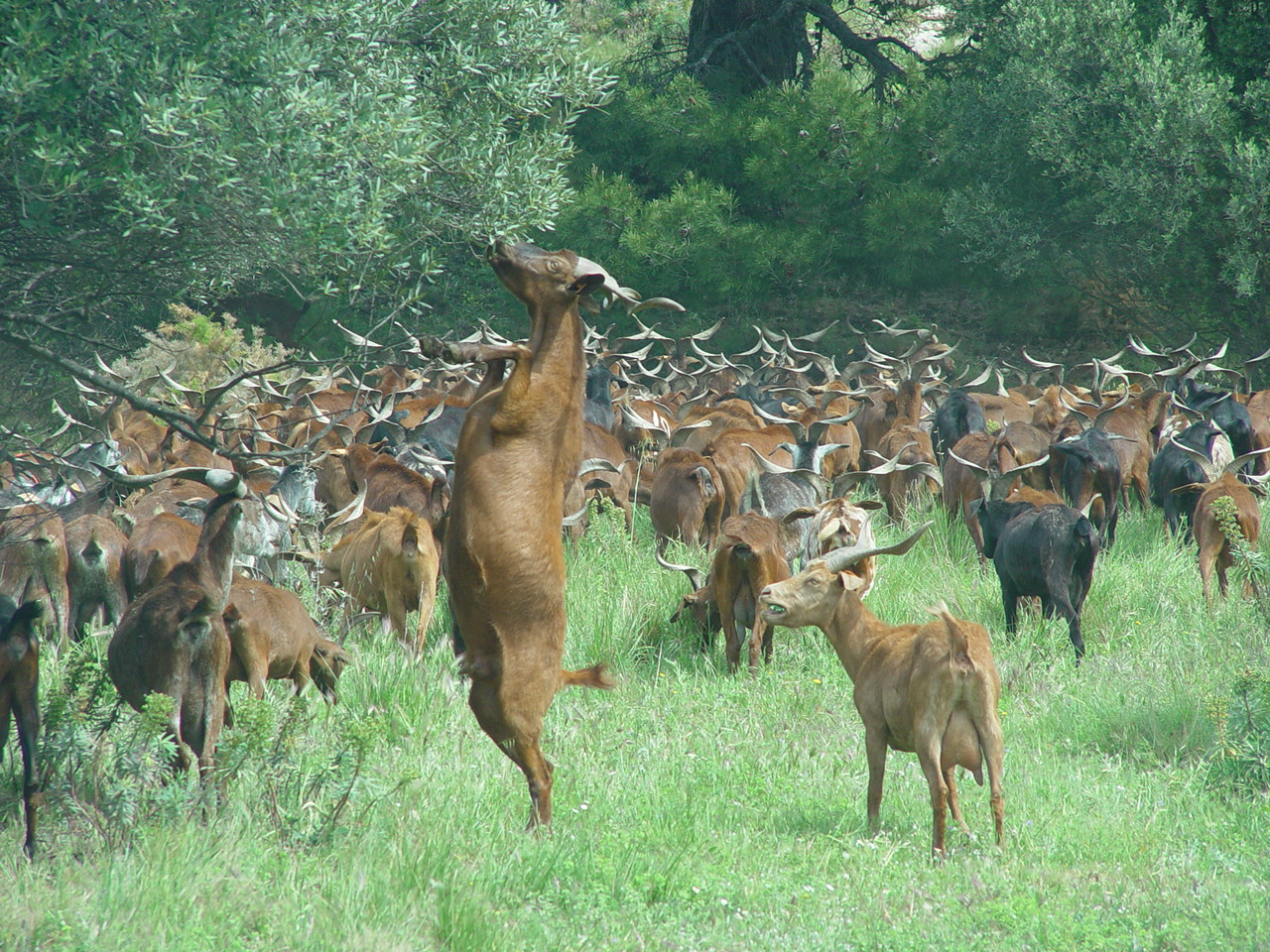
Troupeau de chèvres.

Une entreprise de bâtiments et travaux publics, l'artisanat et le service à la personne assurent l'essentiel de l'emploi : une partie de la population se déplace quotidiennement vers les bassins de Saint-Dié-des-Vosges, de Lunéville, voire d'Épinal, de Nancy et de Strasbourg. Le maintien d'un flux de résidents secondaires, les mois d'été, est une aide aux commerces et aux artisans de proximité, boulangerie, épicerie et café dans le village voisin d'Allarmont, restaurants dans les villages de Vexaincourt et de Celles-sur-Plaine d'une part, artisans pour l'entretien des maisons et des jardins d'autre part.

### Secteur tertiaire
Le tourisme est devenu un axe de développement pour la commune. Une infrastructure d'accueil pour les touristes s'est mise en place. Elle est composée de gites meublés, au Centre (Le Coucou et Les Chalets Julie et Solène), aux Noires Colas (Chez Suzanne) et aux Colins (Le Domaine des Colins), ainsi que de chambres d'hôtes et d'une table d'hôtes aux Noires Colas (Le P'Tit Bonheur). Elle répond aux besoins créés par les manifestations culturelles ou festives, par les centres d'intérêt anciens (visite des lieux et monuments, ou du patrimoine naturel), ou nouveaux dans le domaine de la randonnée pédestre par le Sentier des Roches (longueur 11 kilomètres, dénivelé 300 mètres, balisé par le Club vosgien) et dans celui de la randonnée cycliste par la Voie verte (longueur 28 kilomètres).
Cette activité se trouve facilitée par la proximité  du lac de Pierre-Percée, celle du lac de la Maix situé à Vexaincourt, celles du pôle sport nature et de la Scierie de la Hallière restaurée en 2014 et pratiquant le travail des grumes, tous deux situés dans la commune de Celles-sur-Plaine, ainsi que celle du Centre d'information et de documentation sur la Première Guerre mondiale— inauguré en 2013 — situés dans la commune de Pierre-Percée.

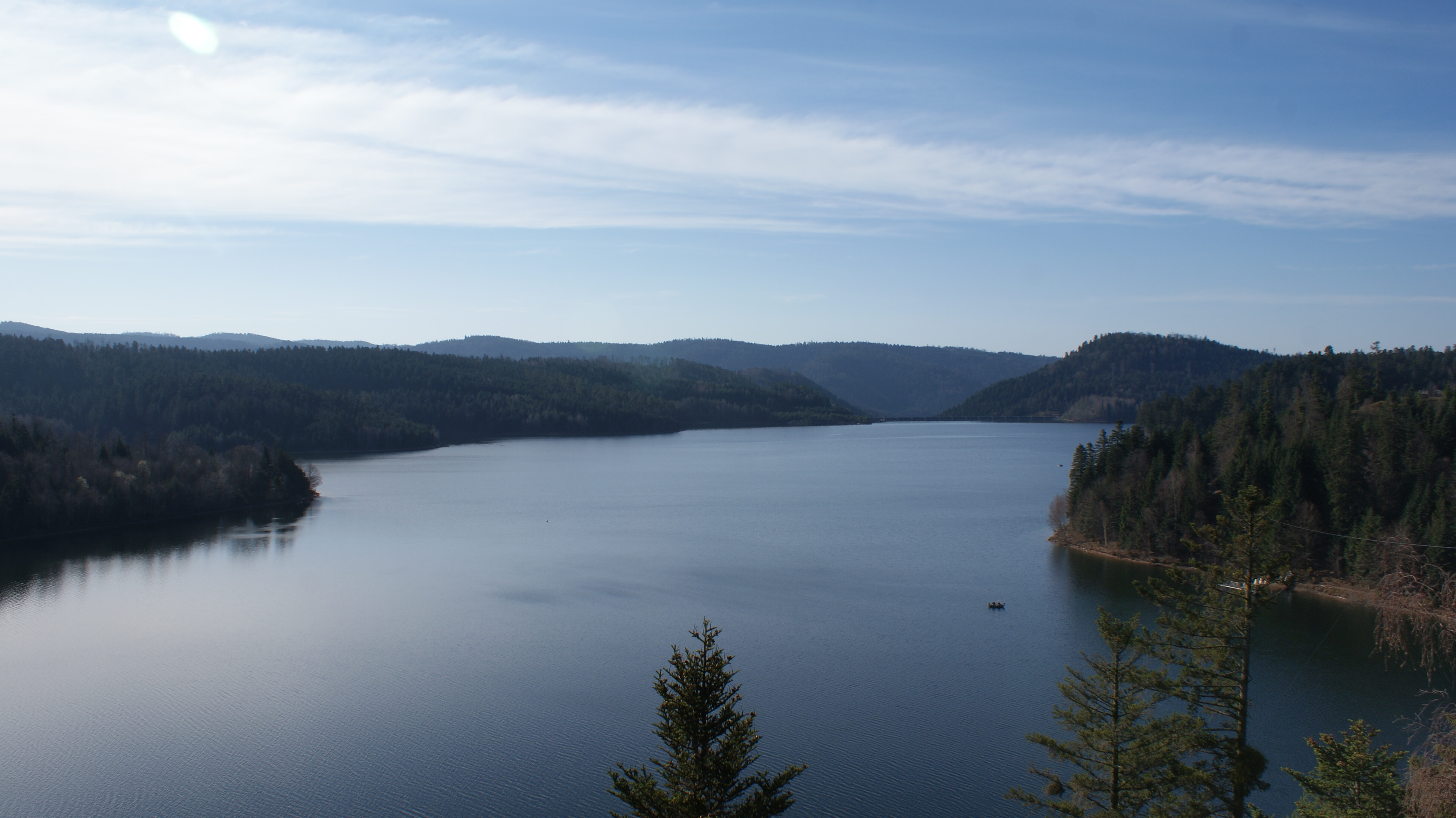
Lac de Pierre Percée.
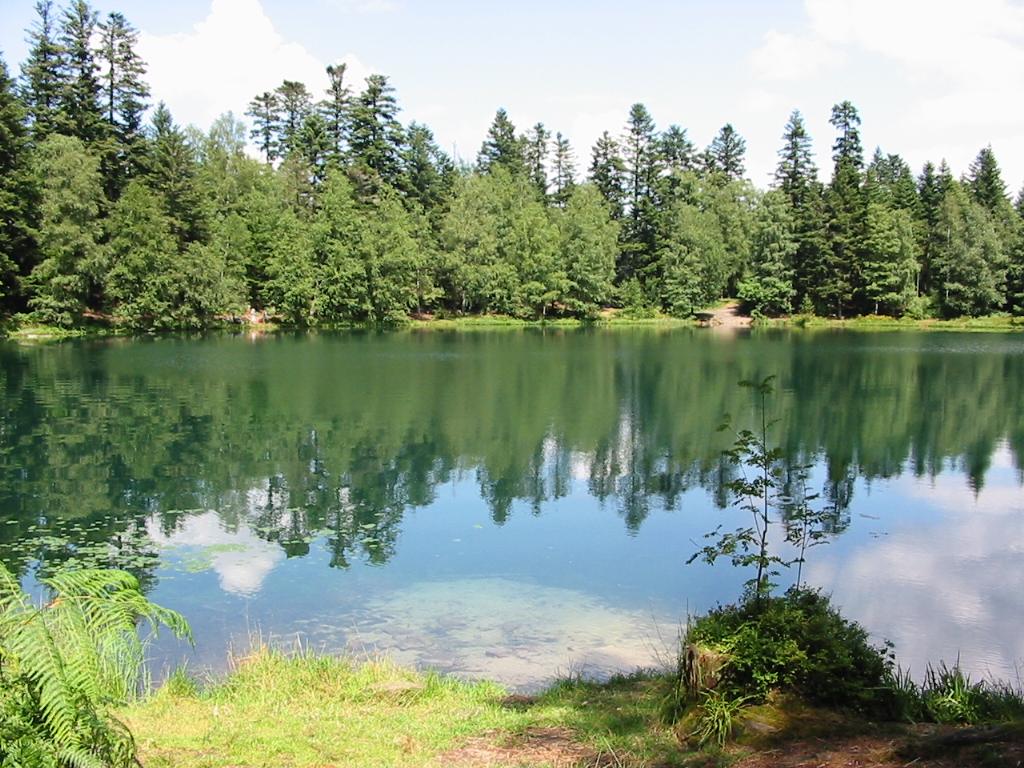
Lac de la Maix (Vexaincourt).
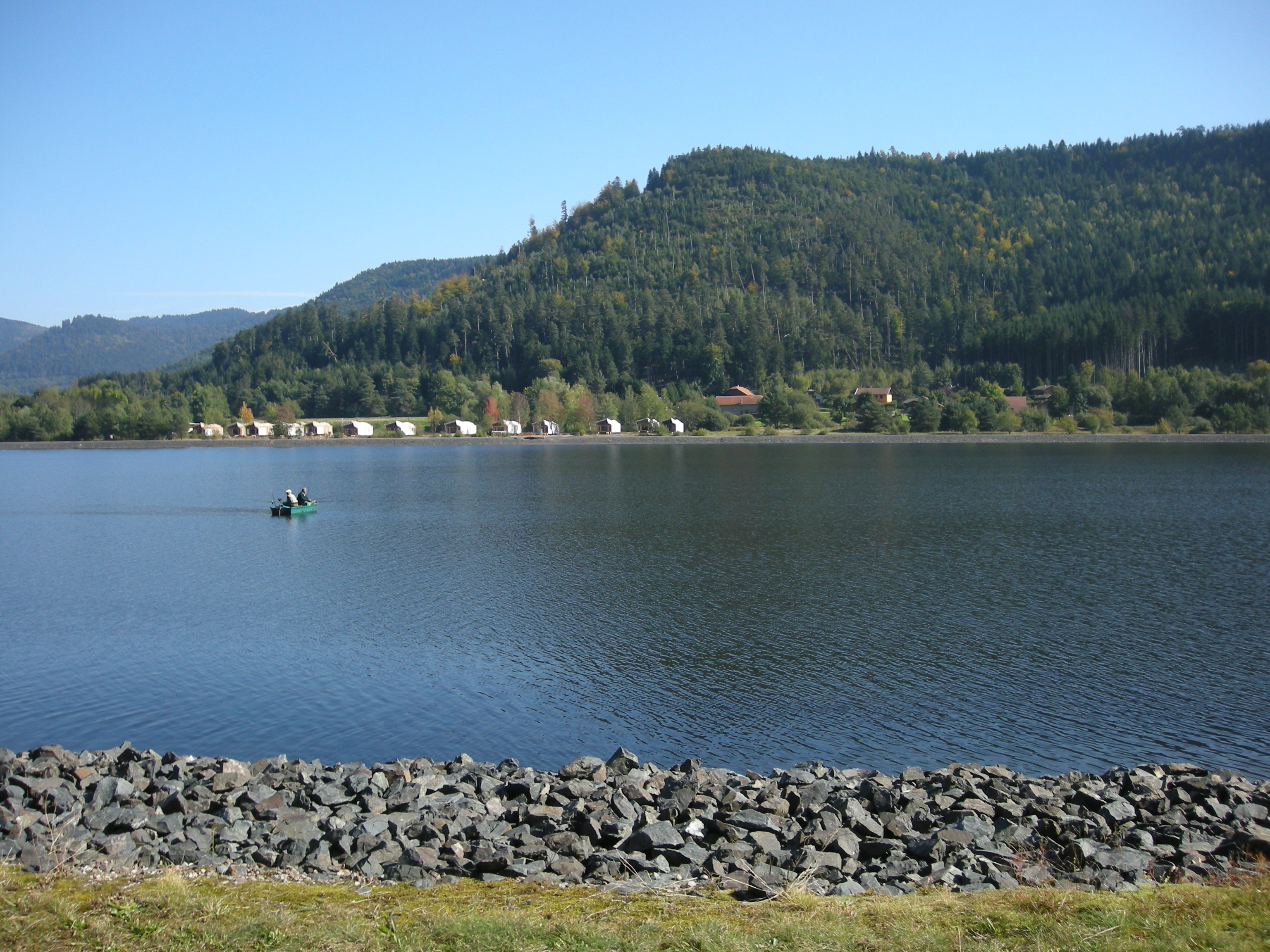
Lac de la Plaine (Celles-sur-Plaine).
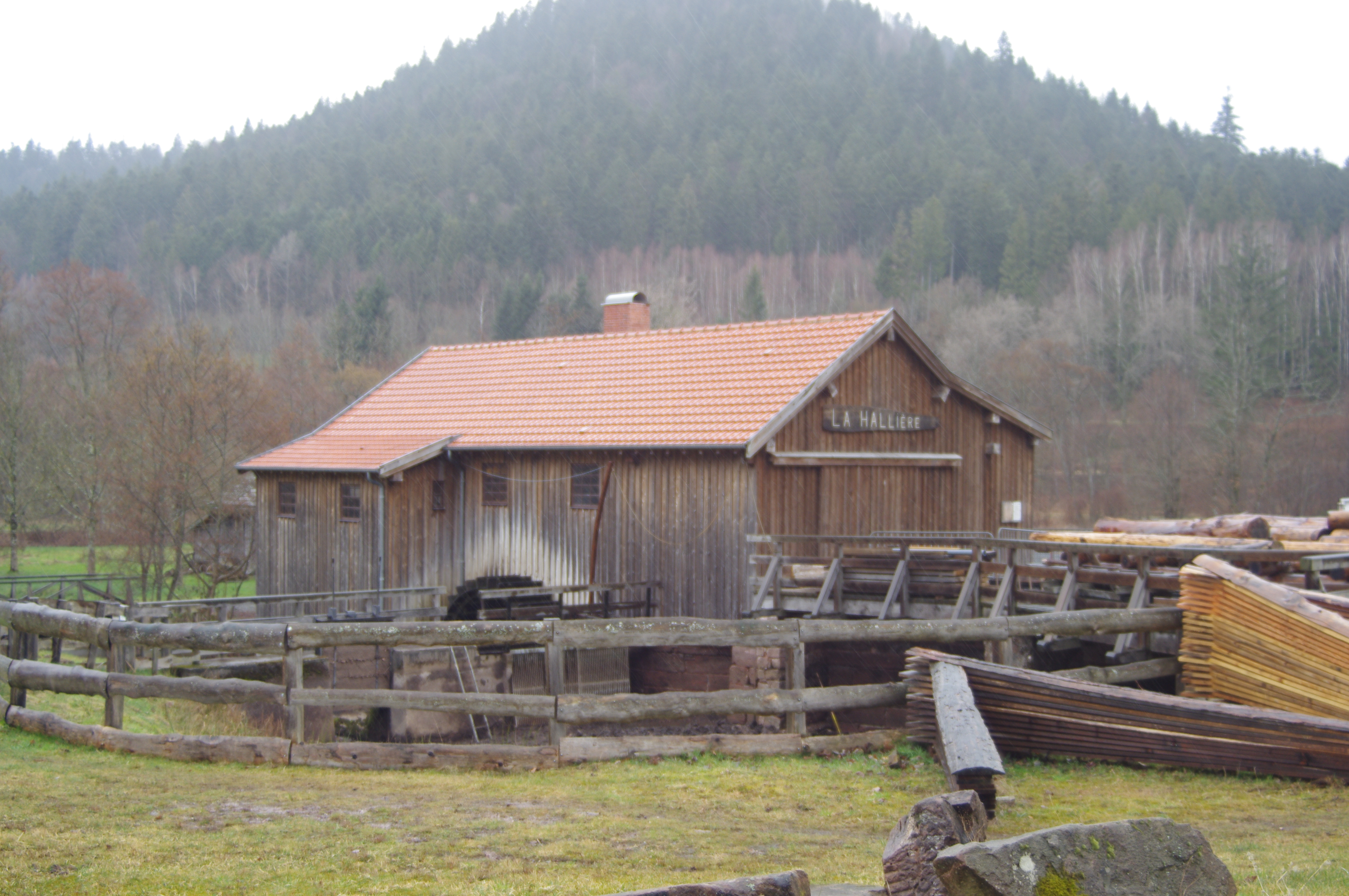
Scierie de la Hallière (Celles-sur-Plaine).

Le hameau du Trupt propose une activité de cani kart, traîneau à roues tiré par des chiens, ainsi que l'organisation de manifestations associatives et de classes vertes.

### Revenu de référence
À Bionville, en 2015, le revenu fiscal de référence moyen par foyer était de 22 419 euros ; la moyenne pour les villes françaises était de 24 761 euros.

## Activités sportives et loisirs
Divers circuits de randonnées pédestres ou cyclistes sont possibles à partir de Bionville, à partir du parking de la mairie ou si besoin, le parking de la gare d'Allarmont proche. Les balades longues peuvent dépasser facilement le cadre communal.

### Chemins forestiers
Les chemins forestiers de la rive droite de la rivière la Plaine sont propices aux randonnées pédestres ou à VTT (sportifs de préférence), à la cueillette des brimbelles (nom lorrain des myrtilles) et des champignons (initiés de préférence) et à la découverte de la forêt qui demande temps et patience. Les clairières sont propices à la photographie, tant la faune florale et la faune animale s'y sont développés sans intervention humaine. L'observation des combats de cerfs demande discrétion et précaution. La circulation est d'ailleurs officiellement réglementée pendant la période du brame du cerf.

#### Sentier des Roches
Le club vosgien de la Vezouze propose aux bons marcheurs un circuit entre 11 km et 12 km sur le sentier des roches, avec un dénivelé de plus de 300 mètres. De la mairie ou son parking à 342 mètres d'altitude, il est aisé de rejoindre le sentier de Rambiroche, en gagnant vers l'est le pied de ce rocher de Rambiroche à 601 mètres d'altitude, empruntant un étroit canyon, pour gravir son sommet à 620 mètres d'altitude. Le chemin sur le plateau sommital commence à bifurquer vers l'ouest, menant vers la Croix Bodin à 648 mètres d'altitude, une sorte de tombeau dressé ou épaisse plaque levée avec une simple croix sculptée, autrefois pour indiquer un sauveté spirituel ou lieu de protection du marcheur, puis continue par la Roche aux Cochons à 647 mètres d'altitude, sous laquelle le point du relais TV offre déjà un panorama sur Allarmont et le val de Plaine. Après avoir dépassé le col de la Borne à 577 mètres d'altitude, voici les Roches Ganaux, un banc rocheux étalé à 612 mètres d'altitude avec des restes d'abris allemands et un vestige encore visible d'équipement téléphérique de transport. Après avoir atteint la roche de l'Aigle à 598 mètres d'altitude, piton rocheux avançant vers Celles dont une des faces fait songer à un bec d'oiseau, le retour en passant au-dessus du Noir Colas est envisageable vers Bionville.

#### Parcours vtt en groupe réduit
Plusieurs circuits vélo tout terrain ont été testés en 2020 sur le site utagawavtt. Devant les marches du cimetière, en face de l'église, le centre de Bionville s'éloigne par la rue des Grottes. La montée raide vers le col de la Borne permet d'accéder à la ligne de faîte, suivie jusqu'au Haut de Chaumont. La virée s'éloigne en direction de la forêt domaniale de Bousson et sa réserve naturelle sur la commune voisine de Saint-Sauveur, en passant successivement par le col du Haut Fromage, le col de la Sablière, le pont des Allemands, ouvrage massif, et la chapelle de Tons. Le retour s'effectue par le col du Taurupt, en passant à côté d'un autre pont allemand. Une variante effectuée au printemps 2020 montait par une zone incendiée, allait plus loin dans la forêt de Bousson avant de revenir par le même val de Ton, virant au Pot de Vin, avant de parvenir à la scierie du Machet et à la chapelle de Ton. De là, la montée vers la Vierge du Trupt située au sud ouvrait le val d'Allarmont, desservi par la voie verte.
Un dernier circuit mène aux abords nord-est de la commune de Pierre-Percée. Du centre de Bionville on remonte vers le Halbach, pour atteindre le col de la Borne et les Roches Ganeaux par un long cheminement à flanc de montagne. Par la ligne de crête, le col de la Chapelotte est atteint, s'ensuit une boucle dans le bois ou massif de Pierre à Cheval, en filant d'abord à sa pointe sud à la Roche de la Soye avant de revenir à sa pointe nord à la grotte des Poilus et gravir sa couronne emblématique, la Roche de la Pierre à Cheval. La descente rapide du vallon de la Chapelotte conduit à la ferme de la Pierre à cheval, et la boucle vers Bionville est fermée, par un retour à l'amont de la vallée par la route.

### Voie verte
Innervant toutes les communes de la vallée de la Plaine, de Raon-l'Étape à Raon-lès-Leau, sur 20 kilomètres, la Voie verte accueille randonneurs pédestres et cyclistes : pentes douces et piste enrobée encouragent les amateurs.

### Cabane des chasseurs
Située à proximité du hameau du Halbach, le long de la Voie verte, la « Cabane des chasseurs », construite à la fin du XXe siècle, est un rendez-vous de chasse, en particulier lors des battues organisées dans le cadre de la réglementation de l'office national. Une société de chasse a été créée le 15 mai 2006, sous le nom de Société de chasse du Halbach, ayant pour objet le développement du gibier, sa protection, son repeuplement, son élevage, la destruction des nuisibles, la répression du braconnage et l'exploitation rationnelle. La prolifération de sangliers pose problème.

## Culture locale et patrimoine

### Patrimoine naturel

#### Forêt
La forêt occupe 80% du territoire de la commune. Aux chênes multiséculaires (donnant certaines années les glands qui nourrissent les sangliers, fructification autrefois réservée autrefois par les droits de glandée, à défaut de droits d'usage, pour les troupeaux de porcs) et aux hêtres séculaires  — bois de feuillus particulièrement recherchés pour alimenter la combustion des cheminées et des poêles, autrefois ouvert au droit de faînage, pour ses petits fruits à la fois farineux et huileux que sont les faînes — se sont substitués progressivement des conifères (sapins noirs ou pectinés, épicéas ou sapins gentils de plantations, pins autochtones ou replantés, voire récemment d'autres essences introduites comme le douglas) à développement plus rapide et d'un intérêt moindre pour le chauffage des habitations. D'autres feuillus sont également recensés comme les trembles ou les érables. La tempête de 1999 a détruit un grand nombre d'arbres, plutôt à basse altitude, et les repousses ont donné lieu à des taillis desquels émergent des espèces arbustives ou arborées pionnières dont les bouleaux. Parallèlement aux périodes de canicule entraînant des carences d'eau pour les arbres, conifères en premier lieu, l'apparition, au printemps 2019, de scolytes, insecte nuisible de 2 millimètres, obligent à des coupes anticipées.

#### Faune sauvage
La faune sauvage sur le territoire de la commune a évolué avec l'extinction progressive de l’agriculture, l’extension de la forêt vers les altitudes plus basses et l’impact du réchauffement climatique.
Au niveau des insectes, les doryphores en nuées invasives ont disparu des champs de pomme de terre après la Seconde Guerre mondiale, devenus moins fréquents, ils ont récemment été éradiqués ainsi que les hannetons et une pléiade d'autres insectes victimes des pesticides. À la fin du printemps, lorsque certaines conditions d’humidité et de température sont observées, de minuscules moustiques — appelés  « bo-ot » localement — apparaissent dans les jardins. À  l’été, les tiques (dont certaines sont porteuses de bactéries après contact avec les sangliers et autres mammifères) progressent par sauts des clairières vers les champs en jachère ou les haies ; les mouches communes se multiplient ;  la sauterelle colonise les herbes hautes ;  la libellule est présente à proximité des mares et des étangs alimentés par les sources naturelles. À l’automne, les guêpes (friandes des sucres des fruits des vergers, attaqués par les oiseaux affamés), et plus rarement les frelons ou les bourdons, deviennent insistants ; les coccinelles et les punaises des bois, à odeur désagréable, envahissent les façades ensoleillées.

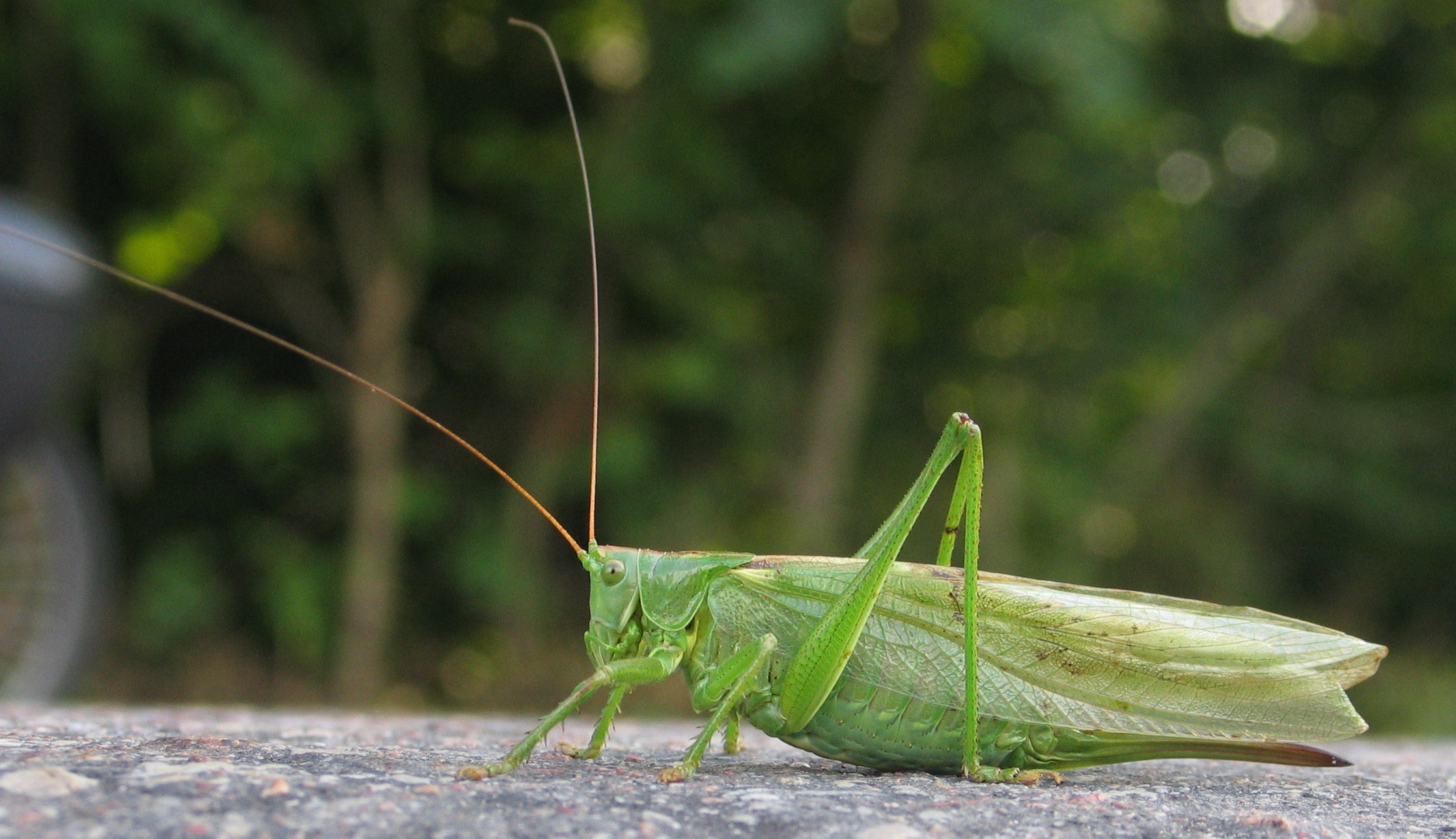
Sauterelle.
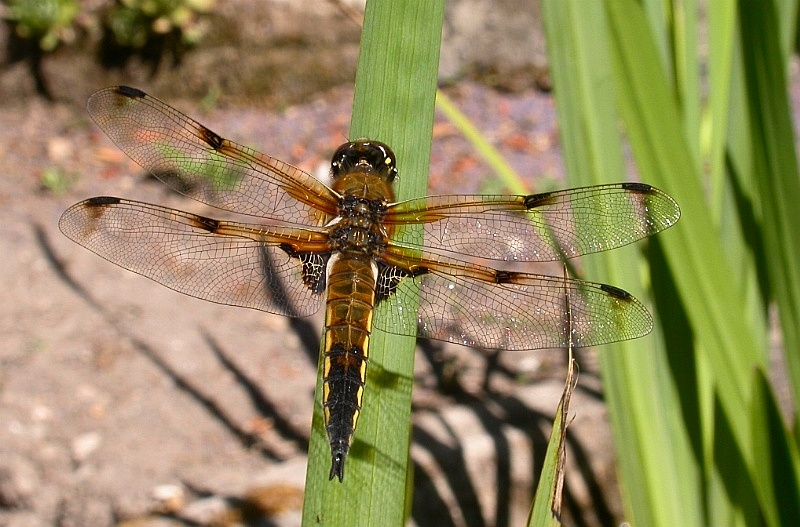
Libellule.
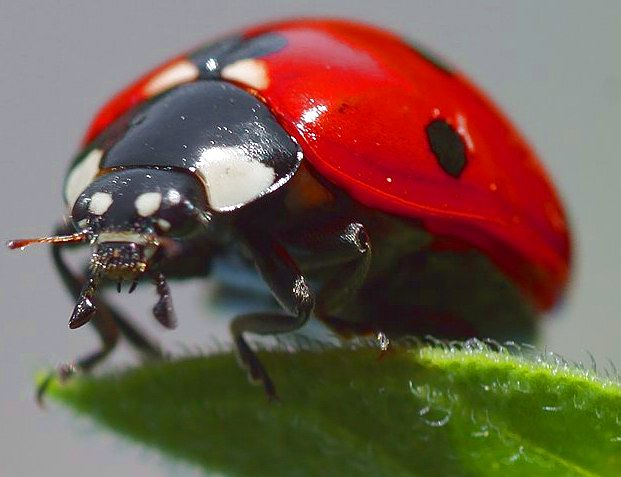
Coccinelle.

Les espèces d’oiseaux nous paraissent particulièrement variées, avec la croyance naïve que les bois constituent un refuge naturel. Le grand tétras ou coq de bruyères que l'on observait encore au début du siècle dernier a disparu des forêts sommitales. Une quantité impressionnante d'oiseaux des milieux semi-ouverts sont en voie d'extinction, comme la pie grièche, le tarier des prés... Autres oiseaux migrateurs de plus en plus rares, les hirondelles de maison nichent quelques mois au printemps et à l’été dans les anciennes granges et repartent en migration dès la fin des beaux jours. Outre le moineau commun plus rare, le rouge-queue (espèce locale du rouge-gorge, ayant la particularité d’avoir le poitrail gris, la queue rouge et de nicher dans les cavités des murs), est particulièrement présent près des habitations. Le merle noir ou le rouge-gorge aussi familiers des résidences entourées de jardin, la pie et, aux abords des clairières, le geai de la même famille, peuvent se partager ou se disputer les sources de nourriture, selon les espèces, insectes ou larves, fruits et graines des jardins. Le coucou migrateur paraît omniprésent dans la forêt par le son de son cri (surtout lors des changements de temps à la bonne saison), ainsi que les divers pics dont le pic vert, retapant sur les troncs : ils ne sont aperçus que rarement. Le héron fréquente les étangs privés — poissonneux — communiquant avec les affluents de la rivière locale. Parmi les oiseaux de proie, les buses ou oiseaux des poules sont les plus visibles, mais des autours ont aussi été surpris à s’attaquer aux basses-cours.

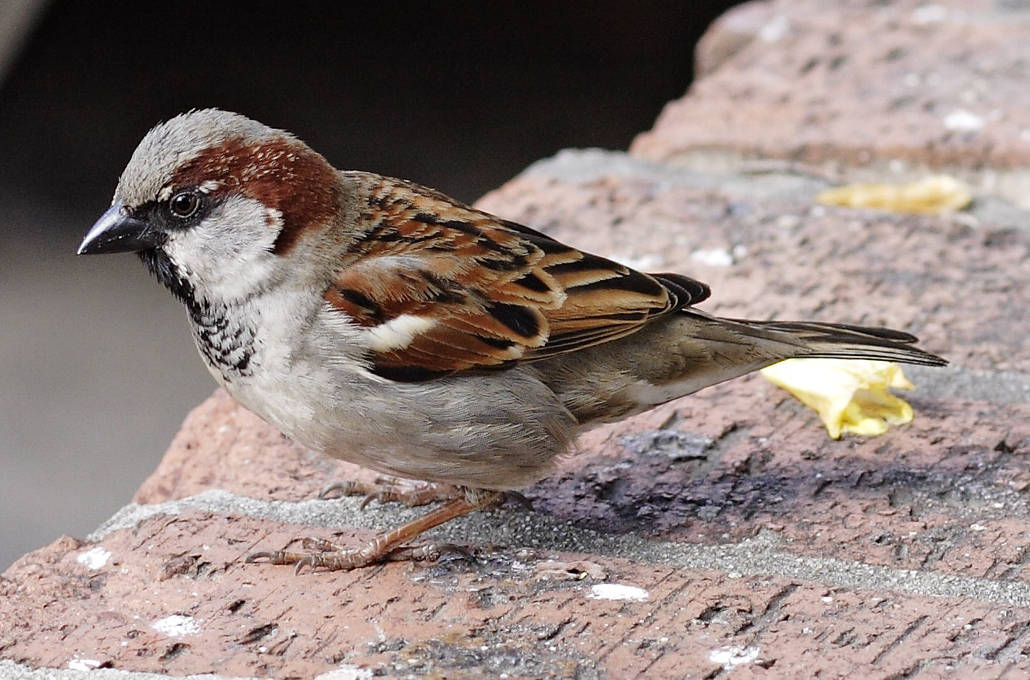
Moineau commun.
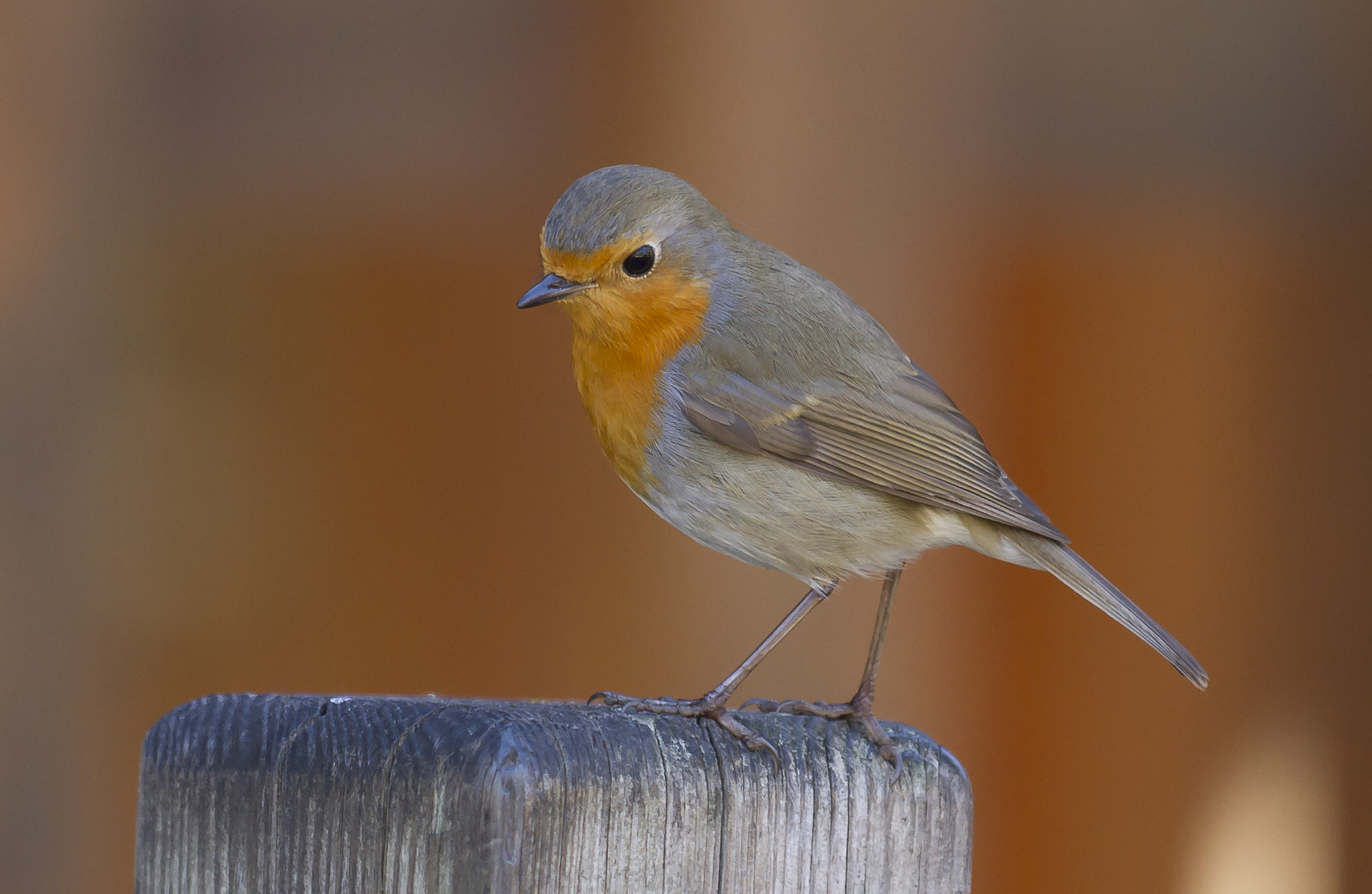
Rouge-gorge.
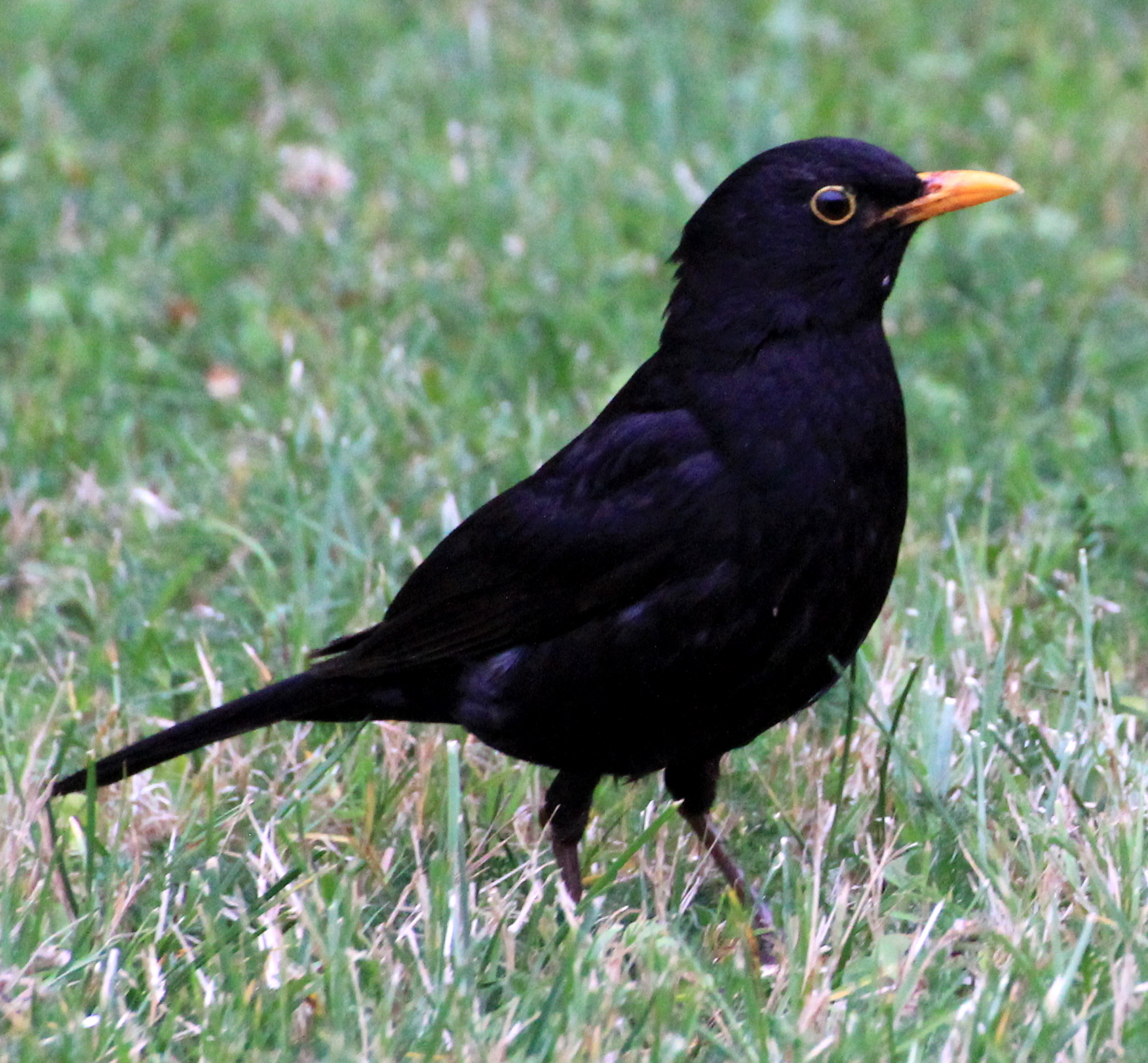
Merle.
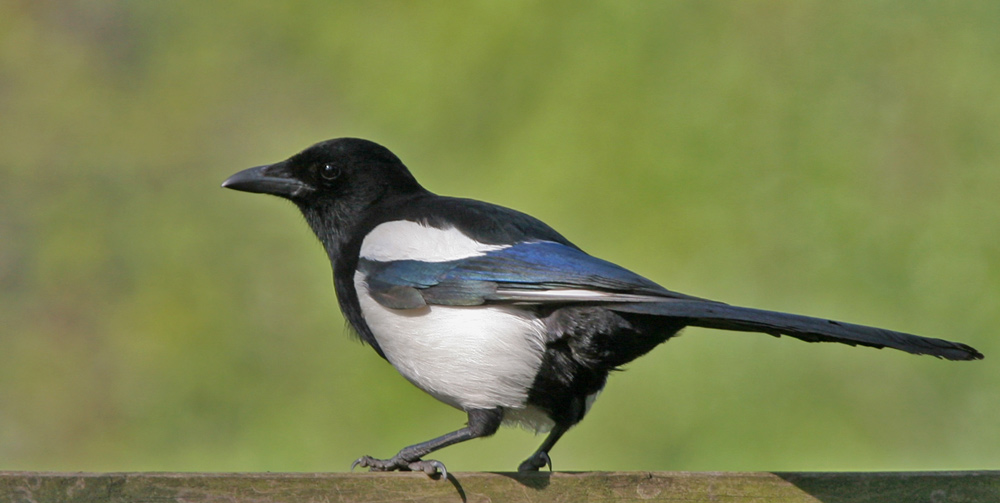
Pie.
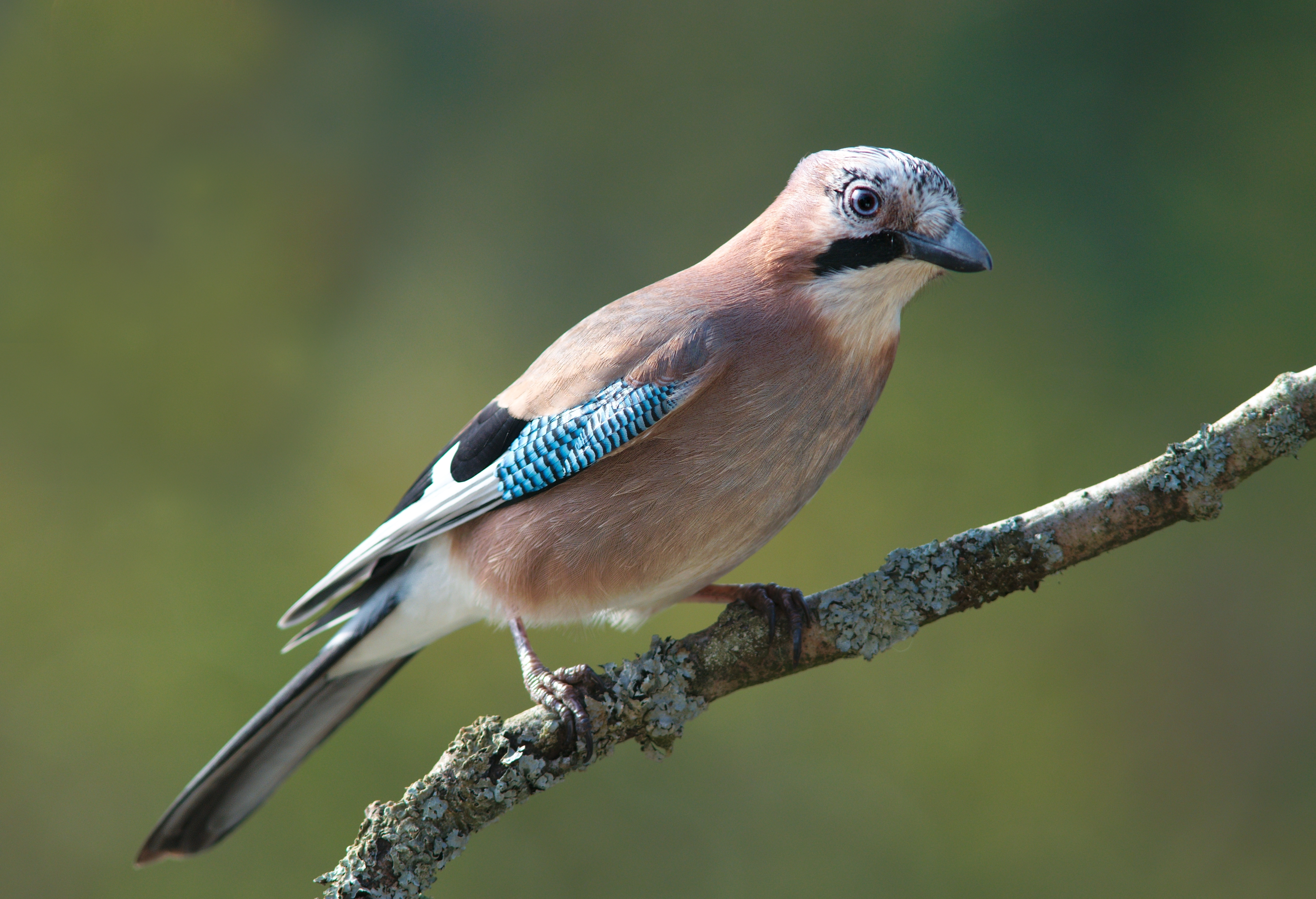
Geai.

Quelques loups migrants peuvent hanter le massif, le plus souvent en passage rapide, du fait de la migration des juvéniles ou des exclus. Les loups en meute signalés en plaine dans le département voisin des Vosges (dont la forêt est contiguë avec celle de Meurthe-et-Moselle et est physiquement séparée par une rivière de quelques mètres) n'auraient jamais été observés. La quinzaine de lynxs introduits il y a une vingtaine d’années dans la forêt du Donon a disparu — le dernier, surnommé Van Gogh à la suite de son oreille coupée, a été tué au printemps 2014 lors d'un choc avec une automobile —. Les principaux prédateurs constamment présents dans la commune sont toujours les renards qui tentent parfois de s’introduire la nuit dans les basses-cours, les martres et les fouines (véritables carnivores qui sont aussi avides, attirés ou trompées par l'odeur agréables, de durites de moteurs à base de composé naturel comme le maïs) s'intéressent le plus souvent aux différents rongeurs dont les campagnols et autres petits mammifères. Les sangliers et les chevreuils constituent le gros gibier le plus représenté sur le territoire communal, les premiers experts en racines et en arbres, dévastant ostensiblement parfois, lorsque la forêt au sol asséché par les canicules ou appauvrie par une sylviculture dirigée sans principes écologiques, ne suffit plus à les nourrir, à la fois les jardins potagers (protégés souvent par de lourdes clôtures de bois) à la recherche de racines d'herbes ou autres tubercules faciles et les pelouses tondues ou autres surfaces herbeuses des vergers ou des prés (protégées parfois par des clôtures électriques) par un labour au groin à la recherche de vers ou de racines odorantes. Les chevreuils graciles, les chèvres sauvages des anciens, avides des jeunes pousses d'arbres et autres feuillages spécifiques, sont régulièrement aperçus lorsqu'ils se rendent paisiblement aux points d'eau. Les combats de cerfs en période du rut, en septembre au voisinage du Donon, ponctués de brames, peuvent être observés à distance, notamment dans les clairières du Halbach ou du Trupt en particulier. Parmi les autres animaux, les lézards et les couleuvres, ces dernières pourtant familières des milieux humides, ont pour habitude de paresser au soleil sur les murailles en pierres sèches des Vosges ; à noter que les vipères sont très rarement présentes ; dans les jardins, outre les taupes bousculant la terre mise en culture pour y chiper de préférence les vers blancs, le petit crapaud couleur terre et l'orvet cherchent pitance, surtout s'il reste quelque humidité, ou quelques petites limaces ou escargots à s'offrir.

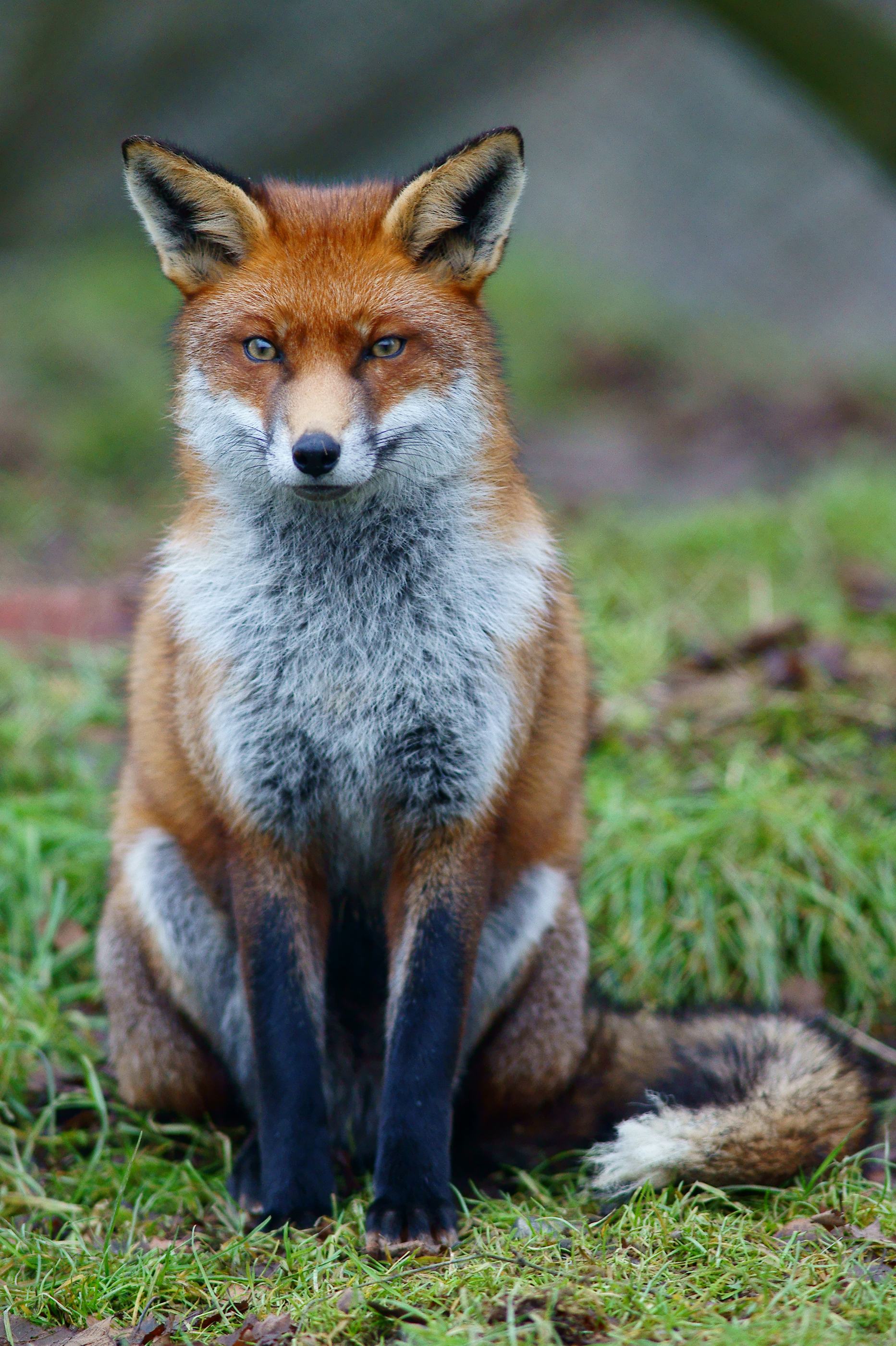
Renard.
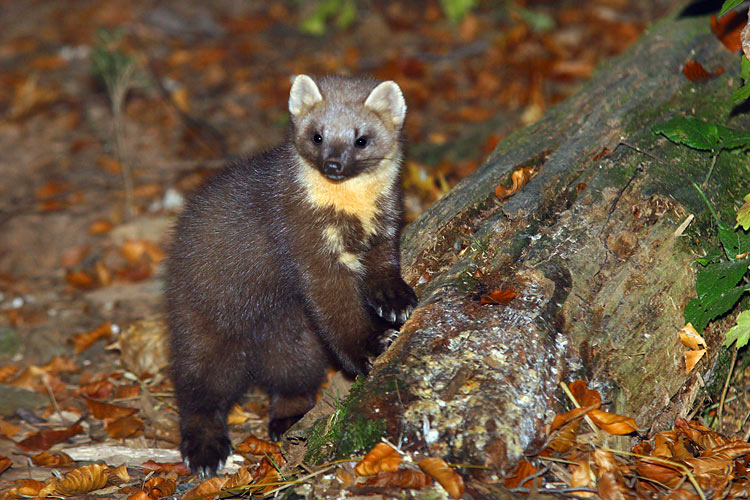
Martre.
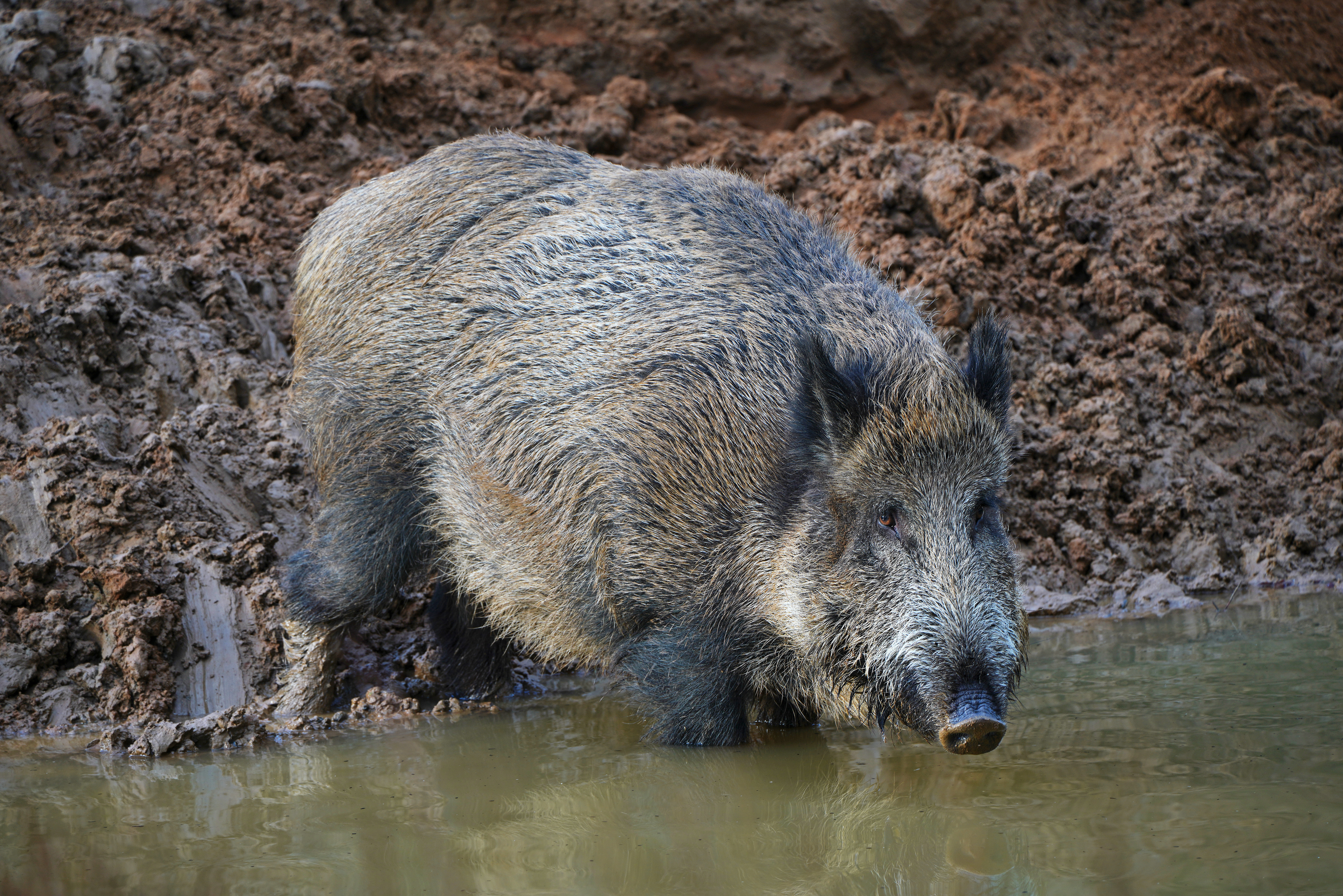
Sanglier.
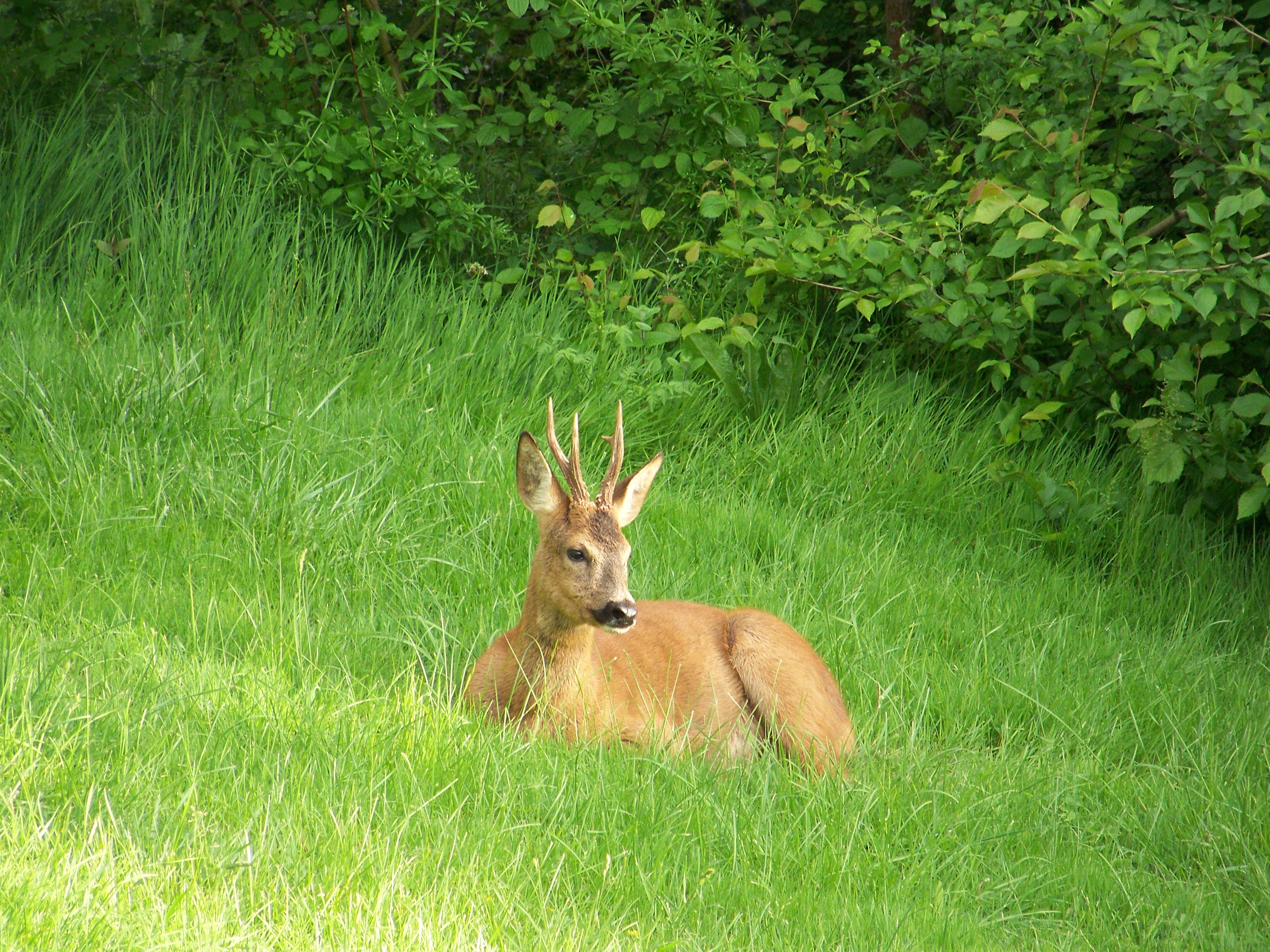
Chevreuil.
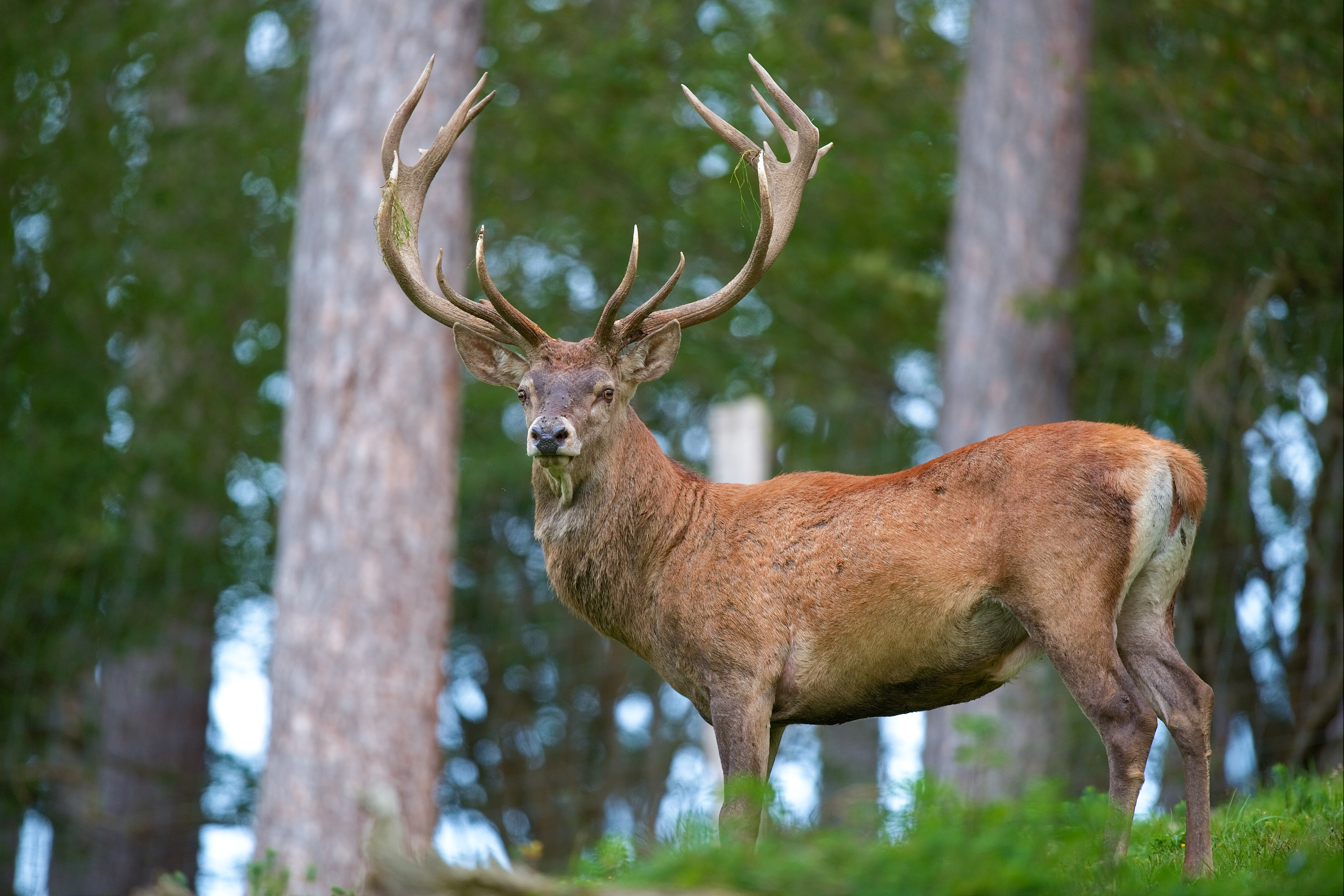
Cerf.

### Lieux et monuments

#### Édifices religieux

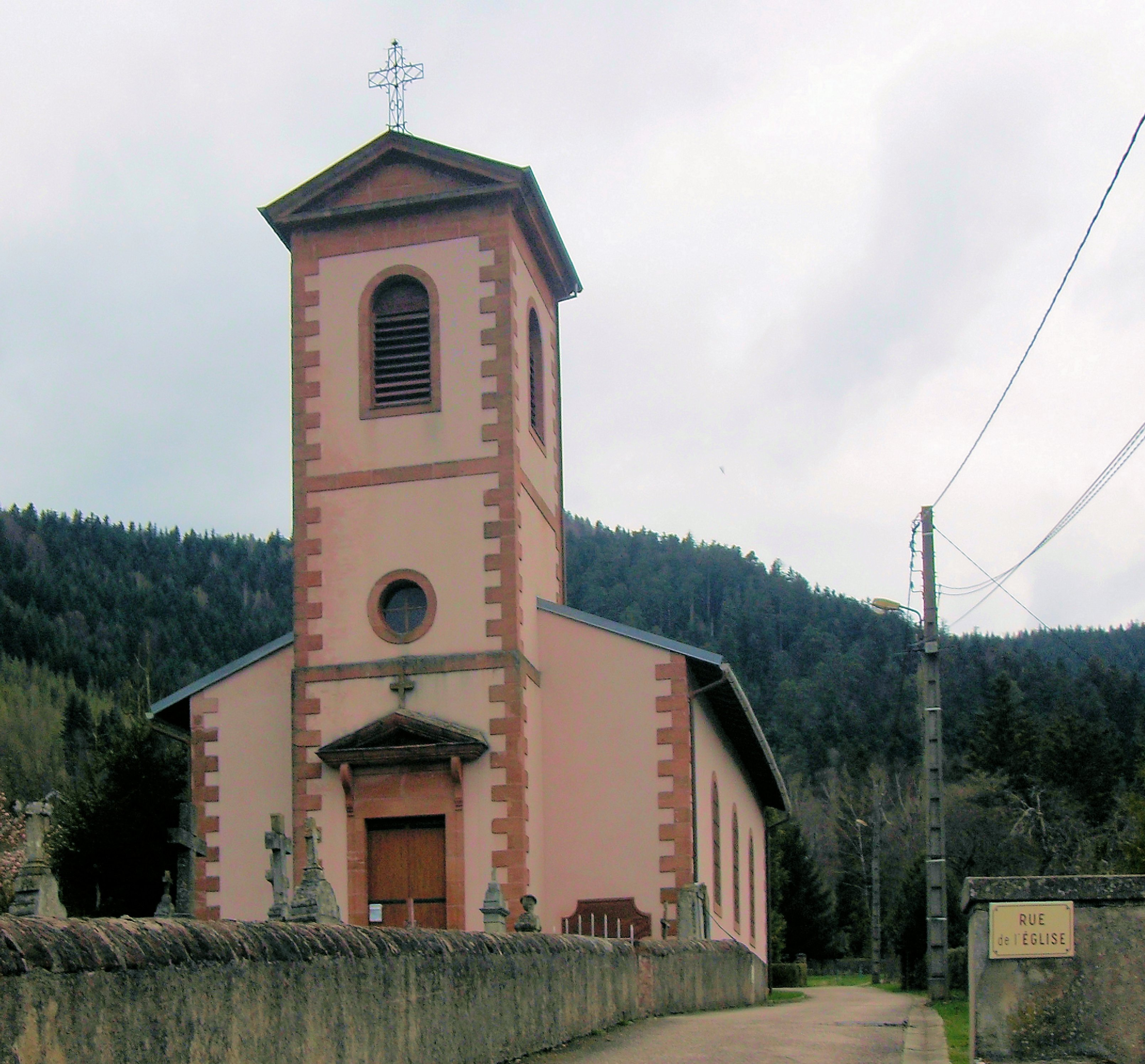
Église Saint-Hubert.
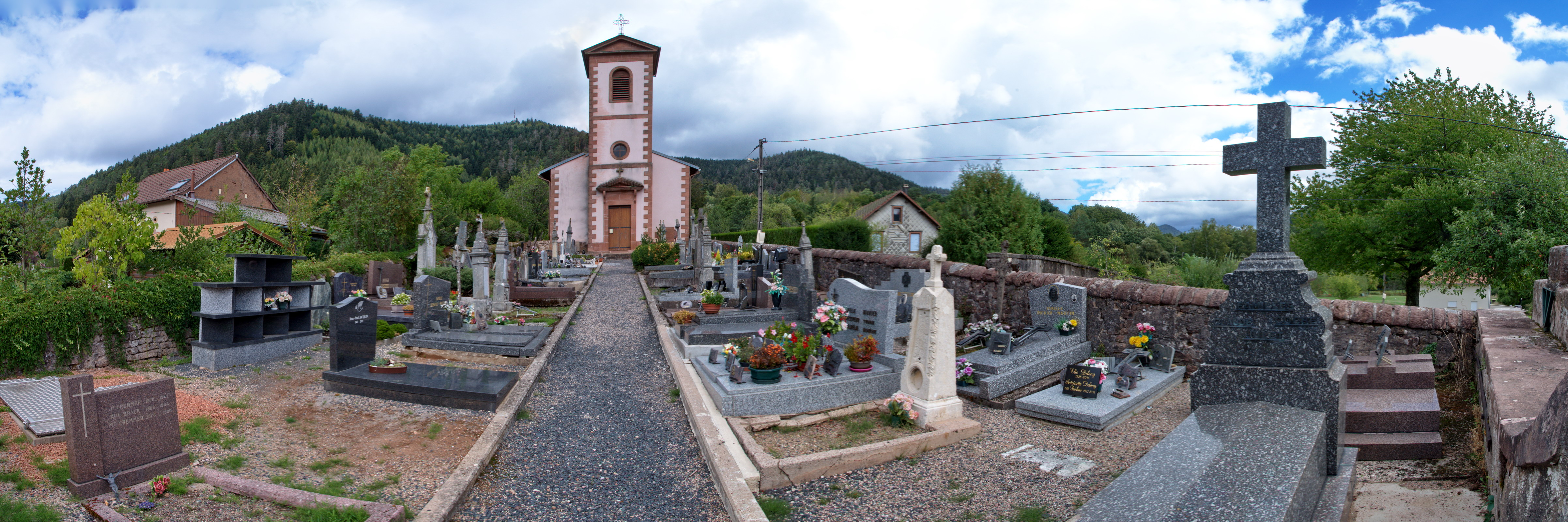
Monuments aux morts.
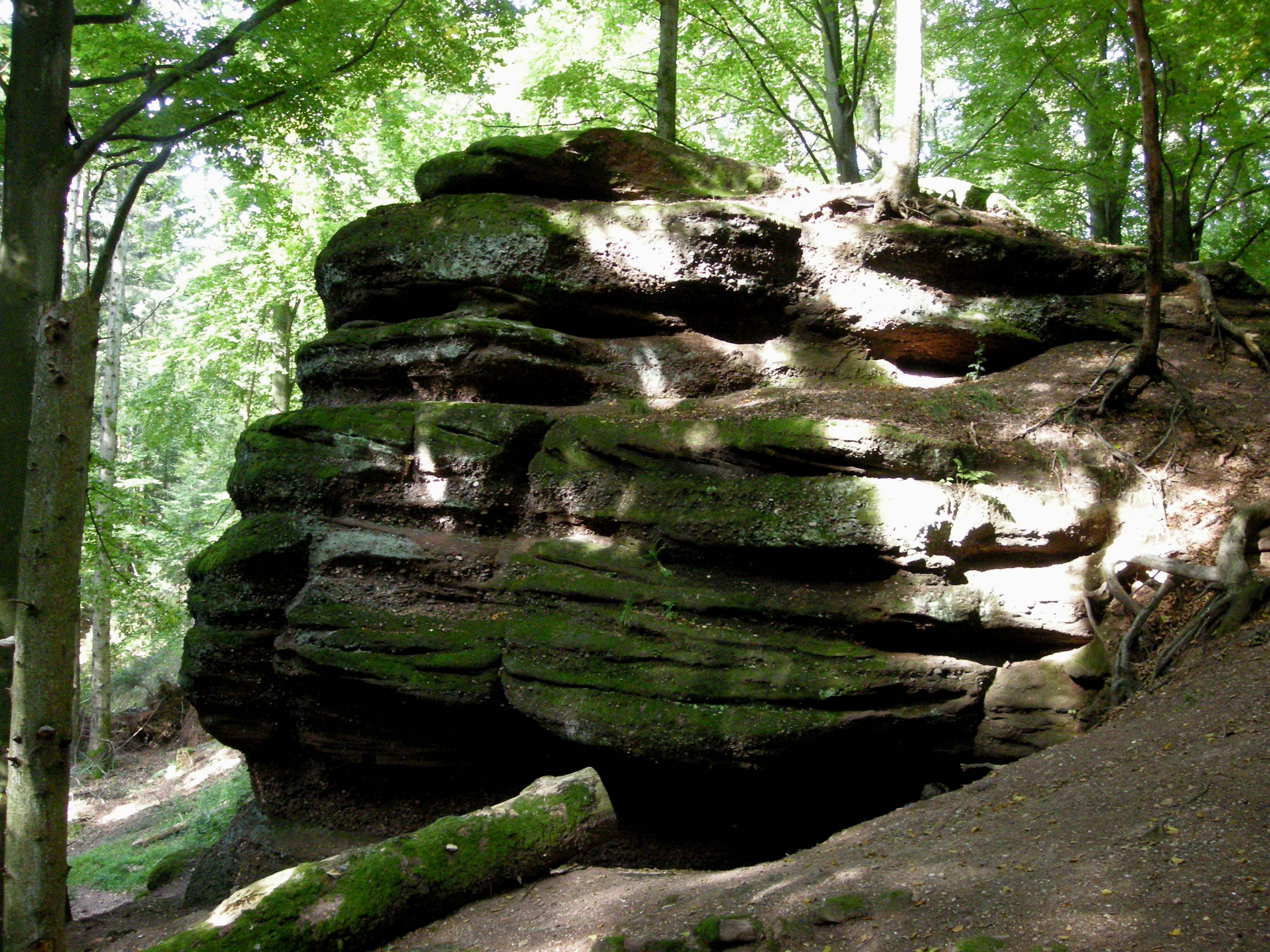
Grotte des Poilus.
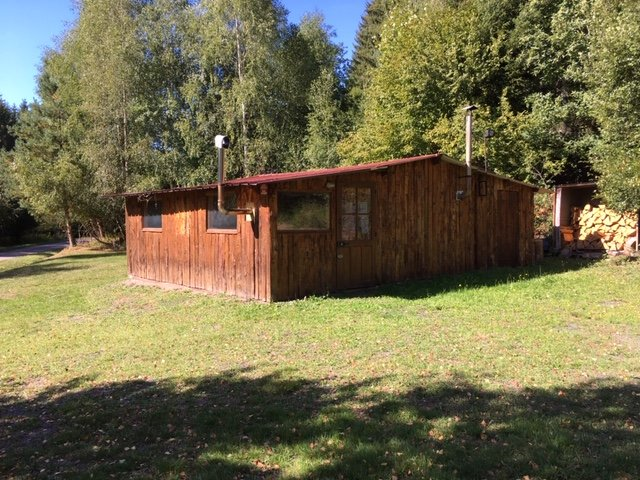
Cabane des chasseurs.

- Église Saint-Hubert XIXe siècle.
- Chapelle au hameau les Colins.
- Monument aux morts commmoratif, guerre 1914-1918[185].

#### Lieux de la guerre 1914-1918
L'accès aux lieux de la guerre 1914-1918 s'effectue à partir du col de la Chapelotte (commune de Badonviller), surplombant le hameau des Colins détruit par les bombardements, et qui fut rebâti. Les vestiges de la voie ferrée militaire construite par les Allemands en pleine forêt sont encore visibles. Par contre, il ne reste plus rien, ni du mess des officiers allemands édifié aux Noires Colas, ni de la piscine aménagée au Centre et destinée aux hommes de troupe allemands. Des photographies ont néanmoins fixé ces lieux et sont périodiquement accessibles lors d'expositions ; des visites guidées sur le terrain sont régulièrement animées par des spécialistes (voir le musée de la Ménelle, sur la commune de Pierre-Percée).

#### Lieux de la guerre 1939-1945
Â partir de mai 1944, la partie la plus haute en altitude du territoire de la commune a permis les contacts entre la première centurie du maquis de Chapelotte (côte 722) et les autres maquis des Vosges renforcés par un commando-parachutiste du SAS — largué dans le cadre de la mise en place de l'Opération Loyton et localisé au Col de Prayé —. Elle a été l'objet d'une surveillance ennemie accrue (bimoteur Heinkel photographique en particulier), mais a abrité néanmoins le passage de plusieurs centaines d'hommes (côte 522) en préparation au parachutage d'armes initialement prévu le 3 septembre 1944 au hameau de Viombois à Neufmaisons.

#### Scieries
Les Monuments historiques ont identifié dans leur inventaire trois scieries construites à Bionville entre le XVIe et le XXe siècle : l'une détruite au lieu-dit du Trupt, l'autre à l'état de vestiges au hameau du Taurupt, la 3e non explicitement mentionnée. D'autres études font état de scieries au hameau des Colins, aux lieux-dits la Turbine et Moinepont, au hameau du Halbach et au lieu-dit Saint-Nicolas.

### Héraldique
Selon l'Union des cercles généalogiques Lorrains, le blason de la commune de Bionville comporte trois passe-partout symbolisant les trois scieries qui s'y trouvaient, Brognard, Jeanpierre et Lecuve.
| Blason de Bionville | Blason  | De sinople à trois scies de bucheron d’argent.   |
| Blason de Bionville | Détails | Le statut officiel du blason reste à déterminer. |

### Personnalités liées à la commune
- Alex Vieira, champion moto endurance.

Le champion du monde motocycliste d'endurance Alex Vieira, en 1989 et 1990 sur Honda, en 1991 sur Kawasaki, a séjourné durant plusieurs années au P'tit Bonheur lors de rallyes historiques disputés dans les Vosges.
- Jean-Baptiste Marchal, curé de la paroisse d'Allarmont-Bionville à partir de 1817, a béni la première pierre de l'église Saint-Hubert en 1824 et a été inhumé au cimetière de Bionville en 1832.

## Pour approfondir